# 大阪市

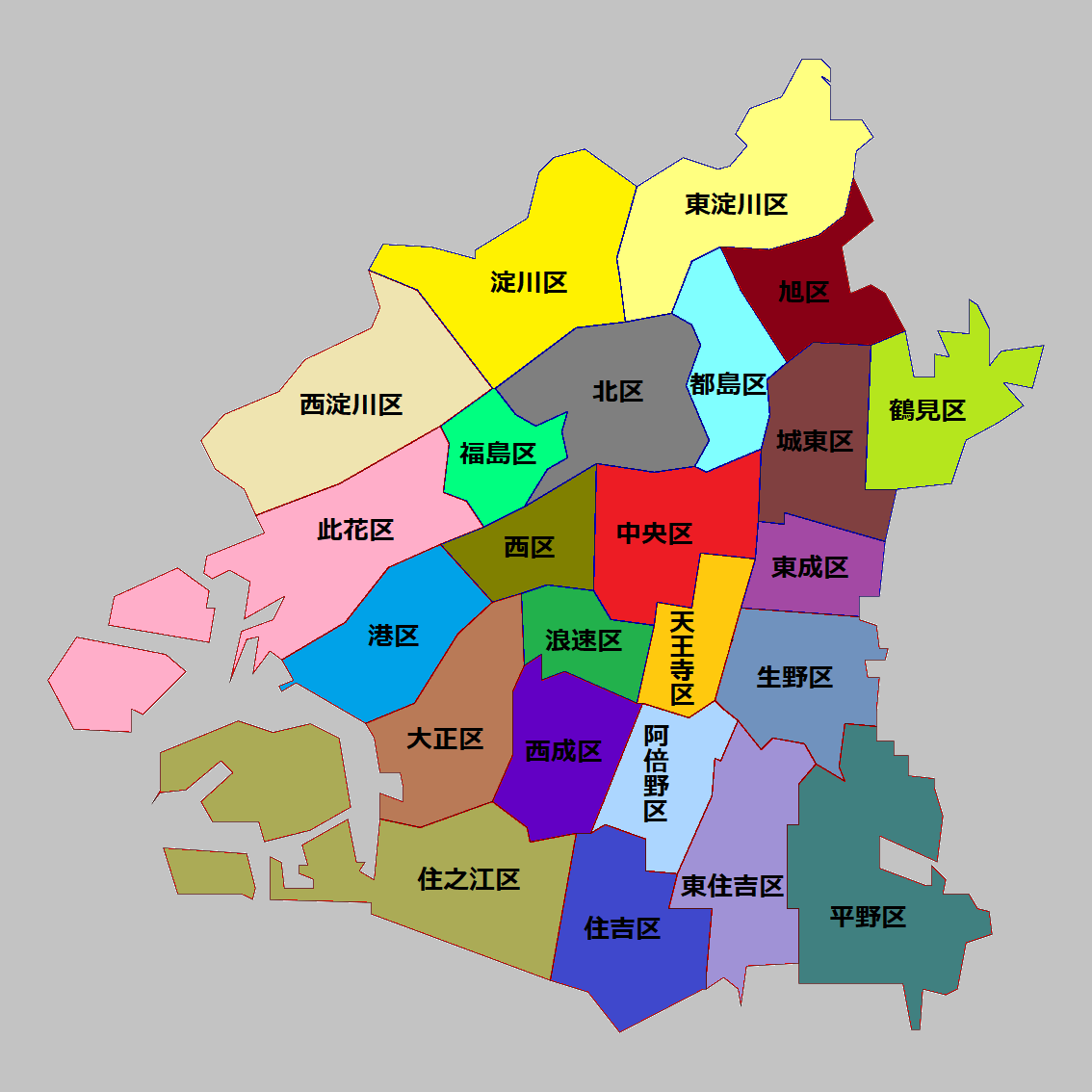
大阪市24区 色分け地図

大阪市（おおさかし）は、大阪府中部に位置する市。大阪府の府庁所在地および近畿地方で最多の人口を有する市であり、政令指定都市に指定されている。市域内には日本最大級の華やかな摩天楼、繁華街を据える。
西日本および近畿地方の首位都市であり、経済・文化・交通の中心都市。また、近隣の京都市や神戸市と共に、世界有数の経済規模を誇る京阪神大都市圏の都市中枢を成す。市域は24の行政区からなり、市庁所在地は北区中之島。市域に多数の河川や堀を有し、歴史的にも港湾機能や河川交通が発達していたことから「水都」の異名を持つ。
古墳時代から昭和時代後期に至るまで、日本経済の中心として機能してきた。また古代よりアジア広域からヒトやモノを惹き付けてきた都市であり、現代ではアジアで最も住みよい街と国際的に評され、求心力を保持している。現在では、日本の商都として商業や国際観光などが盛んな、アジア屈指の世界都市である。

## 概要

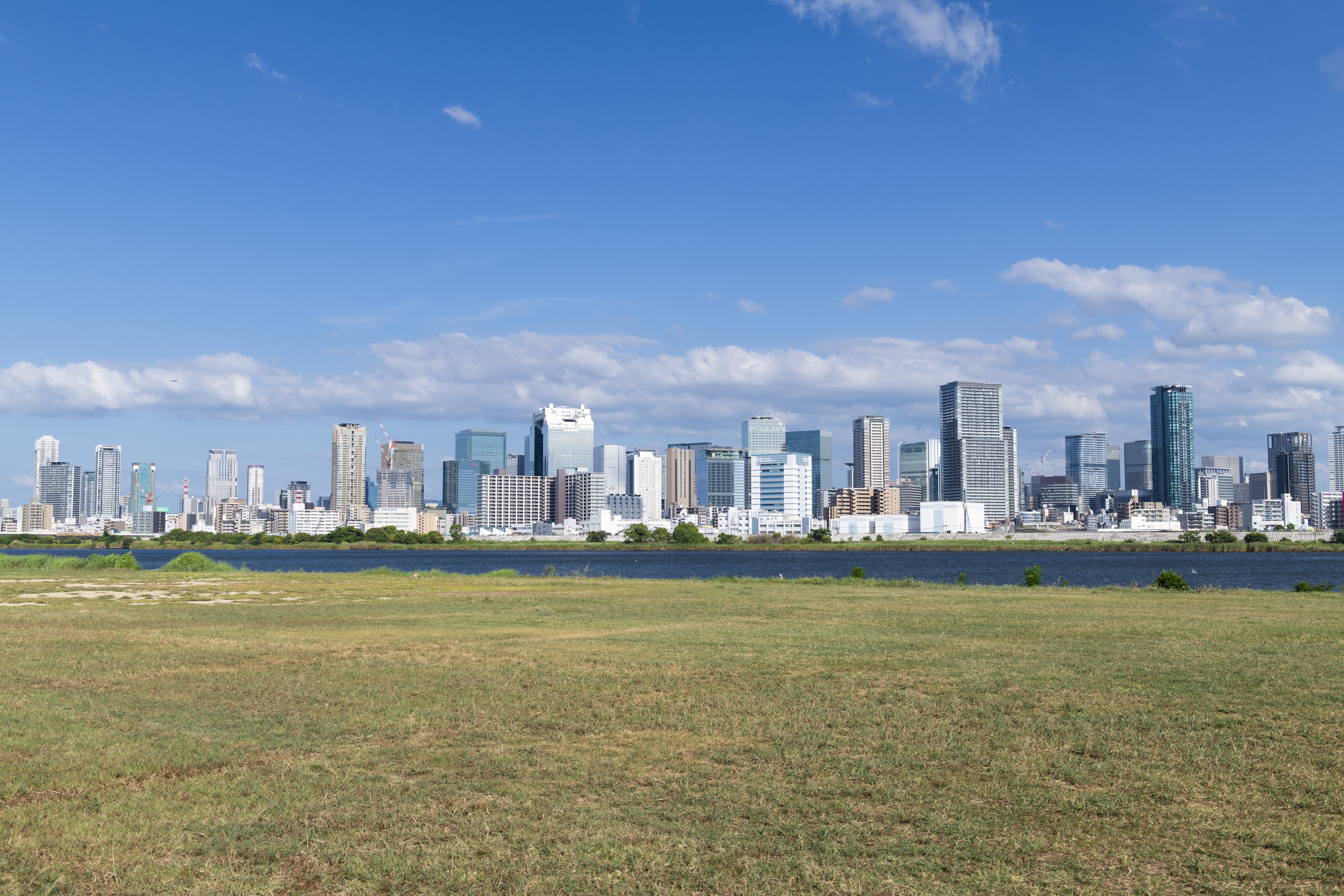
淀川と梅田のスカイライン

大阪市の都市としての源流は、古代に遡る。神武天皇は即位前、上町台地先端の難波埼に生國魂神社を創建。日本書紀によると、応神天皇は難波大隅宮を行宮にした。河内王朝の始祖である仁徳天皇は難波高津宮を皇居とした。その後、国内流通の中心である住吉津や難波津が開港し、都市として本格的なスタートを切る。後に日本国の最初の首都として難波宮が置かれる。これは天皇の住まい、政治、儀式の場を明確な構造として持つ初の宮城であり、後の宮にも採用された。また、難波宮から日本という国号とともに元号の使用が開始された。なお、その後の度重なる遷都により、首都は現在の奈良市や京都市などに移ったため、その後は主に商都として歩むことになる。
市域を中心として、大阪都市圏／阪神都市圏／京阪神大都市圏を形成。大阪市の市内総生産は約20兆円で、国内では東京区部に次ぐ規模であり、政令指定都市(以下、政令市)中最大である。これは、北海道、兵庫県、千葉県など1つの道府県の県内総生産に匹敵する規模であり約370万人の人口を持つ横浜市の約1.5倍の市内総生産である。また、京阪神大都市圏としては圏内総生産約80兆円、世界7位の経済規模を有する。夜間人口は約280万人、人口密度は約12,400人／㎢、昼間人口は市外から多くの通勤・通学者が流入するため約360万人（行政単位として全国1位）である。面積は、政令市（全20市）の中では川崎市、堺市、さいたま市に次ぎ4番目に小さい。これは横浜市のおよそ半分、名古屋市の3分の2程度であるが、行政区が24区と政令市中最多であるため、面積が10km2に満たない行政区が多い。近年では都心回帰が顕著で、大阪都心6区や都心9区を中心に人口が増加しており、西区や城東区では人口密度が2万人/km2を超えている。
古代より瀬戸内海・大阪湾に面した立地から、住吉津や難波津などの港を持ち、港湾都市、国内流通の中心として栄え水の都と称された。中世には、渡辺津や浄土真宗の本山であった石山本願寺が置かれ、寺内町として商工業が発展。近世初期には豊臣秀吉が大坂城を築城し、城下町が整備された。江戸時代には天領となり、経済・交通・金融・商業の中心地として発展。世界初の先物取引市場である堂島米市場が置かれ、当時の経済の中心であった米の中央市場として機能した。大坂は経済の中心地として天下の台所と称され、商業の町で豊かな町人文化（上方文化）を育んだ。京・江戸とともに三都に数えられた。
明治期に入ると、東洋紡など繊維工業を中心とした工業都市へと発展し（→船場の繊維問屋街）、「東洋のマンチェスター」「煙の都」と称された。
大正初期に池上四郎が第6代大阪市長に就任し、1925年に第2次市域拡大を実施。人口は当時の東京市を上回る211万人に到達し、面積・人口・工業出荷額で一時的に国内1位、世界6位の人口を有する大都市へと成長した（大大阪時代）。1923年には都市計画学者である關一が第7代大阪市長に就任。關は堺筋に代わる市のメインストリートとして、御堂筋の拡張整備を行い、その地下に日本初の公営地下鉄である大阪市営地下鉄（現：Osaka Metro）御堂筋線（梅田駅 - 心斎橋駅間）を建設するなど、現在につながる大阪の都市インフラを作り上げた。他方、古来より卸売業を中心に商業活動も活発であり、道修町（薬種）、松屋町（玩具）、本町・船場（繊維）など市内各所に江戸時代からの歴史を持つ問屋街が発達している。
現代では商都として、国内のみならず世界より訪問者が訪れる国際集客都市として、主に商業が繁栄。梅田・北新地・難波・心斎橋といった世界水準の繁華街を有している。他にも天王寺や新世界、京橋、上本町、十三など複数の繁華街を擁し、阿倍野・天王寺エリアにあるあべのハルカスは日本初のスーパートール（高さ300m以上のビル）である。中之島・淀屋橋や北浜界隈の伝統的なオフィス街には、金融街が形成。北浜の一部界隈は戦前から旧住友財閥（住友グループ）各社が拠点を構えるていることから「住友村」とも呼ばれている。また、梅田・堂島・中之島一帯や、京橋に近い大阪ビジネスパーク (OBP) には超高層ビルが林立しており、華やかな都市景観（スカイライン）を形造る。大阪市役所が所在する中之島や、大阪府庁が所在する大手前周辺には、官公庁や公的機関が数多く立地している。
イギリスの調査機関、エコノミスト・インテリジェンス・ユニットによる「最も住みやすい都市」ランキング（2019年度版）において、大阪市は、ウィーン、メルボルン、シドニーに次ぐ世界4位、アジア1位の都市と評価され、2023年度版でも、ジュネーブ、トロントに次ぐ世界10位、アジア1位の都市と評価されている。評価理由としては、合理的な都市設計、治安、物価、高度な教育・医療・交通、テロの脅威の少なさ、などが挙げられている。アメリカのシンクタンクが発表している世界都市ランキング「2020 Global Cities Index（世界都市の指標）」において、世界7位の都市と評価された。
イギリスのシンクタンクが発表した2025年3月の報告書「The Global Financial Centres Index（世界金融センター指標）」によると、世界40位の金融センターと評価されている。
2020年10月1日時点での大阪府域に占める大阪市域の割合は、面積：11.8%、人口：31.1%。

## 人口
大阪市の人口は、2025年現在およそ281万人である。
1920年の第1回国勢調査では1,252,972人と全国2位であったが、1925年4月に第2次市域拡張を実施し、同年10月の第2回調査で2,114,804人（旧市域：1,331,984人、新市域：782,820人）と全国1位になった（「大大阪時代」）。その後は東京市の市域拡張により全国2位になったものの、第2次市域拡張以降も大阪市の人口は著しい増加が続き、1940年の第5回調査で3,252,340人とピークに達した。戦災によって1945年11月の人口調査で1,102,959人と激減したが、1965年の第10回調査で3,156,222人にまで回復した。以降はドーナツ化現象によって再び減少に転じ、1978年には横浜市に抜かれ全国3位に転落。2000年の第17回調査で2,598,774人にまで減少した。しかし21世紀に入ると都心回帰により再び増加に転じ、2020年の第21回調査で2,752,412人となっている。
2015年から2020年の増減を行政区別で見ると、大阪都心6区は全て増加（北・中央・西の3区は増減率10%以上、福島・天王寺・浪速の3区は増減率5%以上）となっており、都心回帰が顕著である。周辺の区は東成・淀川・阿倍野・都島・城東・東住吉・鶴見・東淀川・西淀川の9区が増加（東成区は増減率5%以上）、住吉・港・此花・旭・生野・平野・住之江・大正・西成の9区が減少（西成区は増減率マイナス5%未満）となっており、南部の減少傾向が顕著である。旭・生野・西成の3区は1965年から、大正区は1970年からそれぞれ減少が続いており、特に西成区は1960年のピーク時から概ね半減している。
大阪市は自然動態（出生－死亡）が減少する一方、社会動態（転入－転出）は増加しており、2017・2018年共に大阪市は全国2位（市町村別）の人口増となっている。また、2020年の人口移動報告（外国人を含む）によると、大阪市は16,802人の転入超過（転入者が転出者を上回る）となり、同年の東京23区（13,034人の転入超過）を上回り、市町村別で全国最多となった。
2021年は自然減少数の拡大およびコロナ禍における外国人流入の減少等が起因し、十数年ぶりの前年比減となった。コロナ禍の終息後は再び増加に転じており、2024年は市町村別で全国最多の人口増加数を記録、2025年4月に280万人を超え、およそ半世紀前の水準に回復した。
近年、都心部では、オフィスビルの容積率が緩和されたためオフィスビルの建て替えが進み、老朽化したオフィスビル跡地での高層マンションの建設が増加した。その結果人口も増加し、都心部の小学校などでは教室の数が足りず増築工事などを行っている小学校もある。北区では、さらなる児童数の増加を見越して、令和6年度に中之島小中一貫校が新設される。
大阪市は一世帯当たりの人員が約1.91人であり、政令指定都市の中で最も少なくなっている。一方、市内の外国人の人数は、令和6年（2024年）12月時点で、18万9千人となっており、国籍は160カ国に及ぶ。これは人口、比率ともに、日本の政令指定都市の中で最多であり、国際都市ならではの人口構成となっている。
| |                                        |  |
| 大阪市と全国の年齢別人口分布（2005年） | 大阪市の年齢・男女別人口分布（2005年） |  |
| ■紫色 ― 大阪市 ■緑色 ― 日本全国 | ■青色 ― 男性 ■赤色 ― 女性              |  |
| 大阪市（に相当する地域）の人口の推移 \| 1950年（昭和25年） \| 2,015,350人 \| \| \| 1955年（昭和30年） \| 2,547,316人 \| \| \| 1960年（昭和35年） \| 3,011,563人 \| \| \| 1965年（昭和40年） \| 3,156,222人 \| \| \| 1970年（昭和45年） \| 2,980,487人 \| \| \| 1975年（昭和50年） \| 2,778,987人 \| \| \| 1980年（昭和55年） \| 2,648,180人 \| \| \| 1985年（昭和60年） \| 2,636,249人 \| \| \| 1990年（平成2年） \| 2,623,801人 \| \| \| 1995年（平成7年） \| 2,602,421人 \| \| \| 2000年（平成12年） \| 2,598,774人 \| \| \| 2005年（平成17年） \| 2,628,811人 \| \| \| 2010年（平成22年） \| 2,665,314人 \| \| \| 2015年（平成27年） \| 2,691,185人 \| \| \| 2020年（令和2年） \| 2,752,412人 \| \| |                                        |  |
| 総務省統計局 国勢調査より |                                        |  |
| 1950年（昭和25年） | 2,015,350人                            |  |
| 1955年（昭和30年） | 2,547,316人                            |  |
| 1960年（昭和35年） | 3,011,563人                            |  |
| 1965年（昭和40年） | 3,156,222人                            |  |
| 1970年（昭和45年） | 2,980,487人                            |  |
| 1975年（昭和50年） | 2,778,987人                            |  |
| 1980年（昭和55年） | 2,648,180人                            |  |
| 1985年（昭和60年） | 2,636,249人                            |  |
| 1990年（平成2年） | 2,623,801人                            |  |
| 1995年（平成7年） | 2,602,421人                            |  |
| 2000年（平成12年） | 2,598,774人                            |  |
| 2005年（平成17年） | 2,628,811人                            |  |
| 2010年（平成22年） | 2,665,314人                            |  |
| 2015年（平成27年） | 2,691,185人                            |  |
| 2020年（令和2年） | 2,752,412人                            |  |

## 地理

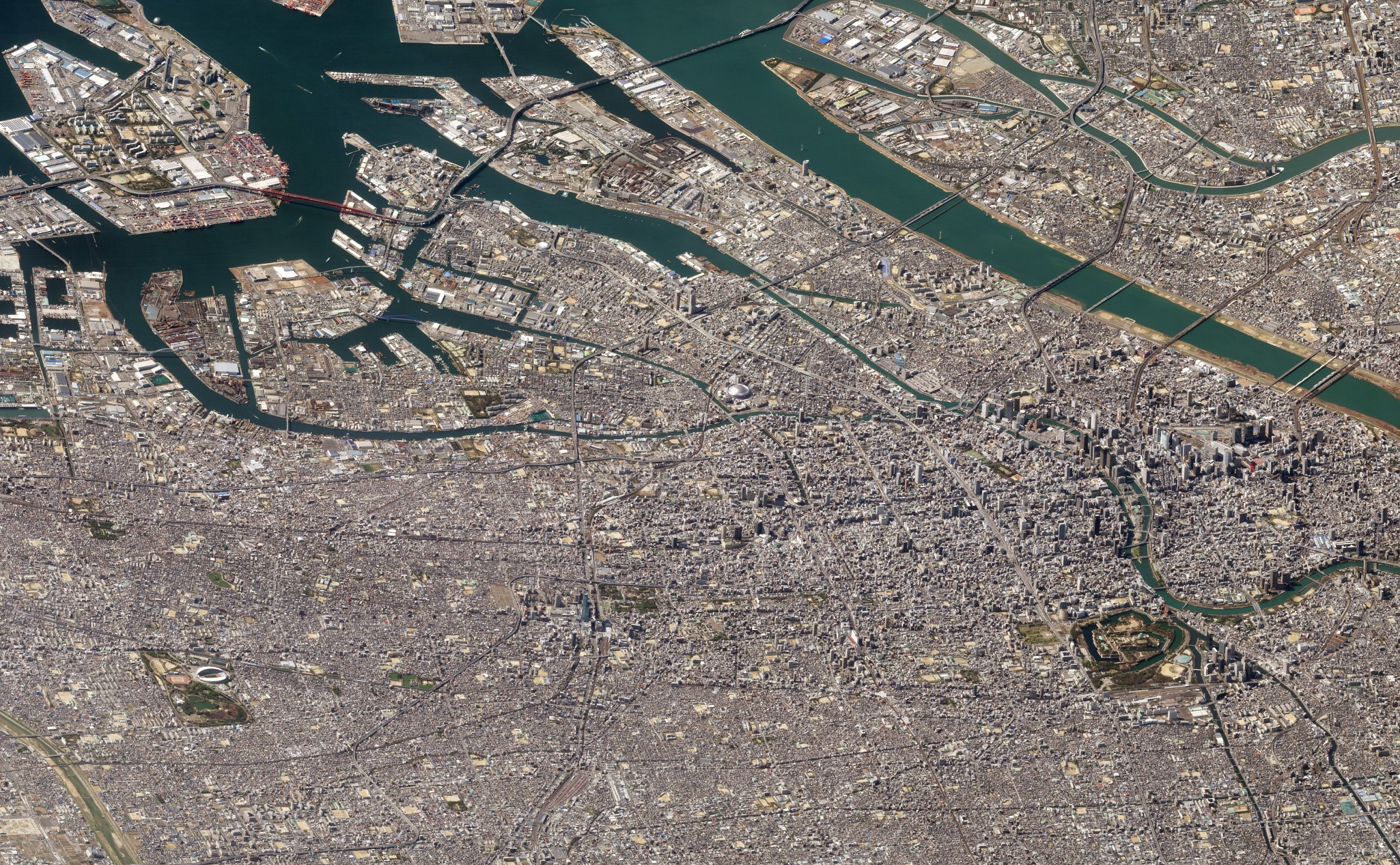
大阪の衛星画像（2018年）

古くからの港湾都市であるが、難波津・住吉津といった古代の海港は土砂の堆積により衰退し、渡辺津という河港に姿を変えた。河港であることは豊臣・徳川の両政権によって水運の発達した大坂市街が形成されても変わらず、再び海港となるのは1897年の大阪港第一次修築工事以降、実質的に20世紀以降である。
江戸時代には人口で京を抜いて江戸に次ぐ第2の都市となり
、江戸と並んで経済の中心を担った。現在も京都市・神戸市・堺市とともに近畿大都市圏（京阪神）の中心市である。阪神工業地帯の一角を担い、市内総生産は約19兆円となっている。

### 地形
瀬戸内海の東端である大阪湾の最奥部に面する。市の南端を流れる大和川を除いて、市域を流れる河川の多くは淀川水系であるが、1704年の大和川付替え以前は大和川も淀川水系であり、大量の土砂が堆積して形成された低地が大阪平野である。
大阪平野の形成以前から市域の中央やや東寄りに存在する台地が上町台地で、南北に細長く伸びる上町台地の西側に難波砂堆、北側に天満砂堆といった微高地が形成されている。
上町台地および付随する難波砂堆・天満砂堆を境にして、西側の低地は大阪海岸低地、東側の低地は河内低地とも区分される。大阪海岸低地は三角州性の低地、河内低地は河内湖が陸地化した潟湖性の低地となる。
最高点は鶴見区の鶴見新山（T.P.37.5m）、最低点は西淀川区の大阪市立大和田小学校内（T.P.-2.21m）。北から南へ低くなる上町台地の北端に位置する大坂城本丸が長らく大阪市の最高点だったが、1970年に昭和山（大正区）、1983年に鶴見新山がそれぞれ「造山」された。一方、地下水の過剰摂取により、昭和初期から中期にかけて地盤沈下が深刻化し、市域の北西部に海抜ゼロメートル地帯が広がっている。
河川
淀川
神崎川、左門殿川、中島川、西島川、安威川
旧淀川（大川、堂島川、安治川）
寝屋川、第二寝屋川、城北川、平野川、平野川分水路、今川、駒川
土佐堀川、尻無川、木津川、東横堀川、道頓堀川
大和川
正蓮寺川、六軒家川、住吉川、細江川、十三間川、三軒家川

### 気候
瀬戸内海式気候となり、年間を通して温暖であるが、夏は非常に蒸し暑く、全国有数の酷暑地帯である。大阪湾に西面し、日中は海風が吹くが、夜間の陸風は風速が弱く風向もばらつきが大きい ため、特に夜が寝苦しい。年平均熱帯夜日数は本土の官署では鹿児島市（55.8日）・神戸市（46.8日）に次いで3番目に多い41.5日で、7月から8月にかけての1か月以上は平年値でも熱帯夜となっている。なお、近隣の神戸地方気象台（旧・神戸海洋気象台）は1999年に山麓の高台から海岸の低地へ移転し、熱帯夜日数が増加した経緯がある。一方、大阪管区気象台は海から離れた上町台地に所在している。8月の平均気温は29.0℃であり、都道府県庁所在地の中では、那覇市（最暖月は7月）と並んで最も高い。
| 大阪市（大阪管区気象台、標高23m）の気候                     | 大阪市（大阪管区気象台、標高23m）の気候 | 大阪市（大阪管区気象台、標高23m）の気候 | 大阪市（大阪管区気象台、標高23m）の気候 | 大阪市（大阪管区気象台、標高23m）の気候 | 大阪市（大阪管区気象台、標高23m）の気候 | 大阪市（大阪管区気象台、標高23m）の気候 | 大阪市（大阪管区気象台、標高23m）の気候 | 大阪市（大阪管区気象台、標高23m）の気候 | 大阪市（大阪管区気象台、標高23m）の気候 | 大阪市（大阪管区気象台、標高23m）の気候 | 大阪市（大阪管区気象台、標高23m）の気候 | 大阪市（大阪管区気象台、標高23m）の気候 | 大阪市（大阪管区気象台、標高23m）の気候 |
| 月                                                          | 1月                                     | 2月                                     | 3月                                     | 4月                                     | 5月                                     | 6月                                     | 7月                                     | 8月                                     | 9月                                     | 10月                                    | 11月                                    | 12月                                    | 年                                      |
| ----------------------------------------------------------- | --------------------------------------- | --------------------------------------- | --------------------------------------- | --------------------------------------- | --------------------------------------- | --------------------------------------- | --------------------------------------- | --------------------------------------- | --------------------------------------- | --------------------------------------- | --------------------------------------- | --------------------------------------- | --------------------------------------- |
| 最高気温記録 °C （°F）                                      | 19.1 (66.4)                             | 23.7 (74.7)                             | 26.1 (79)                               | 30.7 (87.3)                             | 32.7 (90.9)                             | 36.1 (97)                               | 38.7 (101.7)                            | 39.1 (102.4)                            | 36.4 (97.5)                             | 33.1 (91.6)                             | 27.9 (82.2)                             | 24.5 (76.1)                             | 39.1 (102.4)                            |
| 平均最高気温 °C （°F）                                      | 9.7 (49.5)                              | 10.5 (50.9)                             | 14.2 (57.6)                             | 19.9 (67.8)                             | 24.9 (76.8)                             | 28.0 (82.4)                             | 31.8 (89.2)                             | 33.7 (92.7)                             | 29.5 (85.1)                             | 23.7 (74.7)                             | 17.8 (64)                               | 12.3 (54.1)                             | 21.3 (70.3)                             |
| 日平均気温 °C （°F）                                        | 6.2 (43.2)                              | 6.6 (43.9)                              | 9.9 (49.8)                              | 15.2 (59.4)                             | 20.1 (68.2)                             | 23.6 (74.5)                             | 27.7 (81.9)                             | 29.0 (84.2)                             | 25.2 (77.4)                             | 19.5 (67.1)                             | 13.8 (56.8)                             | 8.7 (47.7)                              | 17.1 (62.8)                             |
| 平均最低気温 °C （°F）                                      | 3.0 (37.4)                              | 3.2 (37.8)                              | 6.0 (42.8)                              | 10.9 (51.6)                             | 16.0 (60.8)                             | 20.3 (68.5)                             | 24.6 (76.3)                             | 25.8 (78.4)                             | 21.9 (71.4)                             | 16.0 (60.8)                             | 10.2 (50.4)                             | 5.3 (41.5)                              | 13.6 (56.5)                             |
| 最低気温記録 °C （°F）                                      | −7.5 (18.5)                             | −6.5 (20.3)                             | −5.2 (22.6)                             | −2.6 (27.3)                             | 3.5 (38.3)                              | 8.9 (48)                                | 14.8 (58.6)                             | 13.6 (56.5)                             | 10.4 (50.7)                             | 3.0 (37.4)                              | −2.2 (28)                               | −4.5 (23.9)                             | −7.5 (18.5)                             |
| 降水量 mm （inch）                                          | 47.0 (1.85)                             | 60.5 (2.382)                            | 103.1 (4.059)                           | 101.9 (4.012)                           | 136.5 (5.374)                           | 185.1 (7.287)                           | 174.4 (6.866)                           | 113.0 (4.449)                           | 152.8 (6.016)                           | 136.0 (5.354)                           | 72.5 (2.854)                            | 55.5 (2.185)                            | 1,338.3 (52.689)                        |
| 降雪量 cm （inch）                                          | 0 (0)                                   | 1 (0.4)                                 | 0 (0)                                   | 0 (0)                                   | 0 (0)                                   | 0 (0)                                   | 0 (0)                                   | 0 (0)                                   | 0 (0)                                   | 0 (0)                                   | 0 (0)                                   | 0 (0)                                   | 1 (0.4)                                 |
| 平均降水日数 （≥0.5 mm）                                    | 6.4                                     | 7.3                                     | 10.3                                    | 10.0                                    | 10.4                                    | 12.3                                    | 11.3                                    | 7.8                                     | 10.6                                    | 9.2                                     | 7.0                                     | 7.1                                     | 109.7                                   |
| 平均降雪日数 （≥0 cm）                                      | 4.7                                     | 5.5                                     | 1.9                                     | 0                                       | 0                                       | 0                                       | 0                                       | 0                                       | 0                                       | 0                                       | 0                                       | 1.8                                     | 13.9                                    |
| % 湿度                                                      | 61                                      | 60                                      | 59                                      | 58                                      | 61                                      | 68                                      | 70                                      | 66                                      | 67                                      | 65                                      | 64                                      | 62                                      | 63                                      |
| 平均月間日照時間                                            | 146.5                                   | 140.6                                   | 172.2                                   | 192.6                                   | 203.7                                   | 154.3                                   | 184.0                                   | 222.4                                   | 161.6                                   | 166.1                                   | 152.6                                   | 152.1                                   | 2,048.6                                 |
| 出典：気象庁 (平均値：1991年-2020年、気温極値：1883年-現在) |                                         |                                         |                                         |                                         |                                         |                                         |                                         |                                         |                                         |                                         |                                         |                                         |                                         |

| 平均気温の推移                                                 |                                                                |
| -------------------------------------------------------------- | -------------------------------------------------------------- |
| 現在、技術上の問題で一時的にグラフが表示されなくなっています。 |                                                                |
|                                                                | 現在、技術上の問題で一時的にグラフが表示されなくなっています。 |

|  | 現在、技術上の問題で一時的にグラフが表示されなくなっています。 |

|  | 現在、技術上の問題で一時的にグラフが表示されなくなっています。 |

|  | 現在、技術上の問題で一時的にグラフが表示されなくなっています。 |

|  | 現在、技術上の問題で一時的にグラフが表示されなくなっています。 |

|  | 現在、技術上の問題で一時的にグラフが表示されなくなっています。 |

|  | 現在、技術上の問題で一時的にグラフが表示されなくなっています。 |

|  | 現在、技術上の問題で一時的にグラフが表示されなくなっています。 |

|  | 現在、技術上の問題で一時的にグラフが表示されなくなっています。 |

|  | 現在、技術上の問題で一時的にグラフが表示されなくなっています。 |

|  | 現在、技術上の問題で一時的にグラフが表示されなくなっています。 |

|  | 現在、技術上の問題で一時的にグラフが表示されなくなっています。 |

|  | 現在、技術上の問題で一時的にグラフが表示されなくなっています。 |

|  | 現在、技術上の問題で一時的にグラフが表示されなくなっています。 |

|  | 現在、技術上の問題で一時的にグラフが表示されなくなっています。 |

|  | 現在、技術上の問題で一時的にグラフが表示されなくなっています。 |

|  | 現在、技術上の問題で一時的にグラフが表示されなくなっています。 |

|  | 現在、技術上の問題で一時的にグラフが表示されなくなっています。 |

### 隣接している自治体・行政区
大阪府
- 堺市（堺区、北区）
- 東大阪市
- 豊中市
- 吹田市
- 八尾市
- 摂津市
- 門真市
- 大東市
- 松原市
- 守口市

兵庫県
- 尼崎市

## 歴史

### 先史時代
上町台地は約12万年前の間氷期（リス・ウルム間氷期）に海底に堆積した地層である。そこには河内湾より一回り大きな上町海が存在した。気候が涼しくなり始めた約11万年前に陸地が現れ始めた。この出来たばかりの陸地にはナウマンゾウやヤベオオツノジカやムカシニホンジカの群れがやってきていた。氷期に移り変わる約7万年前には、上町海が退いて古大阪平野が広がり、そこには針葉樹と広葉樹が混じる林が繁り、その木々の間を川が丘陵から低地へと網目状になって流れ下っていた。この川を渡るゾウやシカの群れの足跡の化石として残っている。ゾウの遺体としては臼歯が1個であるが、足跡化石は千個以上見つかっている。大阪で最も古い旧石器は、大阪市平野区の長原遺跡から出土した石器群110数点で、約3万数千年前の後期旧石器時代の初期と考えられる。それは、これらの石器の出土層より上位層の火山灰層が姶良Tn火山灰であったことから年代の推定ができる。石器群はサヌカイト製の2 - 3センチメートルの小石器と削器・掻器などの加工具であった。
縄文海進により大阪湾が発生、南部から突き出た上町台地を砂嘴とする半島ができ、東部は河内湾となる。縄文時代中期には既に人が集住し、漁撈・採集などの生活を営んでいたことが、森之宮付近の遺跡から明らかになっている。弥生時代になると半島は砂州となり河内湾は淡水化、やがて河内湖となる。河内湖周辺は自然環境に恵まれており、農耕の発展により大規模集落が出現し、海運や大陸との交易の拠点となる。

### 古代

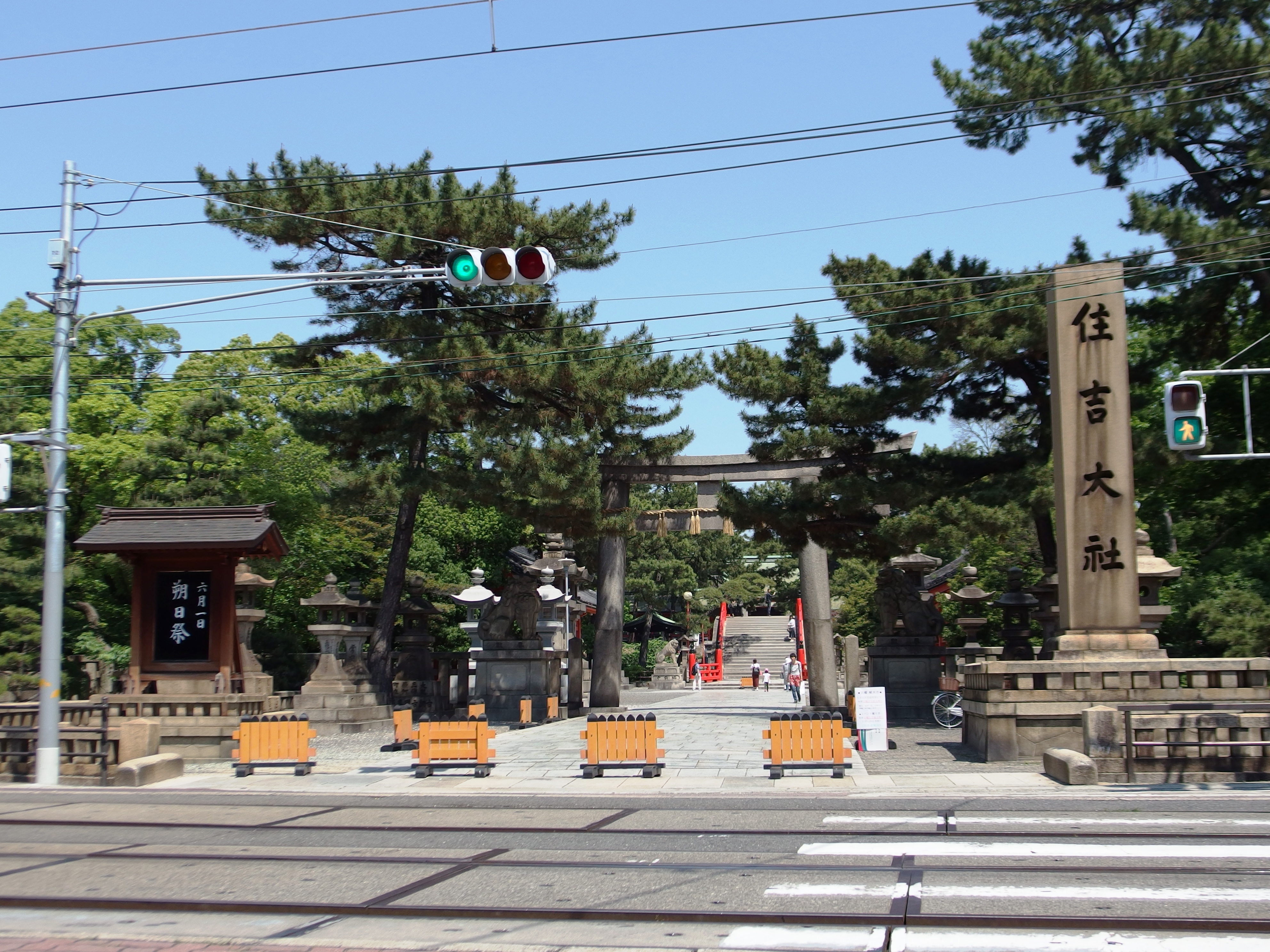
住吉大社

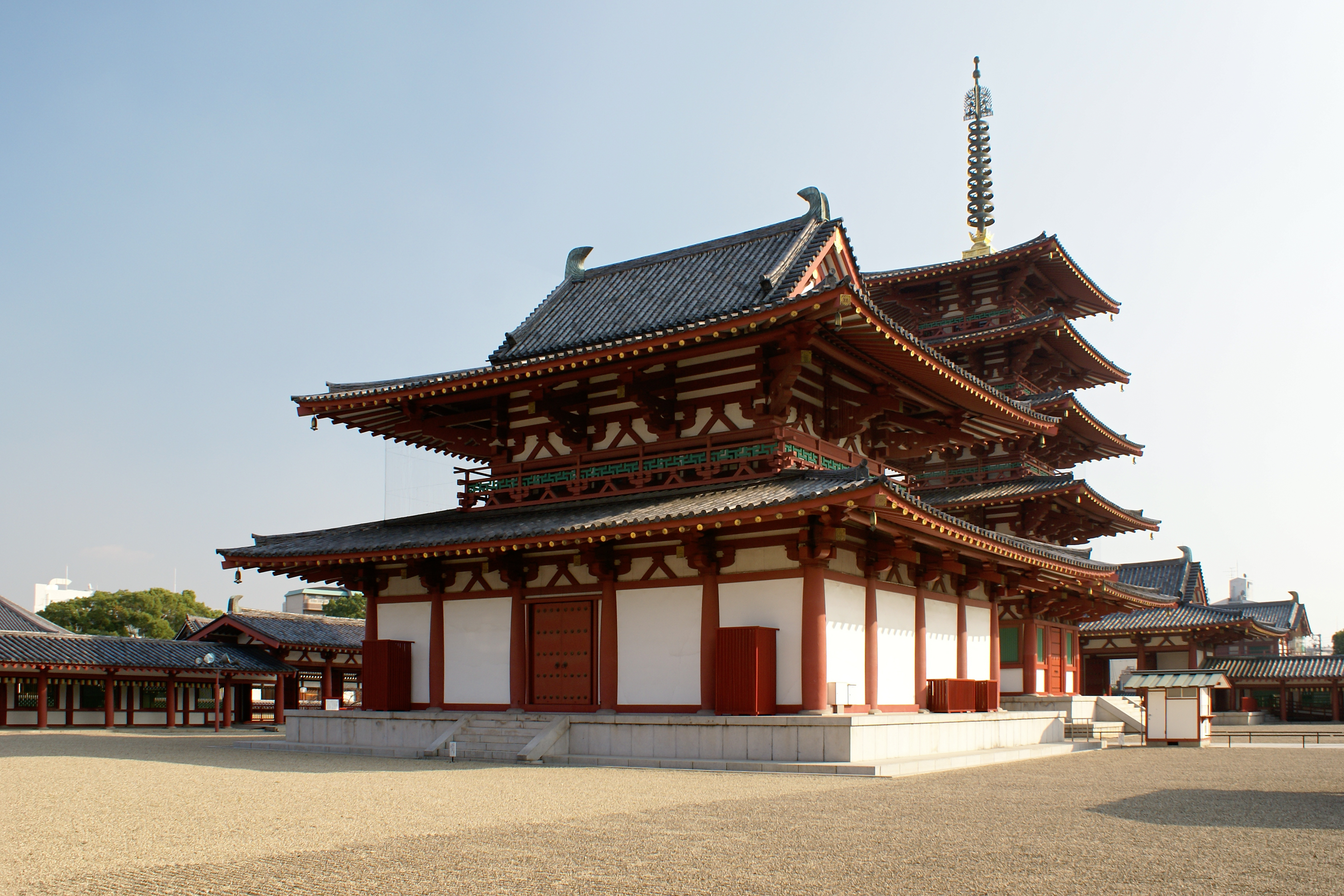
四天王寺

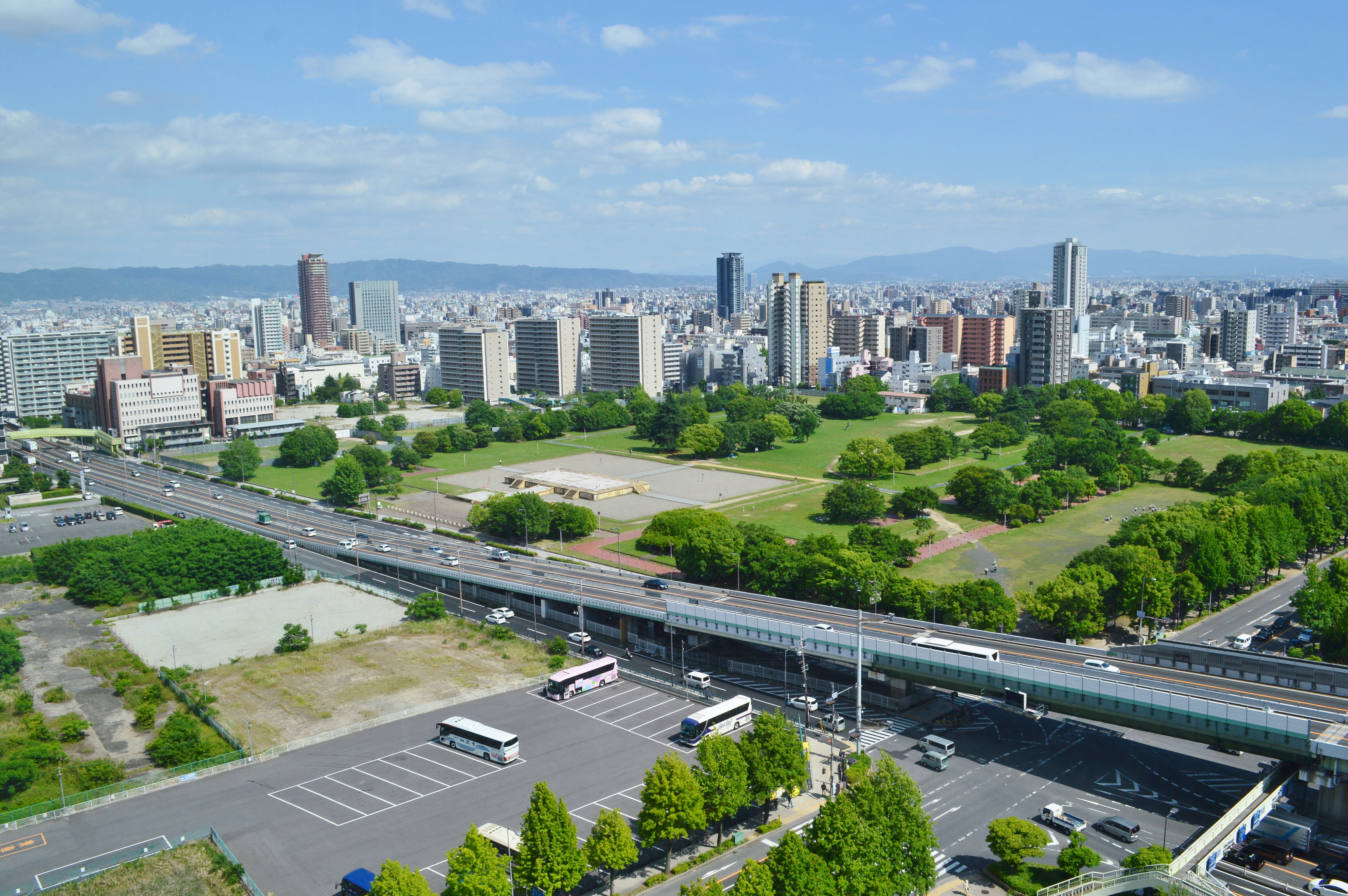
難波宮跡公園（2017年）

大阪湾の奥、淀川・大和川の河口に突き出た上町台地が大阪市の町の原点である。天忍日命を始祖とする大伴氏や天忍人命を始祖とする津守氏が本拠を置いた場所である。神武天皇即位前、天皇が上町台地の先端付近、難波埼（なにわさき）に生國魂神社を創建。古墳時代、応神天皇は行宮として難波大隅宮（なにわのおおすみのみや）を置いた。大王と呼称された倭国の首長で河内王朝の始祖である仁徳天皇は難波（なにわ）の上町台地の先端付近に都を定め宮居を難波高津宮（なにわのたかつのみや） とし、欽明天皇の難波祝津宮（なにわのはふりつのみや）も営まれた。飛鳥時代、再び難波に都が戻り日本で最初の首都となる孝徳天皇や聖武天皇の難波宮（なにわのみや）などが営まれた。仁徳天皇の難波高津宮は難波宮が造られた周辺にあったとする説が最も有力な説とみなされている。645年、難波宮で大化の改新が行われ、以後、日本という国号の使用とともに元号の使用が始まったとされる。後には難波京が置かれ、古代に住吉津や難波津、中世に渡辺津と大阪平野や奈良盆地の政治勢力の瀬戸内海における港湾都市、国内流通の中心であり、首都や副都が置かれた。律令国では摂津国の範囲。
- 『帝王編年紀』によれば、神宮皇后（神功皇后）11年、同皇后・田裳見宿禰により住吉大神が祀られるという。これが住吉大社の起源とされる。
- 『日本書紀』によれば、第16代仁徳天皇は難波高津宮（上記）に都を定め、住吉津（墨江の津とも。住吉大社の南に流れる細江川の地域を指す。）を定めたとされる。
- 593年 - 四天王寺が聖徳太子により創建される（『日本書紀』）。
- 645年 - 大化の改新により難波宮へ遷都。
- 794年 - 首都機能が平安京に統合され副都として存続した難波京が最終的に廃止される。
- 949年 - 村上天皇の勅により大阪天満宮が創建される。

### 中世
中世には京都に政治の拠点が移動したため、その瀬戸内海の外港の地位も大輪田泊や神崎などに移ったが、その間も四天王寺や住吉大社周辺は宗教的な要地として、また渡辺津は熊野や住吉巡礼の拠点・淀川河口の拠点としてある程度栄えていた。南北朝時代には後村上天皇の皇宮（住吉行宮）が約10年間、住吉大社宮司の津守氏の住之江館（正印殿）に置かれ、次の長慶天皇もここで即位。その後蓮如により上町台地の先端付近に石山本願寺が開かれ、全国の浄土真宗の本山となった。その寺内町では商工が発展した。
- 1496年 - 蓮如が大坂に石山道場（のちの石山本願寺）を建立、広大な寺内町で商工業が発展する。

### 近世

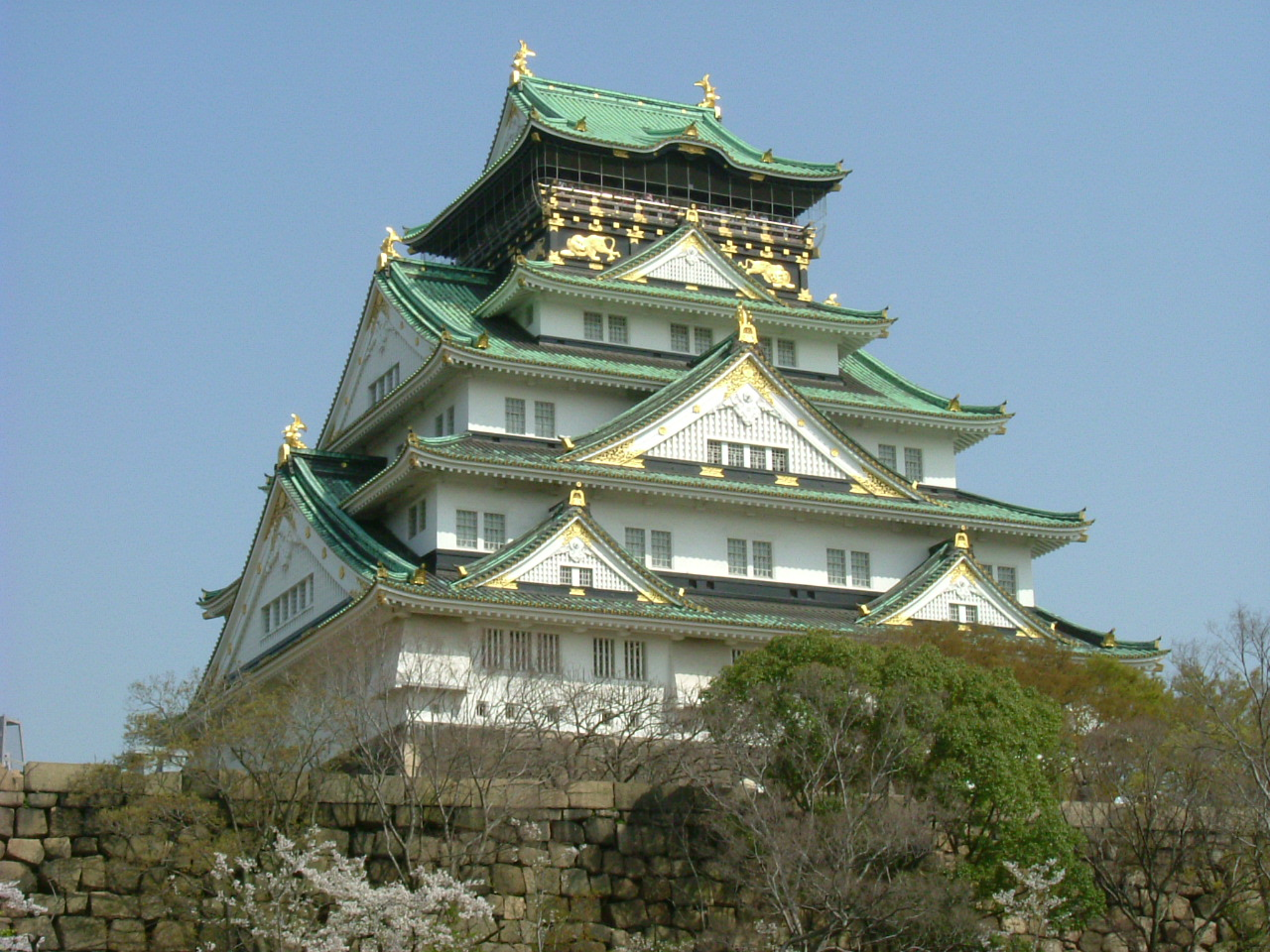
大阪城天守閣

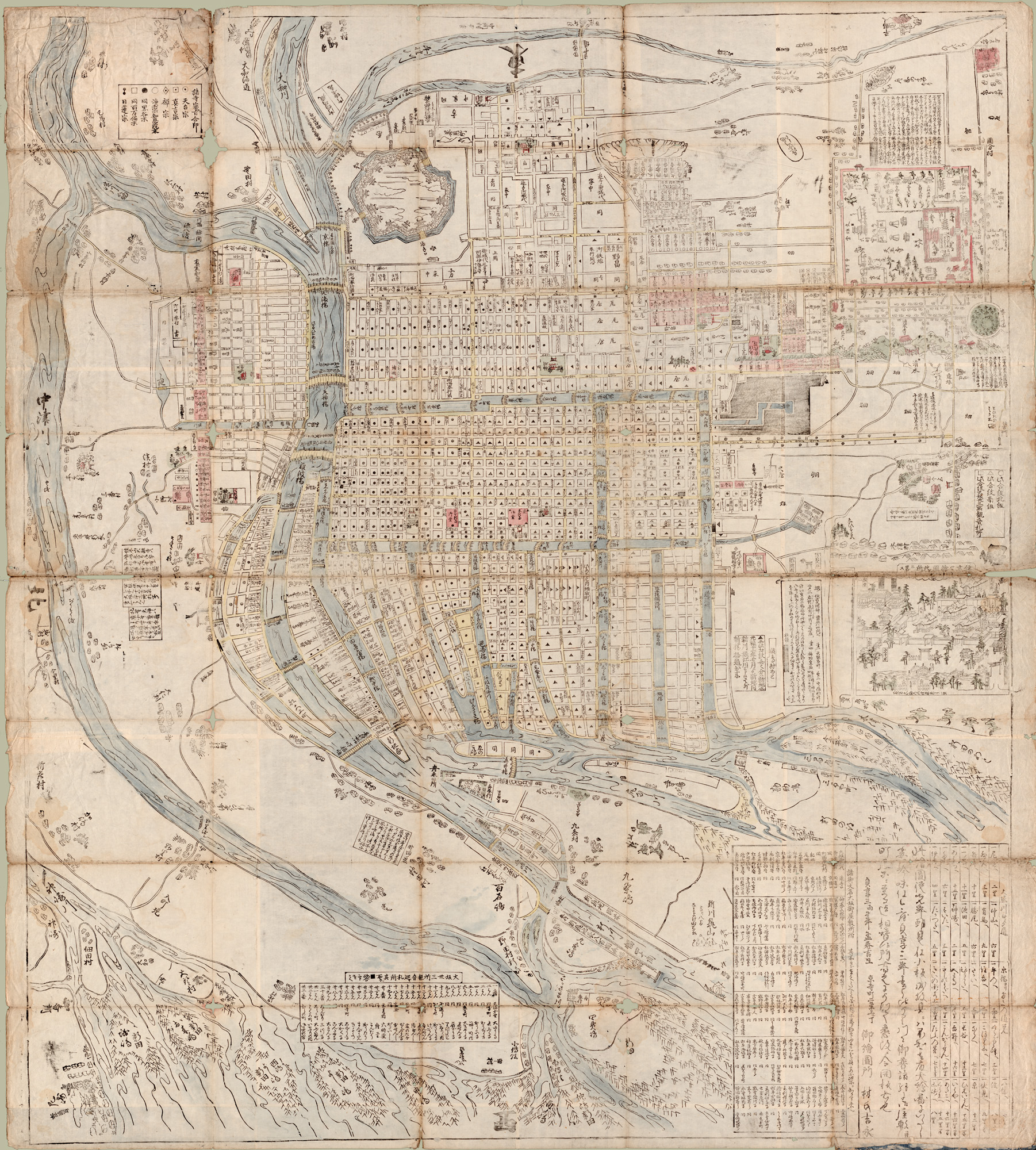
大阪の地図（1686年）

織田信長によって破壊された上町台地の先端付近にあった石山本願寺の跡地に豊臣秀吉が大坂城を築いて再び政治の中心となり、同時に大規模な城普請で人と物資が集まって再び経済の中心地（本格的に日本経済の中心になったのは近世中期ごろからである）となった。しかし、1615年の大坂夏の陣で大坂城は落城し、豊臣氏も滅ぼされた。1619年、大坂城下は江戸幕府の天領となり復興、幕府の派遣した大坂町奉行が支配するところとなる。江戸はまだ出来たばかりで商品生産力がない上、参勤交代で大名・家来などによって大消費地となった。大坂城以前から自治都市を形成し、朱印船貿易で活躍した豪商末吉孫左衛門などを輩出した平野郷の平野商人の平野や、京都伏見商人の伏見はその後、平野町、伏見町として大坂の町名に残るものとなる。江戸へは当時の工業都市である京などから大坂を経由して菱垣廻船・樽廻船で物資が運ばれた。淀屋などが活躍した中之島周辺にはさらに各藩の蔵屋敷が集積し、北前船も入港して、大坂は「天下の台所」として経済・商業の中心的役割を担った。付随して、裕福になった町人により、文楽をはじめとした様々な文化が生み出された。また河川・運河とそれに架かる橋の多さから、江戸の「八百八町」や京都の「八百八寺」に対して「八百八橋」と称された。
- 1570年 - 石山合戦（ - 1580年）、織田信長により石山本願寺が壊滅する。
- 1583年 - 豊臣秀吉が石山本願寺の跡に大坂城を築く[37]。
- 1612年 - 道頓堀が完成。
- 1615年 - 大坂夏の陣で大坂城下は焦土となる。
- 1619年 - 大坂城下は天領となり復興、大坂町奉行所が管轄。以降日本の物流の中心地として繁栄し、「天下の台所」と呼ばれる。
- 1684年 - 道頓堀に竹本座開館。元禄文化の担い手である竹本義太夫、近松門左衛門らによる人形浄瑠璃が人気を得る。
- 1707年 - 宝永地震
- 1724年 - 享保の大火。大坂市街の2/3が焼け失せる。
- 1730年 - 堂島に世界初の近代的な商品先物取引所たる堂島米会所が開かれる。
- 1789年 - 東横堀焼（寛政東の大火）[38]
- 1791年 - 堀江・嶋之内焼（寛政南の大火）[38]
- 1792年 - 北船場天満焼（寛政北の大火）[38]
- 1837年 - 大塩平八郎の乱
- 1838年 - 緒方洪庵が船場に適塾を開設。
- 1854年 - 安政地震
- 1858年 - コレラの流行。死者約3万人[39]。

### 近代

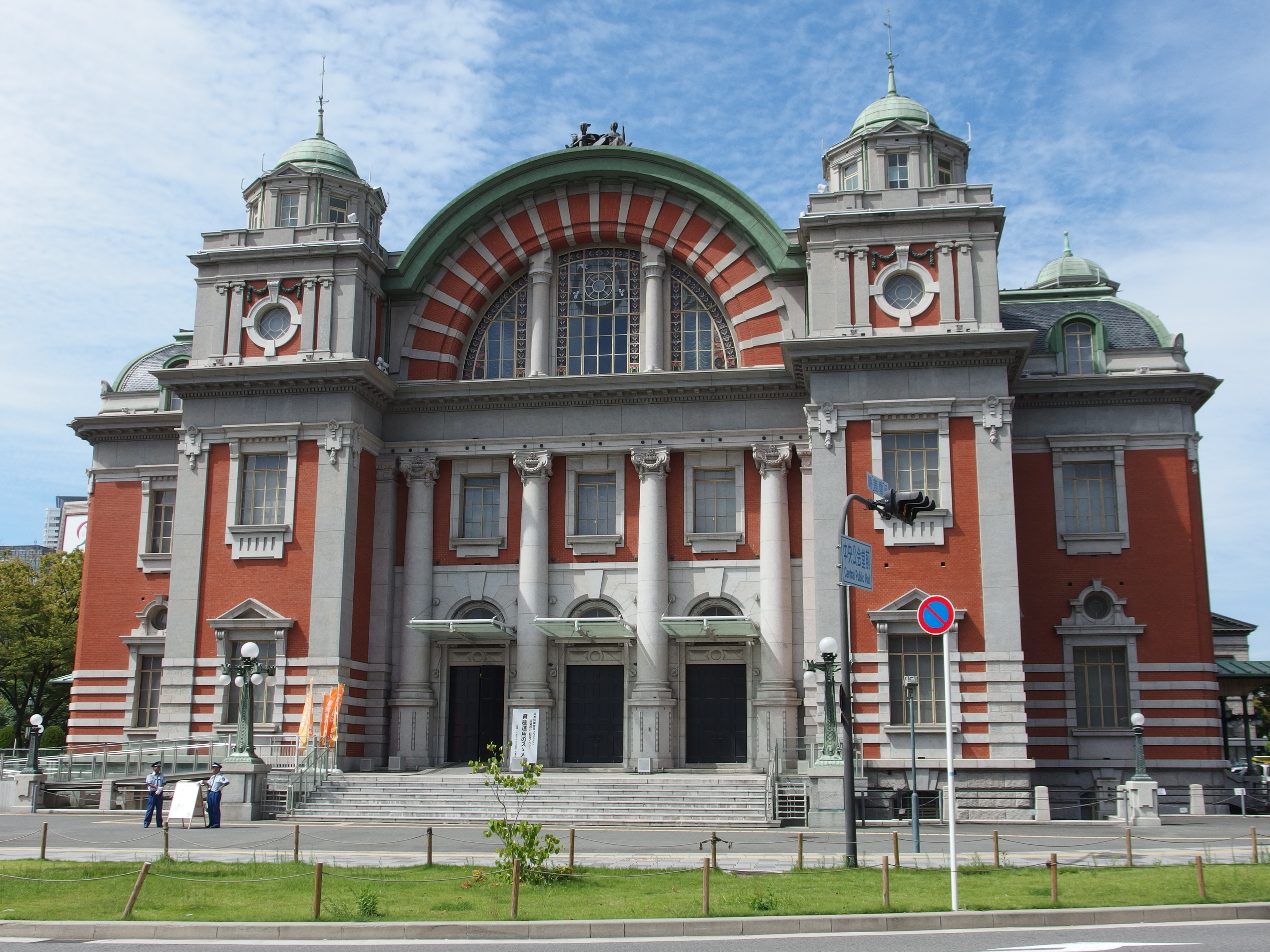
中央公会堂

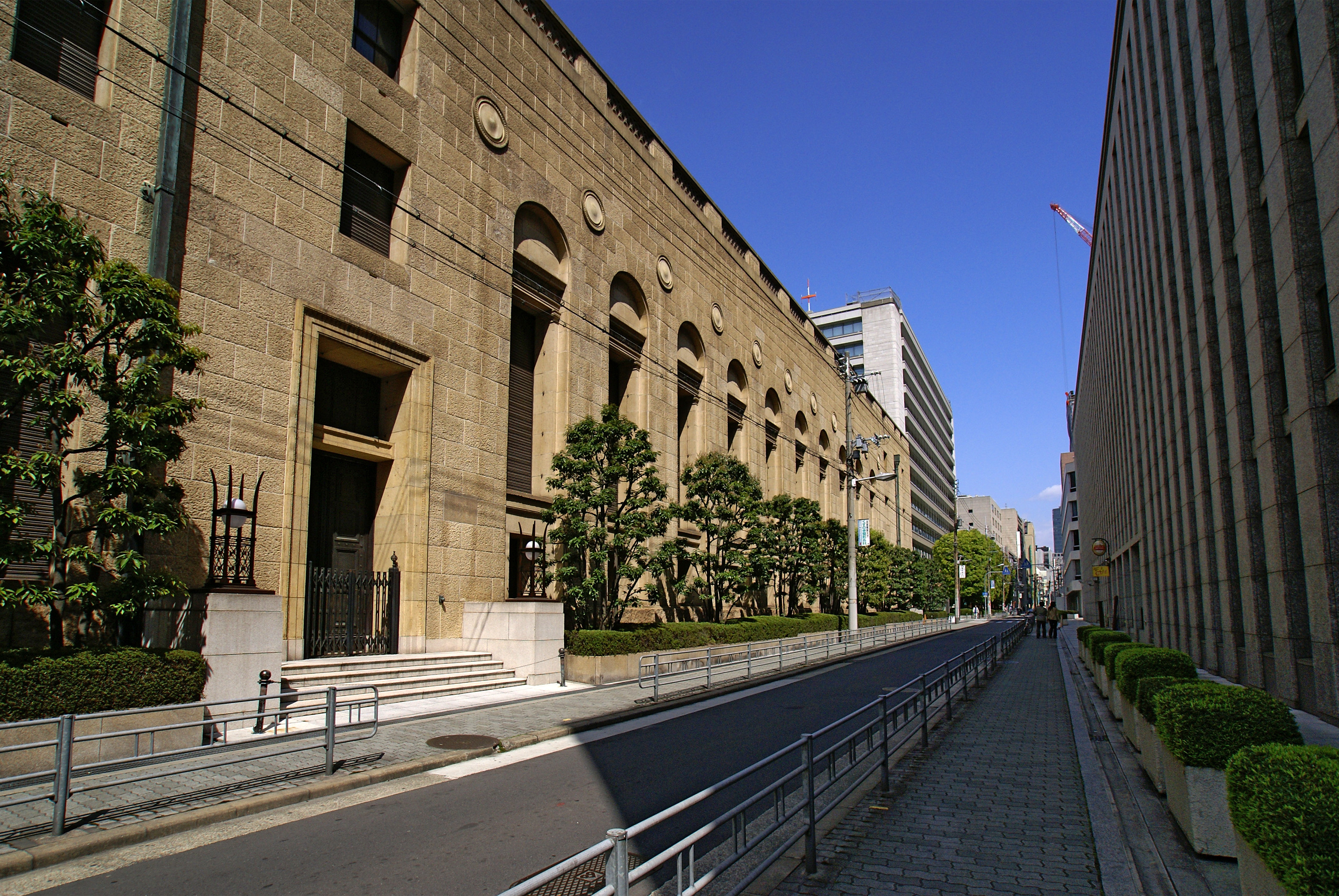
住友系のビルが立ち並ぶ住友村

明治時代から昭和時代初期は、政府が造幣局や砲兵工廠を置き、金属工業や繊維産業を中心に商社・卸売・新聞など様々な商工業が発展し「東洋一の商工地」と称され、多くの企業が勃興した。メセナが活発に行われた阪神間の「阪神間モダニズム」と呼ばれた時代には、六大都市の一つとして幕末から明治時代当初にかけて明治政府による藩債処分などの影響により大打撃を与えられていた大阪市だが再び日本の中心の一つとなった。関東大震災後には、周辺の東成郡・西成郡全域の編入と東京からの移住者（横浜や名古屋や神戸にも移住者あり）も加わって大阪市は、1932年の東京市の市域拡張までの間、日本最大の都市となり、世界でも第6位となった。そのため、「大大阪」と称されたこともあった。しかし、昭和10年代より政府が戦時統制を敷き、文化・芸術・教育・産業その他あらゆる分野の中枢を東京に集めたことで、相対的地位は低下していった。
- 1868年 - 明治新政府が大阪府を置き大阪市街地を管轄させる。川口に外国人居留地設置（旧川口居留地）。
- 1869年 - 大坂三郷を再編し、大阪市街地が東大組、南大組、西大組、北大組の4大組に分割される。
- 1873年 - 岩崎弥太郎が三菱商会（後の三菱財閥）を西大組西長堀南通に設立。
- 1873年-1875年 - 大阪慶應義塾の設置と徳島への移転。
- 1875年 - 大区小区制施行により、4大組が第1大区、第2大区、第3大区、第4大区の4大区となる。
- 1879年 - 郡区町村編制法施行により、4大区が東区、南区、西区、北区（旧）の4区となる。
参考：区の設立は上記のように大阪市より10年古い。しかし、市制施行後も区は法人格を持ち、区議会（正式には区会）をも持っていた。つまり、現在のような行政区ではなく、東京市、京都市の区と共に法人格を有し（1911年（明治44年）9月市政改正勅令により正式に法制化）、1890年（明治23年）学事通達により学校設置区（当初は高等小学校、後に実業学校を設置）でもあり、中等教育と財産区を併せ持った性格の法人区であった。
- 1885年 - 明治十八年の淀川洪水で大被害が出る。これにより、淀川改修誓願運動が起き、後に新淀川が造られる。
- 1889年 - 大阪府下4区を大阪市とし市制施行、市制特例により市長を置かず、大阪府知事が市長職務を行う。面積：15.27 km2、人口：472,247人。
- 1897年 - 第1次市域拡張[40]。西成郡2町15村の全部または一部および東成郡2町9村の全部または一部を編入。面積：55.67 km2、人口：758,285人。
- 1898年 - 市制特例が廃止され、大阪市庁が府庁から独立する。
- 1903年 - 第五回内国勧業博覧会開催、シンボルタワーである通天閣（初代）竣工。日本初の市営電車（大阪市電）が部分開業。
- 1909年 - 北の大火。現在の北区の大半を焼失する。
- 1912年 - 9月22日、暴風雨（最大風速37 m/s）により2万戸が浸水。
- 1913年 - 中央公会堂が竣工。
- 1917年
  - 5月5日 - 北区で東京倉庫の倉庫が爆発。死者43人、重傷者82人[41]。
  - 5月 - 大阪市内初のタクシー会社である大阪自動車会社が発足[42]。
- 1921年 - 住友合資会社（住友財閥）が設立される。
- 1925年 - 第2次市域拡張[40]。西成郡10町10村の全部および東成郡7町17村の全部を編入（両郡は消滅）。旧市域に天王寺区、浪速区、港区、此花区、新市域に西成区、西淀川区、東淀川区、東成区、住吉区を設置して13区となる。面積：181.68 km2、人口：2,114,804人。（大大阪時代）
- 1926年 - 社団法人日本放送協会によるラジオ本放送が開始される（現：NHK大阪放送局）。
- 1929年 - 世界初のターミナル百貨店、阪急百貨店が阪急梅田駅に開業（阪急百貨店うめだ本店として現存）。
- 1931年 - 大坂城天守閣再建。
- 1932年 - 大正区、旭区を設置して15区となる。面積：187.14 km2、人口：2,453,573人（1930年国勢調査）。
- 1933年 - 大阪市営地下鉄が部分開業（梅田-心斎橋間、日本初の公営地下鉄）。
- 1934年 - 室戸台風襲来。暴風と高潮で市中各所で大被害を受ける。
- 1936年
  - 2月10日 - 地下鉄梅田駅構内の建設現場で大規模な陥没事故が発生。地上の大阪駅東口駅舎や駅前派出所なども傾く被害。死者2人[43]。
  - 3月 - 大阪市教職員の人事異動をめぐる汚職事件の捜査が始まる。取り調べを受けた大阪市教育部関係者332人、うち25人が起訴された[44]。
  - 7月18日 - サルモネラ菌に汚染されたアイスキャンディーを食べた児童らが集団食中毒。同月21日までに死者25人、重傷19人、軽傷162人[45]。
- 1942年 - 味噌と醤油、衣料品の配給制度が始まる[46]。
- 1943年 - 福島区、大淀区、都島区、城東区、生野区、阿倍野区、東住吉区を設置して22区となる。面積：187.44 km2、人口：3,252,340人（1940年国勢調査）。戦時決戦体制整備のため、大阪市東区などの法人格を持つ「区」および区会（区議会）が半強制的に解散され、53年に及ぶ区・区会の歴史が消滅した（大阪市東区役所編東区会史より）。
- 1945年 - 大阪大空襲[47]。

### 現代

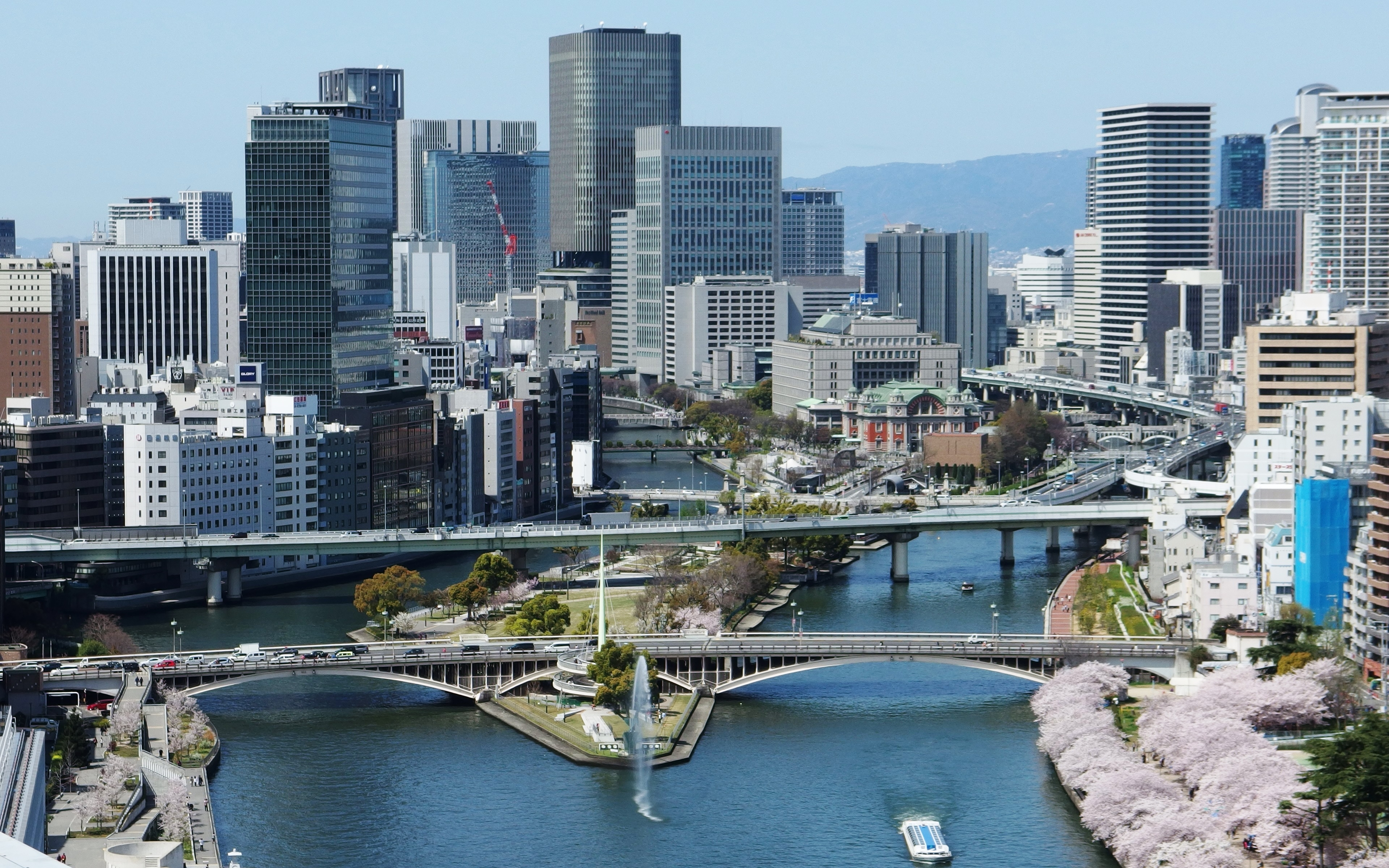
中之島

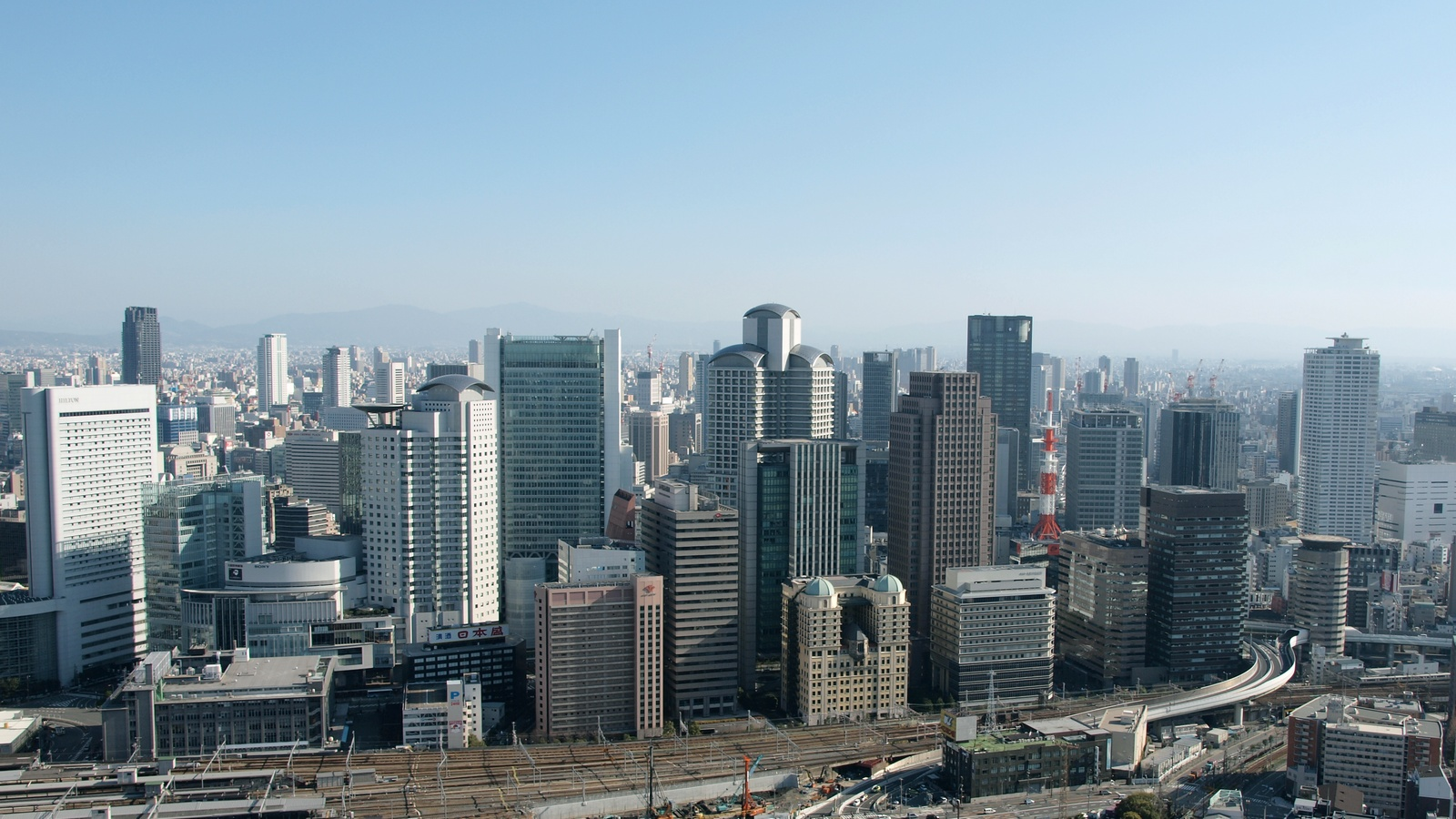
オオサカガーデンシティ

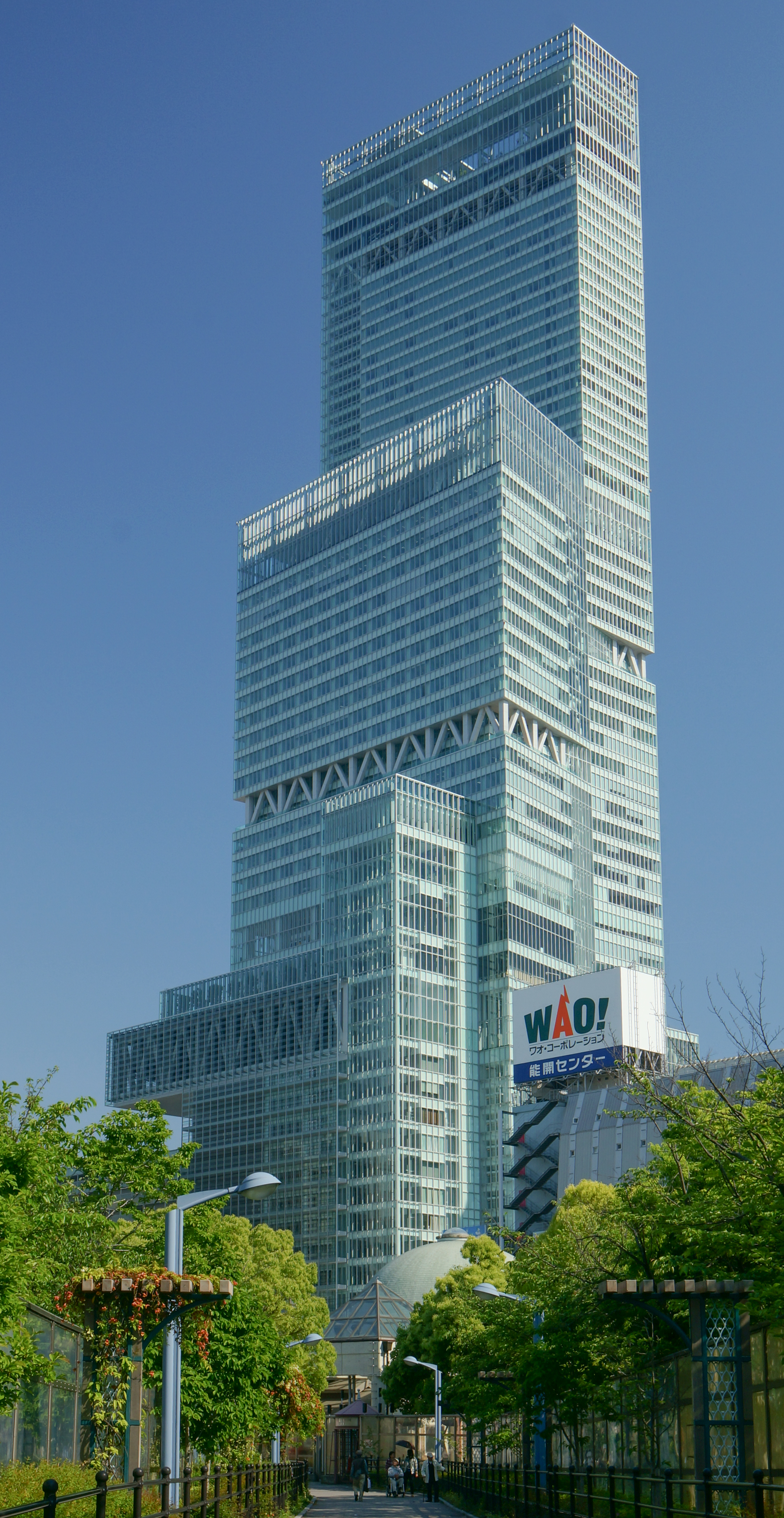
あべのハルカス

- 1947年（昭和22年） - 昭和天皇が新聞社、工業学校、小学校などに行幸（昭和天皇の戦後巡幸）[48]。
- 1947年 - 地方自治法に特別市の規定が設けられたことを受け、大阪特別市制実施対策本部を設置[49]。
- 1951年 - 新日本放送（現：MBSラジオ）と朝日放送（現：朝日放送ラジオ）が民間放送によるラジオ本放送を開始。
- 1953年 - 大阪市営トロリーバスが開業。
- 1954年 - NHK大阪放送局によるテレビ本放送が開始される (JOBK-TV)。
- 1955年 - 第3次市域拡張[40]。北河内郡1町および中河内郡1町4村を編入。面積：202.18 km2、人口：2,547,316人。ほぼ現在の市域となり、摂津国と河内国にまたがる。第3次市域拡張は当初5市5町6村の編入を計画していたが、豊中市、吹田市、守口市、布施市、八尾市、豊能郡庄内町、北河内郡庭窪町・門真町・大和田村・二島村の5市3町2村の編入は実現しなかった。
- 1956年
  - 政令指定都市に移行（特別市の規定は地方自治法から削除される）[49]。通天閣（二代目）が完成。
  - 大阪テレビ放送（現：朝日放送テレビ）が民間放送によるテレビ本放送を開始。
- 1961年 - 難波宮の存在確認（山根徳太郎らの発掘調査による）。
- 1964年 - 東海道新幹線が開通し、新大阪駅が開業。阪神高速道路1号環状線が部分開通。
- 1969年 - 大阪万博が吹田市で開催されることに伴い、都市計画により地下鉄延伸を代わりとして市電が全廃。
- 1970年 - 大阪市営トロリーバスを廃止。
- 1974年 - 淀川区、鶴見区、平野区、住之江区を設置して26区となる。面積：206.10 km2、人口：2,980,487人。
- 1982年 - 日本初のクラシックコンサート専用ホールザ・シンフォニーホールが杮落とし。
- 1983年 - 大阪世界帆船まつり開催。日本初の国際級室内陸上競技会開催可能なアリーナ大阪城ホール開業。
- 1984年 - 国内4番目の国立劇場として国立文楽劇場開館。
- 1986年 - 大阪ビジネスパークにTWIN21竣工。
- 1989年 - 東区と南区の合区により中央区、北区（旧）と大淀区の合区により北区（新）を設置して24区となる。面積：213.08 km2、人口：2,636,249人。
- 1990年 - 鶴見緑地で「国際花と緑の博覧会」開催。天保山ハーバービレッジに海遊館開業。
- 1995年
  - 1月17日、阪神・淡路大震災。大阪市内では震度4を記録[50]。現地調査において大阪市西淀川区で最大震度6と判定され、護岸コンクリートや道路の亀裂、建物の全半壊といった被害を受けた[51]。
  - アジア太平洋経済協力会議 (APEC) 開催。
- 1997年 - 国内3番目のドーム球場として大阪ドームが開場。
- 2001年 - ユニバーサル・スタジオ・ジャパン (USJ) 開業。
- 2002年 - FIFAワールドカップが開催され、大阪市も会場の一つとなる。
- 2004年 - 国立国際美術館が吹田市から中之島に移転・開館。
- 2007年 - 世界陸上大阪大会が開催される。
- 2014年 - 阿倍野区の天王寺付近に当時のビルでの日本一の高さ・300mのあべのハルカスが開業した。
- 2015年 - 大阪都を設置する大阪都構想が具体的に検討・議論され、構想では大阪市に代わって5つの特別区を設置し、仮に実現すれば大阪市は政令指定都市としては初めての廃止となる予定となっていた[52][53]。しかし5月17日に大阪都構想の実現の是非を問う住民投票で反対票が賛成票を1万票余り上回った。
- 2017年 - 大阪市の姉妹都市である米サンフランシスコ市が「慰安婦像や碑文を公共物とする決定」を下したことに対し、大阪維新の会は、碑文に記載された「日本軍に性奴隷にされた数十万人の女性や少女」などの史実が事実無根だと主張しサンフランシスコ市に見直しをするよう再検討を求めた[54][55]。しかし、大阪維新の会が「サンフランシスコ市に再検討を求める決議案」を提案したことに対して、自民党、公明党、共産党が反対。自民党は「都市間交流や友好関係を混乱に陥れる」と反発した[56]。
- 2018年
  - 4月1日 - 大阪市交通局が民営化され、市営地下鉄事業は大阪市高速電気軌道 (Osaka Metro)、市営バス事業は大阪シティバスに引き継がれた[57]。これにより、大阪府内の公営バスは高槻市営バスのみとなる。
  - 6月18日 - 大阪府北部地震が発生し、北区で震度6弱を観測した。その他市内各所でも震度5弱や5強を観測する地域もあった[58]。
  - 11月24日 - 大阪で、日本で2度目（国際博全体では日本で3度目）の万博が開催されることが決定した[59]。
- 2020年 - 11月1日に再び大阪都構想の実現の是非を問う住民投票が実施されたが、反対多数となり、今までの大阪市が存続することとなる[60]。
- 2025年 - 此花区の人工島「夢洲」にて日本国際博覧会（大阪・関西万博）が開催される。

## 行政
市章
- 澪標（）が市章として、1894年（明治27年）4月に制定された。澪標住吉神社には澪標のオブジェがあり、市章の元となったという案内板が設置されている。

市歌
- 1921年（大正10年）4月に制定された。作詞・堀沢周安、作曲・中田章。また、1953年（昭和28年）11月には市歌とは別に「市民の歌」として愛唱歌「陽はわかし」（作詞・名谷龍生、作曲・織田辰男、編曲・大澤壽人）が選定されている[61]。

財政・事業
指定金融機関は4行の持ち回り。
りそな銀行・みずほ銀行・三菱UFJ銀行・三井住友銀行

### 市長
- 市長：横山英幸（）
  - 2023年4月10日から現職
- 副市長：高橋徹（）
- 副市長：朝川晋（）
- 副市長：山本剛史（）[62][63]

### 職員厚遇問題
2004年から2005年にかけて、大阪市において、カラ残業・ヤミ年金・ヤミ退職金・ヤミ専従など様々な職員厚遇問題が明らかとなった。これを受けて、大阪市福利厚生制度等改革委員会が設けられ、2012年から本格的な改革が行われるようになった。
勤務時間中の政治活動
大阪市の市本庁舎地下1階には、職員労組の本部事務所が複数入居している。勤務時間中に職場を離れて、政治活動に参加していた職員もいた。しかし、大阪維新の会の橋下徹はこれを問題視。橋下徹は「職務と政治活動が区別できないのなら、まずは建物から出て行ってもらう」と述べ、退去を求めた。職員労組の事務所の賃料は、家賃もコンビニなどの業者と比べて６割減免されていた。
天下り問題
職員の外郭団体への天下りが、2011年には全国で最多となっていた。しかし、大阪維新の会（当時）橋下徹は、2012年に外郭団体などへの天下りを原則禁止とする職員基本条例を制定。「大阪市から300万円以上の補助金」などを受ける団体などに、市の職員は原則再就職できなくなった。

### 生活保護受給率
- 生活保護受給者数の人口比が主要な自治体の中で高い大阪市では[69]、人口の約4.95%（13万5787人。2020年3月現在）が生活保護を受給している。高齢化の進行により高齢者世帯の受給は増加しているがその他の世帯の受給は減少している。2020年度の市の世帯主が日本国籍を有さない生活保護受給世帯は7604世帯で韓国・朝鮮が約9割を占める[70]。

### その他
- 2021年3月30日、市は勤務中に職場のパソコンから私用でインターネットサイトに計約2千時間アクセスしていた職員と、部下の女性職員に妊娠・出産に関する嫌がらせ（マタニティハラスメント・マタハラ）などを行った職員（どちらも課長職）をそれぞれ停職3カ月の懲戒処分にしたと報じられた[71][72]。
- 2021年3月から4月にかけて、市が3月1日に大阪市内の飲食店に午後9時までの営業時間の短縮を求め、市民には「4人以下でのマスク会食」を呼びかけていたにもかかわらず、市職員が5人以上での会食などを行っていたケースが200件以上、参加職員は1000人を超えるなどと伝えられた[73]。

## 議会

### 大阪府議会（大阪市選出）
- 定数：27名
- 任期：2023年（令和5年）4月30日 - 2027年（令和9年）4月29日

| 選挙区                   | 会派名                       |
| ------------------------ | ---------------------------- |
| 北区 (1)                 | 大阪維新の会大阪府議会議員団 |
| 都島区 (1)               | 大阪維新の会大阪府議会議員団 |
| 福島区および此花区 (1)   | 大阪維新の会大阪府議会議員団 |
| 中央区 (1)               | 大阪維新の会大阪府議会議員団 |
| 西区 (1)                 | 大阪維新の会大阪府議会議員団 |
| 港区 (1)                 | 大阪維新の会大阪府議会議員団 |
| 大正区および西成区 (2)   | 大阪維新の会大阪府議会議員団 |
| 大正区および西成区 (2)   | 公明党大阪府議会議員団       |
| 天王寺区および浪速区 (1) | 大阪維新の会大阪府議会議員団 |
| 西淀川区 (1)             | 大阪維新の会大阪府議会議員団 |
| 淀川区 (2)               | 大阪維新の会大阪府議会議員団 |
| 淀川区 (2)               | 公明党大阪府議会議員団       |
| 東淀川区 (2)             | 無所属                       |
| 東淀川区 (2)             | 公明党大阪府議会議員団       |
| 東成区 (1)               | 大阪維新の会大阪府議会議員団 |
| 生野区 (1)               | 大阪維新の会大阪府議会議員団 |
| 旭区 (1)                 | 大阪維新の会大阪府議会議員団 |
| 城東区 (2)               | 大阪維新の会大阪府議会議員団 |
| 城東区 (2)               | 自由民主党大阪府議会議員団   |
| 鶴見区 (1)               | 大阪維新の会大阪府議会議員団 |
| 阿倍野区 (1)             | 大阪維新の会大阪府議会議員団 |
| 住之江区 (1)             | 大阪維新の会大阪府議会議員団 |
| 住吉区 (2)               | 大阪維新の会大阪府議会議員団 |
| 住吉区 (2)               | 公明党大阪府議会議員団       |
| 東住吉区 (1)             | 大阪維新の会大阪府議会議員団 |
| 平野区 (2)               | 大阪維新の会大阪府議会議員団 |
| 平野区 (2)               | 公明党大阪府議会議員団       |

### 衆議院
- 任期：2021年（令和3年）10月31日 - 2025年（令和7年）10月30日（「第49回衆議院議員総選挙」参照）

| 選挙区                                                      | 議員名   | 党派名       | 当選回数 | 備考     |
| ----------------------------------------------------------- | -------- | ------------ | -------- | -------- |
| 大阪府第1区（中央区、西区、港区、天王寺区、浪速区、生野区） | 井上英孝 | 日本維新の会 | 4        | 選挙区   |
| 大阪府第2区（阿倍野区、東住吉区、平野区）                   | 守島正   | 日本維新の会 | 1        | 選挙区   |
| 大阪府第3区（大正区、住之江区、住吉区、西成区）             | 佐藤茂樹 | 公明党       | 10       | 選挙区   |
| 大阪府第4区（北区、都島区、福島区、東成区、城東区）         | 美延映夫 | 日本維新の会 | 2        | 選挙区   |
| 大阪府第5区（此花区、西淀川区、淀川区、東淀川区）           | 國重徹   | 公明党       | 4        | 選挙区   |
| 大阪府第5区（此花区、西淀川区、淀川区、東淀川区）           | 宮本岳志 | 日本共産党   | 5        | 比例復活 |
| 大阪府第5区（此花区、西淀川区、淀川区、東淀川区）           | 大石晃子 | れいわ新選組 | 1        | 比例復活 |
| 大阪府第6区（旭区、鶴見区、守口市、門真市）                 | 伊佐進一 | 公明党       | 4        | 選挙区   |

## 経済

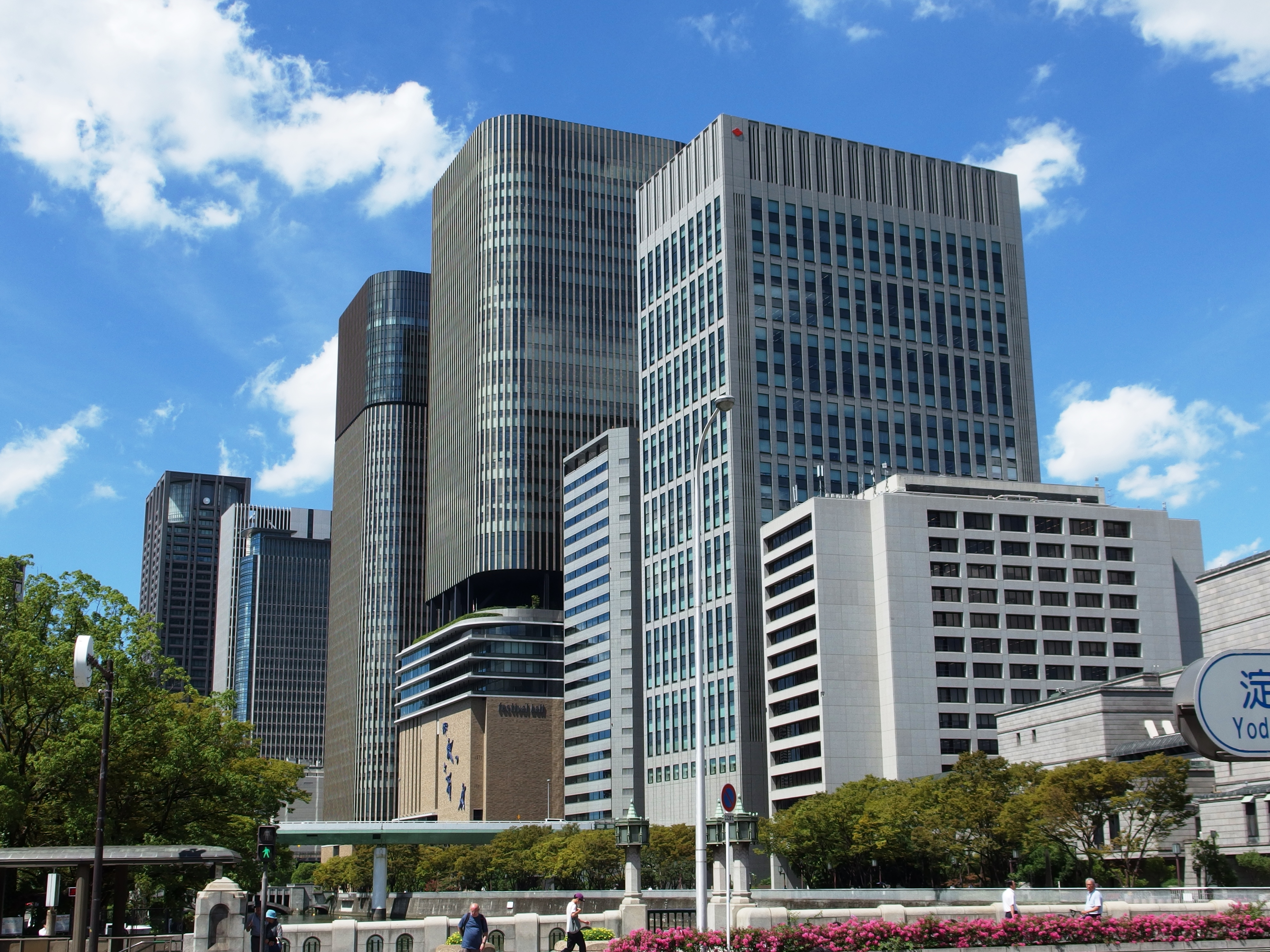
淀屋橋と中之島地区（大阪市北区）

大阪市は、大阪都市圏および京阪神大都市圏における都市中枢地区として、京都・神戸とともに経済の中心地の一つを成す。大阪市の市内総生産は約20兆円、京阪神大都市圏のGRP（域内総生産）は約80兆円に及び、トルコやサウジアラビアといった地域大国と呼ばれる国家のGDP（国内総生産）に匹敵する。また、都市圏経済規模としては世界7位の規模を有する。
大阪は長い歴史の中で、主に商人や町人による民間資本で発展してきた、日本では珍しい大都市である。日本では他に堺や博多が該当し、海外ではニューヨークやアムステルダム、シンガポールなどがこれに該当する。このような経済における歴史的背景は、自由闊達・自主独立・進取果敢・反骨精神といった、大阪の豊かな都市精神や商人町人文化を形成する一因となった。
大阪市は、課税総面積に占める商業地区の割合が約13%で全国の大都市の中で首位であり（2位の東京区部の約6%を大きく上回る）、歴史的にも商いが盛んであったことから、日本の商都と呼ばれている。大阪で生まれた住友、三菱などの財閥系企業や都市銀行が、企業合併や日本政府の要請に応じる形で本社を東京に移すにつれ、経済の中心地としての影響力は低下したものの、日本第二の都市としての地位は健在である（詳しくは「東京一極集中」を参照）。
阪神工業地帯の中核都市として、明治・大正期には「東洋のマンチェスター」と呼ばれるほどの工業都市であったが、高度経済成長期以後は工場の郊外・海外への移転が相次ぎ、現在では大阪市の総生産額における製造業の割合は1割程度である。此花区や住之江区、西淀川区などの西部臨海区には大規模工場が多く立地する一方、東成区や城東区、生野区などの東部内陸区には中小企業の工場が多く立地する。これら中小企業には、高度な技術力を有している企業も数多く存在し、日本経済の影の主役ともいわれている。
現在の経済活動で大きな割合を占めるのは、伝統的に盛んな分野である卸売・小売りであり、市内総生産の約4分の1を創出している。その他には科学技術・サービス、情報通信などの分野が盛んである。
近年では国際観光産業が大きく興隆し、2019年度には都市別外国人訪問者数で世界25位、都市渡航先者数で世界12位を記録するなど、世界的な競争力を有している。また、この分野におけるさらなる競争力強化のため、此花区の夢洲にてカジノを含む統合型リゾート (大阪IR)が、2030年度の開業を目指し工事が進められている。
大阪市は世界40位、アジア太平洋地域14位の金融センター（2025年3月／Z/YenG社調査）との評価を受ける 一方、国際化の遅れが課題である。市は都市政策として国際金融都市構想を掲げ、国際金融の育成を目指している。
不動産業も大阪の重要な産業の一つであり、商業用不動産投資額において世界31位（2020年／JLL社調査）の規模を有する。また同社の2019年の調査において、商業用不動産モメンタム（不動産市場の成長）において世界1位の都市と評価された。これら不動産投資をはじめ、不動産開発などの多くは大阪都心6区および9区に集中している。
また、iPS細胞に代表されるような医療産業も世界的な競争力を有しており、再生医療、医薬品、医療ツーリズムなどを含めたライフサイエンス産業の興隆が今後期待されている。
大阪の利用空港である関西三空港（関西国際空港・大阪国際空港・神戸空港）の総旅客数は約5177万人（2019年）、海港である阪神港湾のコンテナ取扱量は約532万TEU（2019年）である。いずれも世界上位に位置するが、首位級の都市と比較すると依然開きがある。
フォーチュン・グローバル500における、世界的大企業の本社数（2020年／フォーチュン誌調査）において、大阪からは7社がランクインしており、これは都市別で世界11位である。以下には大阪に本社を置く主な企業を挙げる。

### 大阪市内に登記上本店・本社を置く主な企業
あ か さ た な は ま や ら わ
あ
- I-ne
- 朝日新聞社
  - 朝日新聞大阪本社
- 朝日放送グループホールディングス
  - 朝日放送テレビ
  - 朝日放送ラジオ
- 旭松食品
- 芦森工業
- アサヒペン
- アスト
- アストラゼネカ
- 荒川化学工業
- EMシステムズ
- 池田泉州ホールディングス
- 一富士フードサービス
- 岩井コスモホールディングス
- 因幡電機産業
- 石原産業
- 磯じまん
- 伊藤忠商事
- 岩谷産業
- 魚国総本社
- エイチ・ツー・オー リテイリング
- 江崎グリコ
- エスエスケイ
- SBIホールディングス
- エディオン
- NTN
- NTTビジネスソリューションズ
- エフエム大阪
- FM802
  - FM COCOLO
- MBSメディアホールディングス
  - MBSラジオ
  - 毎日放送
- エレコム
- オーミケンシ
- 黄金糖
- 大阪瓦斯
- 大阪市高速電気軌道
- 大阪製鐵
- 大阪ソーダ
- オー・ジー
- 大杉製薬
- 大塚化学
- 大塚食品
- 小野薬品工業
- オリオン

か
- カイゲンファーマ
- カプコン
- カメヤマ
- カルチュア・コンビニエンス・クラブ
- カネカ
- 関西テレビ放送
- 関西電力
  - 関西電力送配電
- 関西ペイント
- 関西みらい銀行
- キーエンス
- 牛乳石鹸共進社
- 京セラドキュメントソリューションズ
- 桐灰化学
- 近鉄グループホールディングス
  - 近畿日本鉄道
  - 近鉄タクシー
  - 近鉄百貨店
  - 近鉄不動産
- GIZA studio
- きんでん
- 金紋ソース本舗
- クボタ
- 久保田運動具店
- 栗本鐵工所
- クラレ
- 京阪神ビルディング
- 京阪ホールディングス
  - 京阪電気鉄道
  - 京阪電鉄不動産
- 小泉産業
- 高速オフセット
- 鴻池運輸
- 江綿
- コクヨ
- コーナン
- コニシ
- 小林製薬

さ
- サイエンス
- 参天製薬
- サカタインクス
- 山陽自動車運送
- サンガリア
- サントリーホールディングス
- スーパーホテル
- 塩野義製薬
- シオノギヘルスケア
- ジャパン・フード&リカー・アライアンス
- JSOL
- 上新電機
- 新晃工業
- 松竹芸能
- 昭和プロダクション
- 住友精化
- 住友生命保険
- 住友倉庫
- 住友電気工業
- 住友電設
- 住友ファーマ
- 積水化学工業
- 積水ハウス
- ゼット
- セレッソ大阪
- センコー
- 錢高組
- 千趣会
- 扇雀飴本舗
- 象印マホービン

た
- ダイキン工業
- 大建工業
- 大幸薬品
- ダイドードリンコ
- ダイダン
- 大同生命保険
- ダイトロン
- 大日本除虫菊
- 大日本塗料
- 大和ハウス工業
- ダイワボウホールディングス
- 髙島屋
- 高松建設
- タカラスタンダード
- タカラベルモント
- 武田薬品工業
- 竹中工務店
- 田辺三菱製薬
- タビオ
- 椿本チエイン
- 鶴見製作所
- 帝人
- デサント
- デジタル
- テレビ大阪
- 寺崎電気産業
- テクノアソシエ
- 東亜通商
- 東洋炭素
- 東洋紡
- TOYO TIRE
- ドギーマンハヤシ
- ドクターキューブ
- トップ製菓
- トラスコ中山

な
- ナカバヤシ
- 長瀬産業
- 中山製鋼所
- 浪速運送
- 南海電気鉄道
- 名村造船所
- 成川商会
- 西日本高速道路
- 西日本ジェイアールバス
- 西日本電信電話
- 西日本旅客鉄道
- 日刊スポーツ新聞西日本
- 日清食品ホールディングス
  - 日清食品
  - 日清食品チルド
  - 日清食品冷凍
- ニプロ
- 日本圧着端子製造
- 日本橋梁
- 日本毛織
- 日本生命保険
- 日本駐車場開発
- 日本取引所グループ
- 日本ハム
- 日本ペイントホールディングス

は
- PALTAC
- ハタケヤマ
- ハタ鉱泉
- 林純薬工業
- ハリマ化成
- バイエル薬品
- 阪堺電気軌道
- 阪急阪神ホールディングス
  - 阪急交通社
  - 阪急電鉄
  - 阪急阪神百貨店
  - 阪急阪神不動産
  - 阪神電気鉄道
- 阪和興業
- 日立造船
- 非破壊検査
- ピップ
- フェザー安全剃刀
- フルタ製菓
- フジキン
- 不二食品
- ぼんち

ま
- 曲田商店
- 丸一鋼管
- マルカン
- マンダム
- 味覚糖
- ミズノ
- ミライト・テクノロジーズ
- ミルボン
- メルディアDC
- モリタ
- 森下仁丹

や
- 山善
- 山田辰
- ヤマヒサ
- ヤンマー
- ユニチカ
- 吉本興業ホールディングス
  - 吉本興業
- 淀川製鋼所
- 読売新聞大阪本社
- 讀賣テレビ放送

ら
- ライフコーポレーション
- ラジオ大阪
- りそな銀行
- レンゴー
- ロイヤルホテル
- ロート製薬
- ロックペイント

わ
- YKベーキングカンパニー
- ワダカルシウム製薬

### 公益社団法人
- ACジャパン

## 国家機関
中央省庁の近畿地方を管轄する出先機関（地方支分部局）の多くが、中央区大手前界隈に集積している。

### 行政機関
- 人事院近畿事務局
- 公正取引委員会近畿中国四国事務所
- 警察庁近畿管区警察局
- 総務省
  - 近畿管区行政評価局
  - 近畿総合通信局
- 外務省大阪分室
- 財務省
  - 近畿財務局
  - 大阪税関
  - 税関研修所大阪支所
  - 国税庁
    - 大阪国税局
    - 大阪国税不服審判所
- 厚生労働省
  - 近畿厚生局
  - 大阪労働局
  - 大阪検疫所
  - 中央労働委員会西日本地方事務所
- 農林水産省
  - 近畿農政局大阪支局
  - 神戸植物防疫所大阪支所
  - 動物検疫所神戸支所大阪出張所
  - 林野庁近畿中国森林管理局
- 経済産業省
  - 近畿経済産業局
  - 中部近畿産業保安監督部近畿支部
- 国土交通省
  - 近畿地方整備局
  - 近畿運輸局
  - 大阪航空局
  - 国土地理院近畿地方測量部
  - 気象庁大阪管区気象台
  - 海上保安庁 第五管区海上保安本部大阪海上保安監部
- 環境省近畿地方環境事務所
- 防衛省近畿中部防衛局
- 法務省
  - 大阪法務局
  - 大阪矯正管区
    - 大阪拘置所

  - 近畿地方更生保護委員会
  - 大阪保護観察所
  - 法務総合研究所
    - 国際協力部
    - 大阪支所

  - 大阪高等検察庁
    - 大阪地方検察庁、特別捜査部
    - 大阪区検察庁

  - 公安調査庁近畿公安調査局
  - 出入国在留管理庁大阪出入国在留管理局

### 司法機関など
- 大阪高等裁判所
  - 大阪地方裁判所
  - 大阪家庭裁判所
  - 大阪簡易裁判所
- 近畿弁護士会連合会
- 大阪弁護士会

## 国際機関

### 領事機関

#### 総領事館
- 在大阪・神戸アメリカ合衆国総領事館
- 在大阪英国総領事館
- 在大阪イタリア総領事館
- 在大阪・神戸インド総領事館
- 在大阪インドネシア共和国総領事館
- 在大阪オーストラリア総領事館
- 在大阪・神戸オランダ総領事館
- 在大阪タイ王国総領事館
- 在大阪大韓民国総領事館
- 在大阪中華人民共和国総領事館
- 在大阪・神戸ドイツ連邦共和国総領事館
- 在大阪フィリピン総領事館
- 在大阪モンゴル国総領事館

#### 領事館
- 在大阪スイス領事館
- 在大阪ハンガリー領事館

#### 経済文化弁事処（総領事館級）
- 台北駐大阪経済文化弁事処

#### 名誉総領事館
- 在大阪ネパール連邦民主共和国名誉総領事館
- 在大阪セルビア共和国名誉総領事館
- 在大阪ニュージーランド名誉総領事館
- 在大阪ミクロネシア連邦名誉総領事館

#### 名誉領事館
- 在大阪ウガンダ共和国名誉領事館
- 在大阪エストニア共和国名誉領事館
- 在大阪エチオピア連邦民主共和国名誉領事館
- 在大阪オマーン国名誉領事館
- 在大阪カザフスタン共和国名誉領事館
- 在大阪カナダ名誉領事館
- 在大阪スペイン名誉領事館
- 在大阪スリランカ民主社会主義共和国名誉領事館
- 在大阪スロバキア共和国名誉領事館
- 在大阪デンマーク王国名誉領事館
- 在大阪ブータン王国名誉領事館
- 在大阪フィジー諸島共和国名誉領事館
- 在大阪フィンランド共和国名誉領事館
- 在大阪ポルトガル名誉領事館
- 在大阪ラトビア共和国名誉領事館
- 在大阪カンボジア王国名誉領事館
- 在大阪タンザニア連合共和国名誉領事館
- 在大阪チリ共和国名誉領事館
- 在大阪ベルギー王国名誉領事館
- 在大阪メキシコ合衆国名誉領事館
- 在大阪モロッコ国名誉領事館
- 在大阪リトアニア共和国名誉領事館

### 国連機関
- 国際連合環境計画 国際環境技術センター (UNEP-IETC) 大阪事務所

## 行政区
大阪市は以下の24区から構成される。区の数は政令指定都市では最も多い。
| 西淀川区 淀川区 東淀川区 此花区 福島区 北区 都島区 旭区 港区 西区 中央区 城東区 鶴見区 大正区 浪速区 天王寺区 東成区 西成区 阿倍野区 生野区 住之江区 住吉区 東住吉区 平野区 |

### 大阪市の行政区のデータ
| コード | 区       | 設置日        | 推計人口  | 面積     | 人口密度     | 設置理由                             |
| ------ | -------- | ------------- | --------- | -------- | ------------ | ------------------------------------ |
| 27102  | 都島区   | 1943年4月1日  | 110,087人 | 6.08km2  | 18,106人/km2 | （旧）北区と旭区より分区             |
| 27103  | 福島区   | 1943年4月1日  | 83,680人  | 4.67km2  | 17,919人/km2 | （旧）北区と此花区と西淀川区より分区 |
| 27104  | 此花区   | 1925年4月1日  | 63,009人  | 19.30km2 | 3,265人/km2  | 西区と（旧）北区より分区             |
| 27106  | 西区     | 1889年4月1日  | 115,282人 | 5.21km2  | 22,127人/km2 | 市制施行時に設置                     |
| 27107  | 港区     | 1925年4月1日  | 80,676人  | 7.86km2  | 10,264人/km2 | 西区と（旧）北区より分区             |
| 27108  | 大正区   | 1932年10月1日 | 59,562人  | 9.43km2  | 6,316人/km2  | 港区より分区                         |
| 27109  | 天王寺区 | 1925年4月1日  | 88,441人  | 4.84km2  | 18,273人/km2 | 東区と南区より分区                   |
| 27111  | 浪速区   | 1925年4月1日  | 85,802人  | 4.39km2  | 19,545人/km2 | 南区より分区                         |
| 27113  | 西淀川区 | 1925年4月1日  | 96,647人  | 14.21km2 | 6,801人/km2  | 周辺町村の大阪市編入に伴う設置       |
| 27114  | 東淀川区 | 1925年4月1日  | 177,729人 | 13.27km2 | 13,393人/km2 | 周辺町村の大阪市編入に伴う設置       |
| 27115  | 東成区   | 1925年4月1日  | 88,672人  | 4.54km2  | 19,531人/km2 | 周辺町村の大阪市編入に伴う設置       |
| 27116  | 生野区   | 1943年4月1日  | 128,416人 | 8.37km2  | 15,342人/km2 | 東成区と住吉区より分区               |
| 27117  | 旭区     | 1932年10月1日 | 90,527人  | 6.32km2  | 14,324人/km2 | 東成区より分区                       |
| 27118  | 城東区   | 1943年4月1日  | 168,940人 | 8.38km2  | 20,160人/km2 | 東区と東成区と旭区より分区           |
| 27119  | 阿倍野区 | 1943年4月1日  | 112,991人 | 5.98km2  | 18,895人/km2 | 東成区と住吉区より分区               |
| 27120  | 住吉区   | 1925年4月1日  | 152,969人 | 9.40km2  | 16,273人/km2 | 周辺町村の大阪市編入に伴う設置       |
| 27121  | 東住吉区 | 1943年4月1日  | 130,408人 | 9.75km2  | 13,375人/km2 | 東成区と住吉区より分区               |
| 27122  | 西成区   | 1925年4月1日  | 106,054人 | 7.37km2  | 14,390人/km2 | 周辺町村の大阪市編入に伴う設置       |
| 27123  | 淀川区   | 1974年7月22日 | 189,881人 | 12.64km2 | 15,022人/km2 | 東淀川区より分区                     |
| 27124  | 鶴見区   | 1974年7月22日 | 111,008人 | 8.17km2  | 13,587人/km2 | 城東区より分区                       |
| 27125  | 住之江区 | 1974年7月22日 | 116,853人 | 20.68km2 | 5,651人/km2  | 住吉区より分区                       |
| 27126  | 平野区   | 1974年7月22日 | 184,878人 | 15.28km2 | 12,099人/km2 | 東住吉区より分区                     |
| 27127  | 北区     | 1989年2月13日 | 149,981人 | 10.34km2 | 14,505人/km2 | （旧）北区と大淀区が新設合併         |
| 27128  | 中央区   | 1989年2月13日 | 119,072人 | 8.87km2  | 13,424人/km2 | 東区と南区が新設合併                 |

## 繁華街・ターミナル
繁華街
大阪には、梅田・北新地を中心とするキタ、難波・心斎橋を中心とするミナミの2大繁華街があり、いずれも国内屈指かつ世界水準の規模を有する繁華街である。
梅田は国内最大の百貨店面積を有し、摩天楼ひしめく街区にさまざまな大型商業施設が立ち並んでおり、未来的で洗練された繁華街の様相である。阪急百貨店が地域の核であり、大阪駅北側の再開発エリアに誕生した複合施設グラングリーン大阪は国際的に高い評価を得るなど、再開発も活発である。
ミナミは心斎橋・難波・道頓堀・千日前などに立地する商店街を中心に、各街が一体的かつ広大な商業エリアを形成し、その繁華街面積は国内最大と謳われる。商店の看板は競うように巨大で迫り出し、所狭しと店が建ち並び活気に満ちた雑多な様は、商人の街を象徴するかの如くであり、訪れる者を圧倒させる。
ターミナル
大阪は都市の特性上、近隣他都市や他地方、海外より、毎日多くの訪問者を受け入れている。国内からのターミナルは新大阪駅、海外からのターミナルは関西国際空港および関空と南海線で直結している難波駅であることが多いが、大阪最大のターミナルは梅田駅・大阪駅（阪急、阪神、地下鉄、JR）である。梅田は大阪における鉄道交通の要所であり、1日約240万人が利用している（詳しくは「梅田地区の鉄道駅」を参照）。
また、南河内・奈良・和歌山方面からは天王寺駅、大阪阿部野橋駅が大阪側のターミナルとして機能している。これら近隣地域、他地方および海外からのターミナルとなっている新大阪駅、梅田駅、淀屋橋駅、心斎橋駅、難波駅、天王寺駅などの主要駅はOsaka Metro（旧・大阪市営地下鉄）御堂筋線が南北に結んでおり、これは御堂筋線が大阪の大動脈といわれる所以である。
- キタ
  - 大阪駅、大阪梅田駅 (阪急)、大阪梅田駅 (阪神)、梅田駅 (Osaka Metro)、東梅田駅、西梅田駅、北新地駅
- ミナミ
  - 難波駅 (南海)、大阪難波駅（近鉄・阪神）、難波駅 (Osaka Metro)、心斎橋駅、JR難波駅、日本橋駅、長堀橋駅、四ツ橋駅
- 天王寺
  - 天王寺駅、大阪阿部野橋駅
- 京橋
  - 京橋駅
- 新世界
  - 新今宮駅、動物園前駅

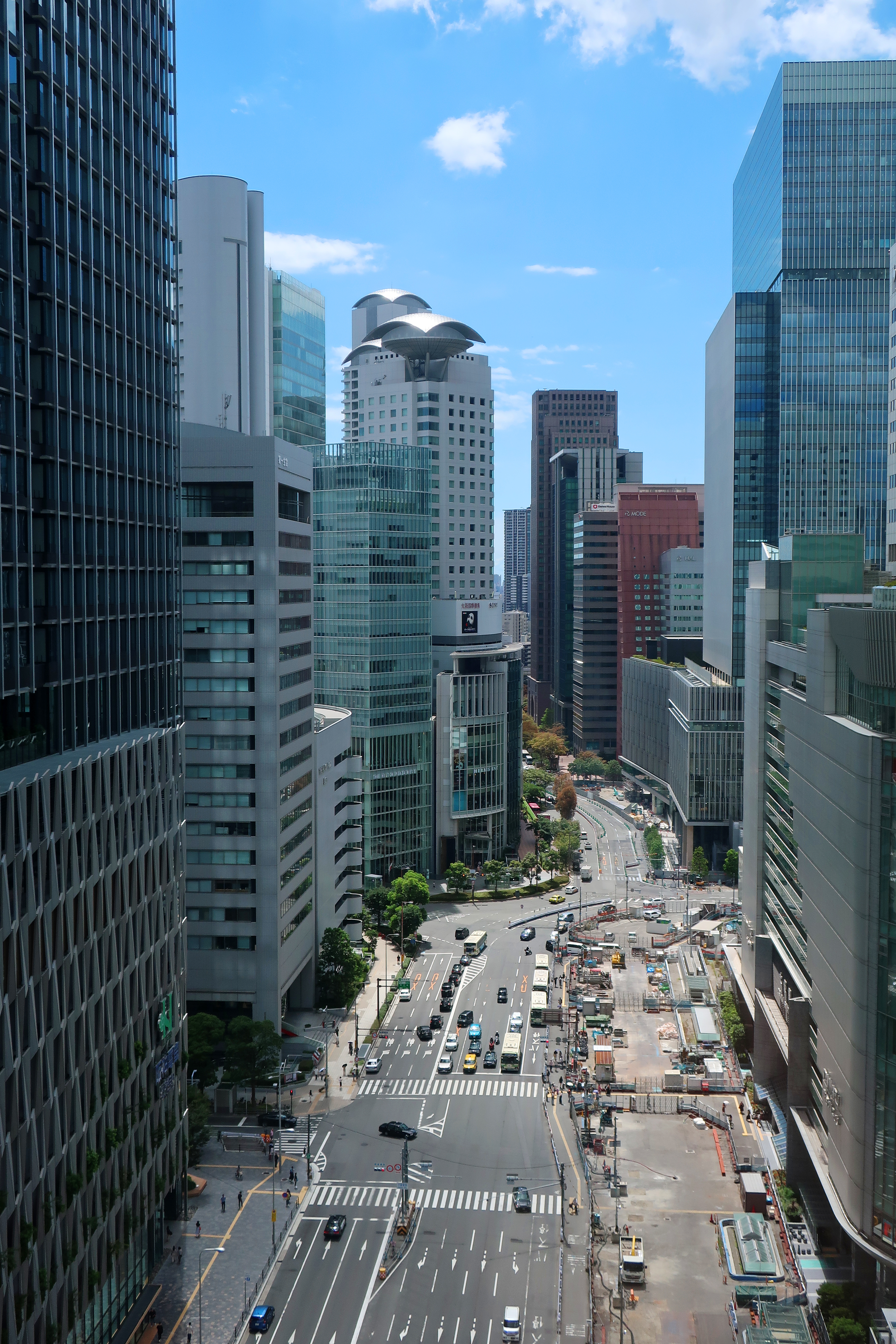
梅田（2023年8月）
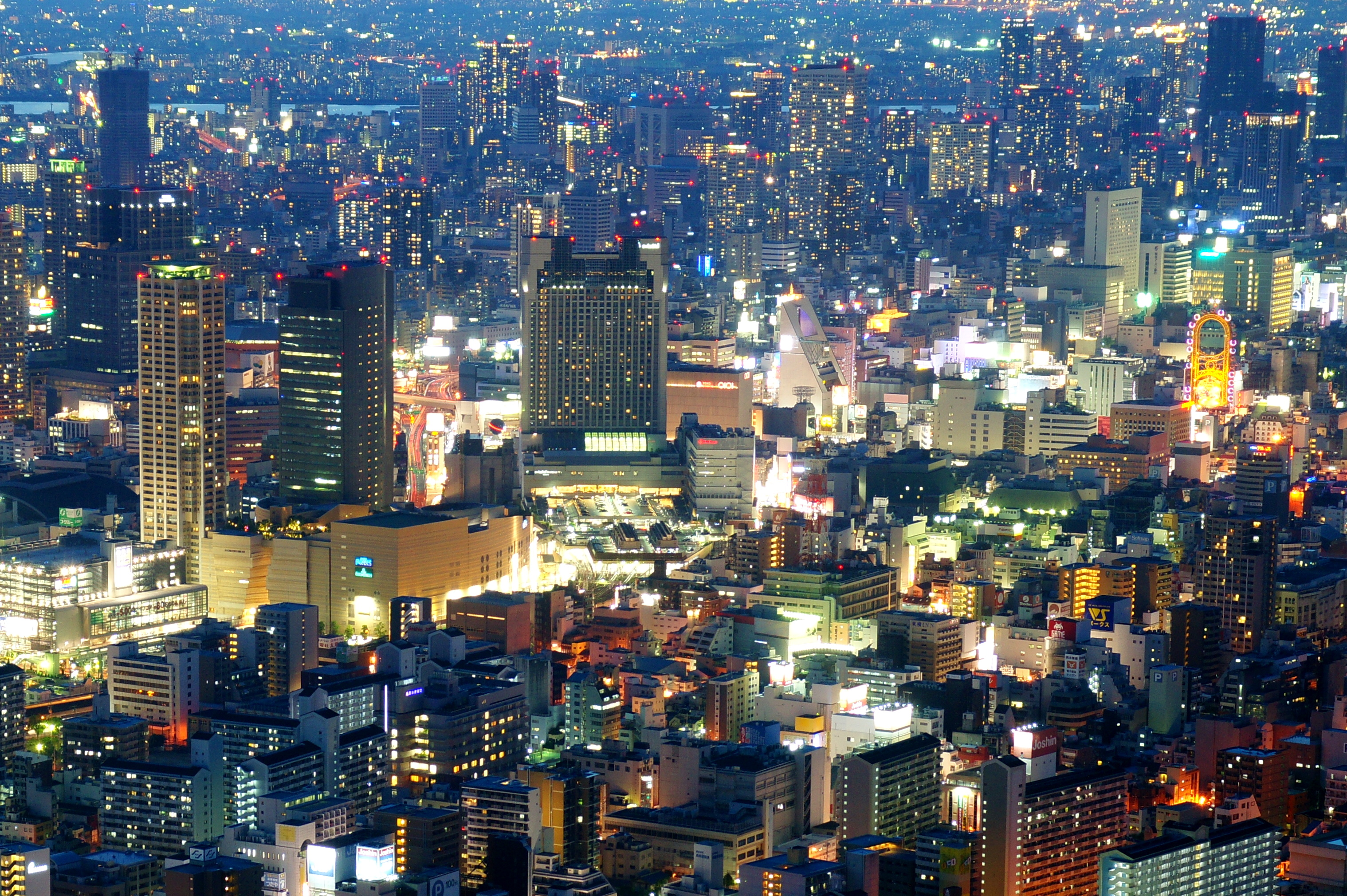
難波（2015年5月）
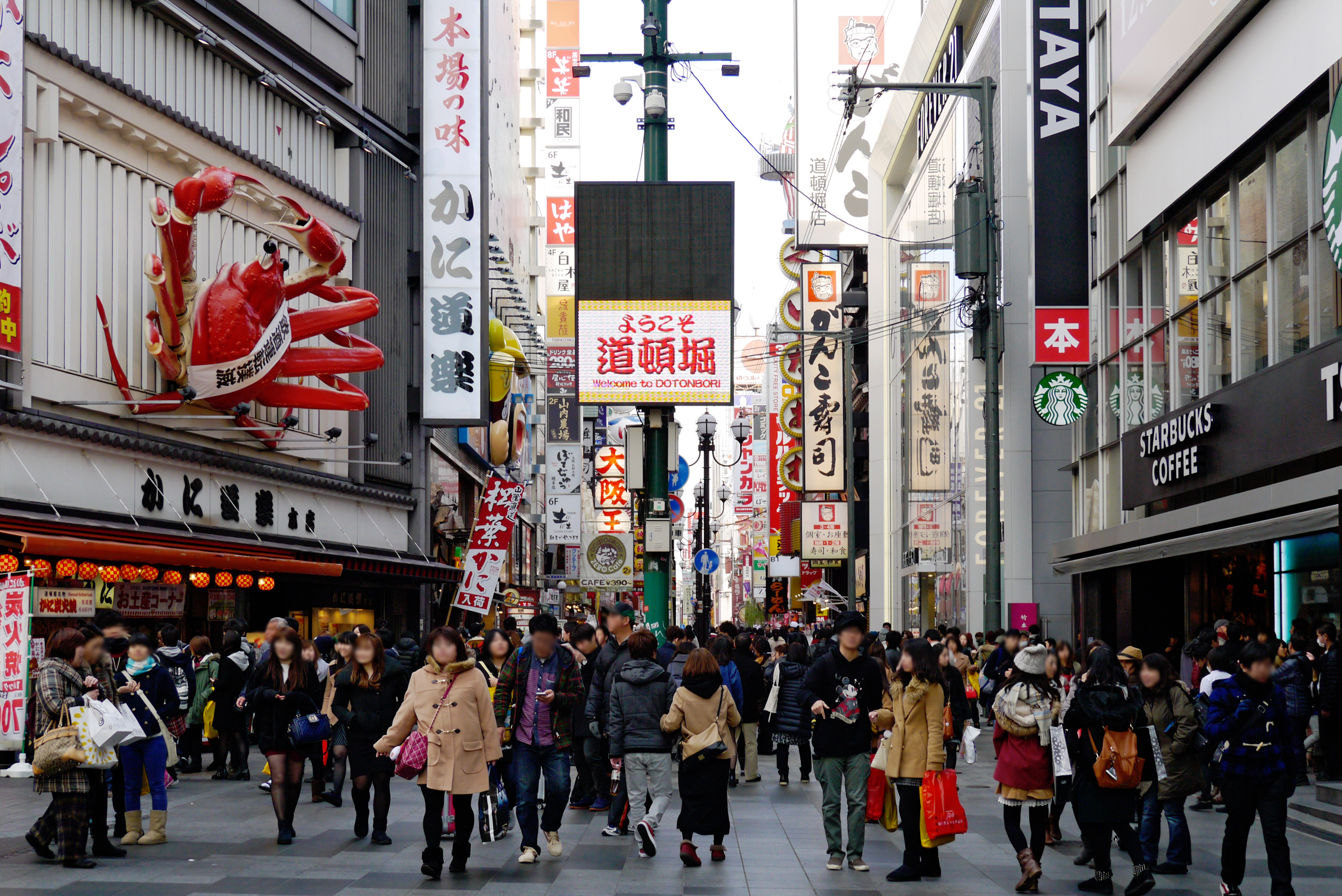
道頓堀（2014年12月）

## 教育

### 大学
かつては大阪市内にも大学は数多く所在したが、市域が狭い上に、工場等制限法の影響も受け、大きなキャンパス用地確保のために郊外へ移転した大学が多い（大阪大学・関西大学・近畿大学など）。そのため他の大都市に比べて、市内の大学数は少ない。大学生数も、大阪府下の吹田市、東大阪市より少ない。
最近になり大学の誘致・連携を推進する大阪市は、大阪府内45大学の連合組織大学コンソーシアム大阪、それに関西社会人大学院連合との間で連携協定を結び、2007年10月から大阪駅前第2ビル内に活動拠点「キャンパスポート大阪」を提供している。
★はメインキャンパス
☆は学部が置かれているキャンパス
国立大学

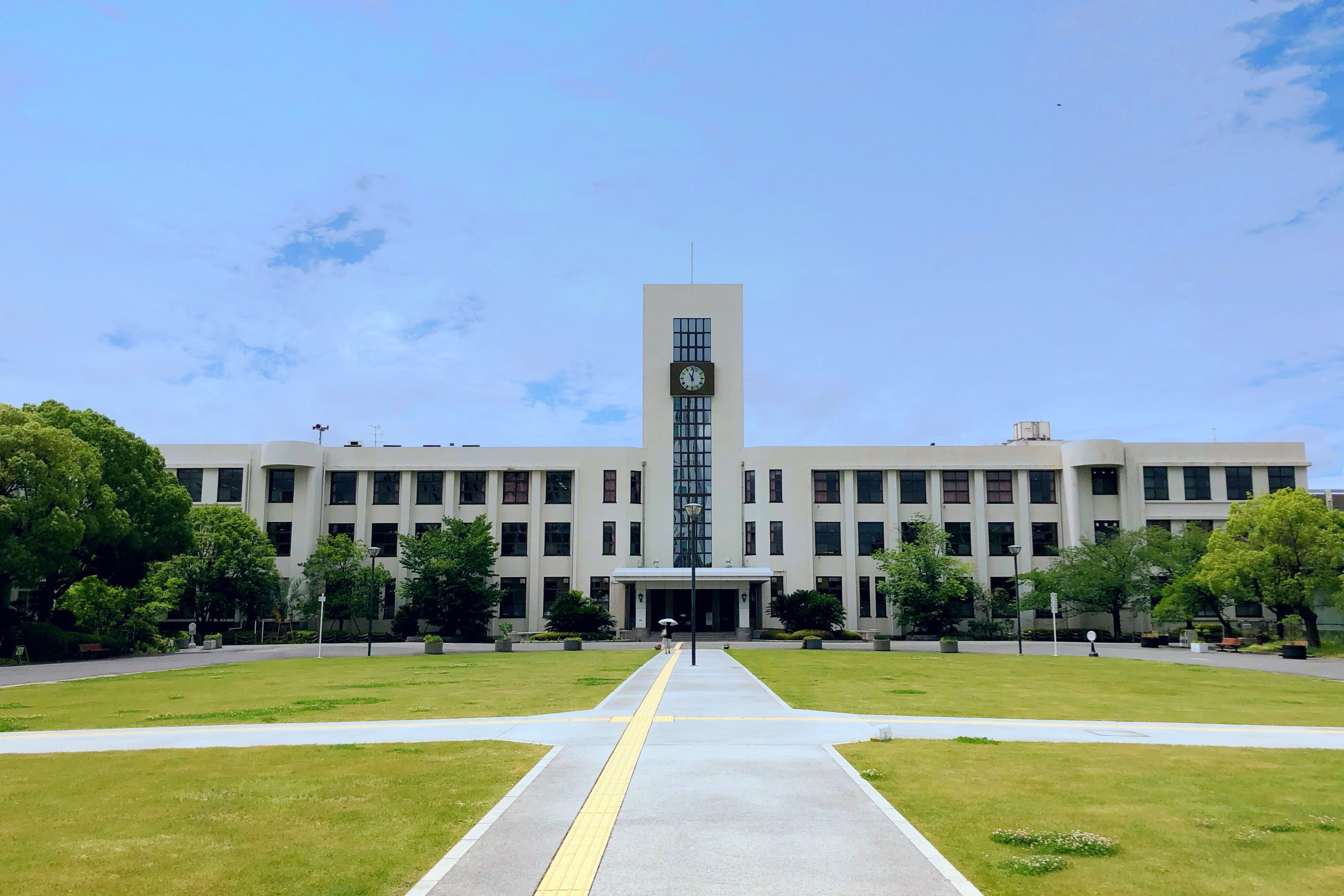
大阪市立大学（1号館）

- 大阪教育大学（天王寺キャンパス・2部が置かれている）☆

公立大学
- 大阪公立大学★☆
- 大阪市立大学★☆

私立大学
- 大阪経済大学★☆
- 大阪工業大学★☆
- 大阪女学院大学★☆
- 大阪信愛学院大学★☆
- 大阪成蹊大学★☆
- 大阪総合保育大学★☆
- 大阪常磐会大学★☆
- 大阪保健医療大学★☆
- 関西大学 梅田キャンパス
- 滋慶医療科学大学★☆
- 相愛大学★☆
- 宝塚大学 大阪梅田キャンパス☆
- 名古屋商科大学大学院 大阪梅田キャンパス
- 森ノ宮医療大学★☆

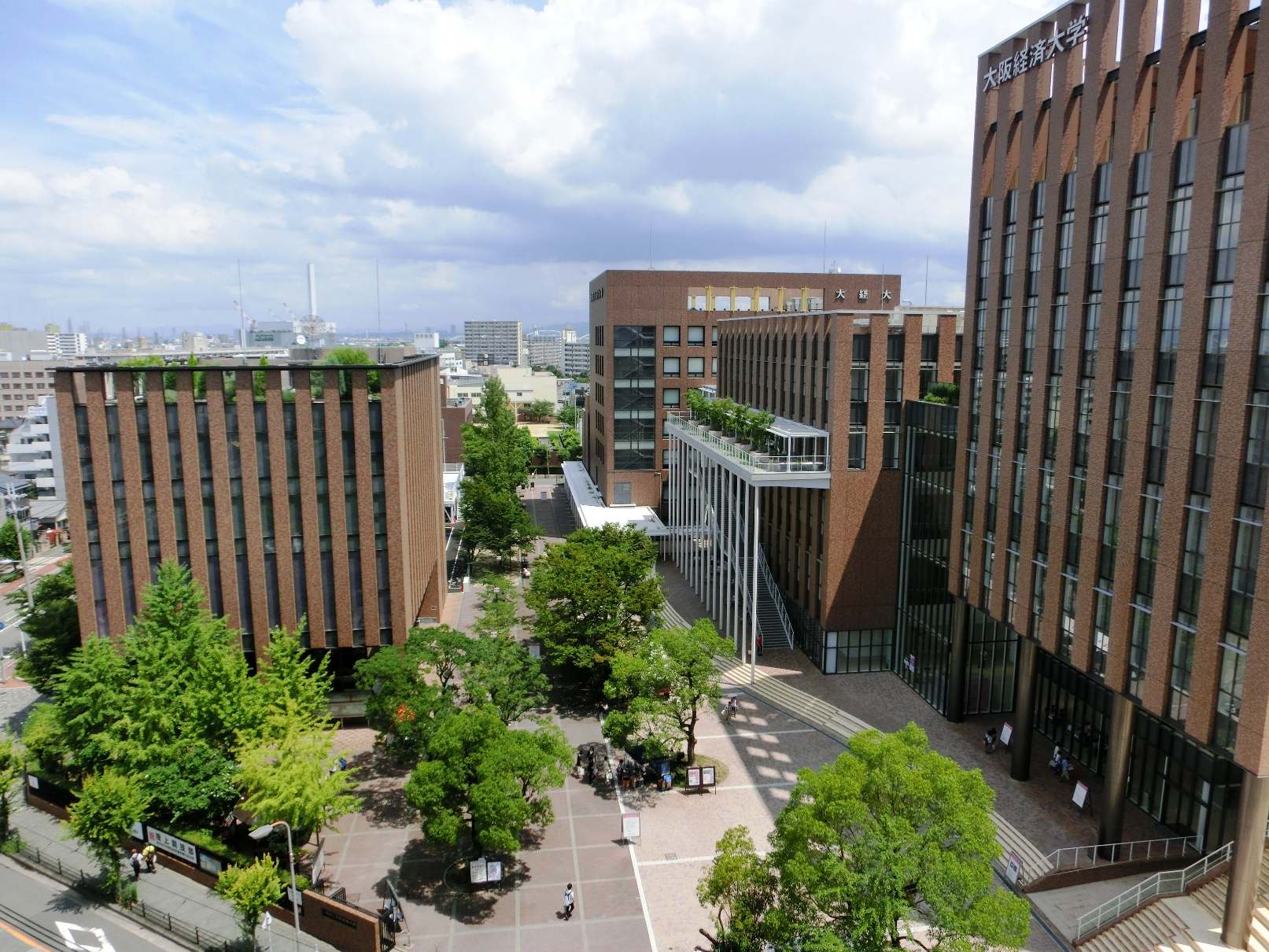
大阪経済大学（C・D館）

- 放送大学 大阪学習センター（大阪教育大学天王寺キャンパス内）
- 国際ファッション専門職大学
- 大阪国際工科専門職大学★☆

#### 短期大学
私立
- 大阪キリスト教短期大学
- 大阪芸術大学短期大学部
- 大阪工業大学短期大学部
- 大阪女学院短期大学
- 大阪夕陽丘学園短期大学
- 大阪成蹊短期大学
- 大阪総合保育大学短期大学部
- 大阪常磐会大学短期大学部

### 大学サテライトキャンパス
25の大学が、社会人への講義のために、便利な大阪都心にサテライトキャンパスを設置している。
- キャンパス・イノベーションセンター大阪

- 大阪大学（中之島）
- 追手門学院大学
- 兵庫教育大学
- 上越教育大学
- 鳴門教育大学
- 岡山大学
- 奈良女子大学
- 徳島大学
- 広島大学
- 大阪商業大学
- 桃山学院大学
- 帝塚山大学
- 高知工科大学

- 大阪市立大学（梅田）
- 大阪府立大学（難波）
- 神戸大学（中之島）
- 大阪産業大学 梅田サテライトキャンパス（梅田）
- 大阪経済大学（北浜）
- 大阪芸術大学 ほたるまちキャンパス（中之島）
- 大阪工業大学（梅田）
- 関西大学 梅田キャンパス（梅田）
- 関西学院大学（梅田）
- 京都造形芸術大学（梅田）
- 慶應義塾大学（グランフロント大阪）
- 上智大学（中津）
- 同志社大学  大阪サテライト（梅田）
- 阪南大学（淀屋橋）
- 龍谷大学（梅田）
- 立命館大学 大阪うめだキャンパス（梅田）

### 日本国外大学の拠点
- テンプル大学ジャパンキャンパス（大阪駅前第3ビル）
- 立命館孔子学院大阪学堂（同済大学との連携で開設：梅田・立命館大阪キャンパス内）
- 大阪産業大学孔子学院（上海外国語大学との連携で開設：梅田サテライトキャンパス内）
- カーネギーメロン大学エンターテイメントテクノロジーセンター（住之江区南港：アジア太平洋トレードセンター (ATC) 内）

### 専修学校
大学とは異なり、広大なキャンパスを必要としないため、交通の便から市内に専修学校は多数ある。大阪市内においては大学の学生数より専修学校専門課程（専門学校）の生徒数の方が多い。大阪市立3校、私立163校（うち休校7校）の専修学校がある。大阪府専修学校一覧#大阪市参照。

### 各種学校
- 西野バレエ学園
- 大阪文化国際学校
- 新大阪外語学院
- 駿台予備学校大阪南校（西区。大阪校は豊中市にある）上本町校（天王寺区）
- 河合塾大阪校（北区）上本町校（天王寺区）天王寺校（天王寺区）
- 関西調理師学校
- 大阪朝鮮初級学校（大阪市生野区）
- 南大阪朝鮮初級学校（大阪市住之江区）
- 北大阪朝鮮初級学校（大阪市東淀川区）

### 小学校・中学校
大阪市の小学校・中学校・高等学校の数は、以下の表の通り（2020年度学校基本調査による）。
| 設置者   | 小学校         | 中学校         | 高等学校     |
| -------- | -------------- | -------------- | ------------ |
| 大阪市立 | 297校（4分校） | 130校（1分校） | 22校         |
| 国立     | 2校            | 2校            | 1校（2校舎） |
| 大阪府立 | -              | -              | 39校         |
| 私立     | 7校            | 25校           | 37校         |

このほか、大阪市外に設置している大阪市立学校として、小学校2校・中学校2校がある。
学校名のリストおよび各学校の記事については、各区記事および大阪府小学校一覧・大阪府中学校一覧・大阪府高等学校一覧を参照。
- 大阪市立小学校では第二次世界大戦終戦直後に戦災を理由に大幅な統廃合が行われた。その後人口の増加に伴い、統合された学校の分離再開校や学校の新設が行われた。しかし1980年代以降は北区・中央区などの都心部を中心に、児童数減少に伴う小学校の統廃合が行われている。
- 大阪市立中学校では2007年度末をもって学校給食が全廃された。給食を実施していた学校はいずれも校区に同和地区がある学校・もしくはその周辺の学校で、廃止は同和行政の見直しや財政難に伴う措置である。なお給食実施時でも、実施していた学校が127校中12校のみ（2007年度）と、実施率は全国平均と比較して低い水準にあった。その後2012年度よりデリバリー弁当形式の選択制中学校給食が導入されている。2015年度より自校方式ないしは近隣小学校で調理する親子方式での中学校給食実施への移行が行われ、2020年度の1学期に大阪市内の全中学校で完了した。

### 高等学校
大阪市では2021年度まで市立の高等学校を設置していた。
大阪市では歴史的経緯から市立の実業系高等学校を主に設置していたが、普通科系の市立高等学校も設置し、大阪府立高等学校とは異なった方向での特色化・個性化を図る教育活動を行っていた。2000年代以降には市立高校の統廃合・再編も検討されるようになった。既存校の統廃合による市立中高一貫校の設置方針が具体化し、2008年度には大阪市立中高一貫校の大阪市立咲くやこの花中学校・高等学校が開校した。また大学との連携で7年教育を行う「新商業高等学校」の設置方針も具体化され、従来の商業系高等学校3校を統合する形で、2012年度には「新商業高等学校」にあたる大阪市立大阪ビジネスフロンティア高等学校が設置された。さらに2000年代から工業高等学校の改編による「総合技術高校」設置の構想が検討され、2020年には「新工業系高等学校」として市立工業系高等学校3校を統合改編することが打ち出された。また2017年には普通科系高等学校の再編による「新普通科系高等学校」の構想が打ち出された。
一方で2010年代以降、大阪市立高校を府立に移管する構想が打ち出され、大阪市・大阪府の両教育委員会で検討された。大阪市立の高等学校は2022年4月1日付で大阪府に移管され、移管時点で存在していた市立高等学校22校は大阪府立高等学校となった。
大阪市教育委員会が検討していた「新普通科系高等学校」は大阪市が設置を準備した上で、大阪府移管と同時の2022年度に大阪府立桜和高等学校として開校した。また構想中の「新工業系高等学校」については、大阪府教育委員会が計画を引き継いで具体化させる形で、府立高校として再編設置することを検討している。
以下に参考として、2021年度まで大阪市立だった高等学校のリストを記す。2021年以前に閉校となった大阪市立の高等学校については大阪府高等学校の廃校一覧#大阪市を参照。
- 大阪市立桜宮高等学校（→大阪府立桜宮高等学校）
- 大阪市立東高等学校（→大阪府立東高等学校）
- 大阪市立南高等学校（→大阪府立桜和高等学校に統合、2024年閉校予定）
- 大阪市立西高等学校（→大阪府立桜和高等学校に統合、2024年閉校予定）
- 大阪市立扇町総合高等学校（→大阪府立桜和高等学校に統合、2024年閉校予定）
- 大阪市立汎愛高等学校（→大阪府立汎愛高等学校）
- 大阪市立高等学校（→大阪府立いちりつ高等学校）
- 大阪市立淀商業高等学校（→大阪府立淀商業高等学校）
- 大阪市立鶴見商業高等学校（→大阪府立鶴見商業高等学校）
- 大阪市立住吉商業高等学校（→大阪府立住吉商業高等学校）
- 大阪市立大阪ビジネスフロンティア高等学校（→大阪府立大阪ビジネスフロンティア高等学校）
- 大阪市立咲くやこの花高等学校（→大阪府立咲くやこの花高等学校）
- 大阪市立水都国際高等学校（→大阪府立水都国際高等学校）
- 大阪市立都島工業高等学校（→大阪府立都島工業高等学校）
- 大阪市立泉尾工業高等学校（→大阪府立泉尾工業高等学校）
- 大阪市立東淀工業高等学校（→大阪府立東淀工業高等学校）
- 大阪市立生野工業高等学校（→大阪府立生野工業高等学校）
- 大阪市立工芸高等学校（→大阪府立工芸高等学校）
- 大阪市立中央高等学校（→大阪府立中央高等学校）
- 大阪市立都島第二工業高等学校（→大阪府立都島工業高等学校定時制課程に再編統合、2025年閉校予定）
- 大阪市立第二工芸高等学校（→大阪府立工芸高等学校定時制課程に再編統合、2025年閉校予定）
- 大阪市立桜和高等学校（2022年度開校予定として条例上のみで存在。大阪府立桜和高等学校として開校）

### 特別支援学校
大阪市には国立1校、大阪府立16校・1分校の特別支援学校が設置されている。
大阪市では特別支援教育の各分野ともに、市としての長い教育実践や研究を有していた。視覚障害教育・聴覚障害教育では、1899年に五代五兵衛が設置した大阪盲唖院が1919年に大阪市に移管され、後年の大阪市立盲学校（現在の大阪府立大阪北視覚支援学校）、大阪市立聾学校（現在の大阪府立中央聴覚支援学校）へとつながっている。また知的障害教育の分野では、1940年に設置された大阪市立思斉学校（現在の大阪府立思斉支援学校）は日本で初めての知的障害児対象の学校でもある。
しかし大阪市および大阪府の方針により、大阪市立特別支援学校12校は2016年4月1日付で大阪府に移管されることになった。
以下に参考として、大阪市内に立地する特別支援学校の名称を列記する。なお、☆印は2015年度まで大阪市立で、2016年度に大阪府立に移管された学校を示す。
- 大阪教育大学附属特別支援学校
- 大阪府立大阪北視覚支援学校☆
- 大阪府立大阪南視覚支援学校
- 大阪府立生野聴覚支援学校
- 大阪府立中央聴覚支援学校☆
- 大阪府立生野支援学校☆
- 大阪府立光陽支援学校☆
- 大阪府立堺支援学校大手前分校
- 大阪府立思斉支援学校☆
- 大阪府立住之江支援学校☆
- 大阪府立中津支援学校
- 大阪府立なにわ高等支援学校☆
- 大阪府立難波支援学校☆
- 大阪府立西淀川支援学校☆
- 大阪府立東住吉支援学校☆
- 大阪府立東淀川支援学校☆
- 大阪府立平野支援学校☆

※このほか貝塚市に大阪市立貝塚養護学校があったが、2009年3月31日に閉校となった。

### 学校教育以外の教育施設
自動車教習所
- 大阪都島自動車学校
- オリックスドライビングスクール弁天町
- 芦原自動車教習所
- 塚本自動車教習所
- 関目自動車学校
- 住の江ドライビングスクール
- 平野ドライビングスクール

大阪労働局長登録教習機関
- 生野産業会
- 全国資格養成協会
- ミヤコジマオペレーティングスクール

登録小型船舶教習所
- 大阪府モーターボート連盟

神学校
- 大阪聖書学院

### 図書館
- 大阪市立図書館 - 各区に1カ所

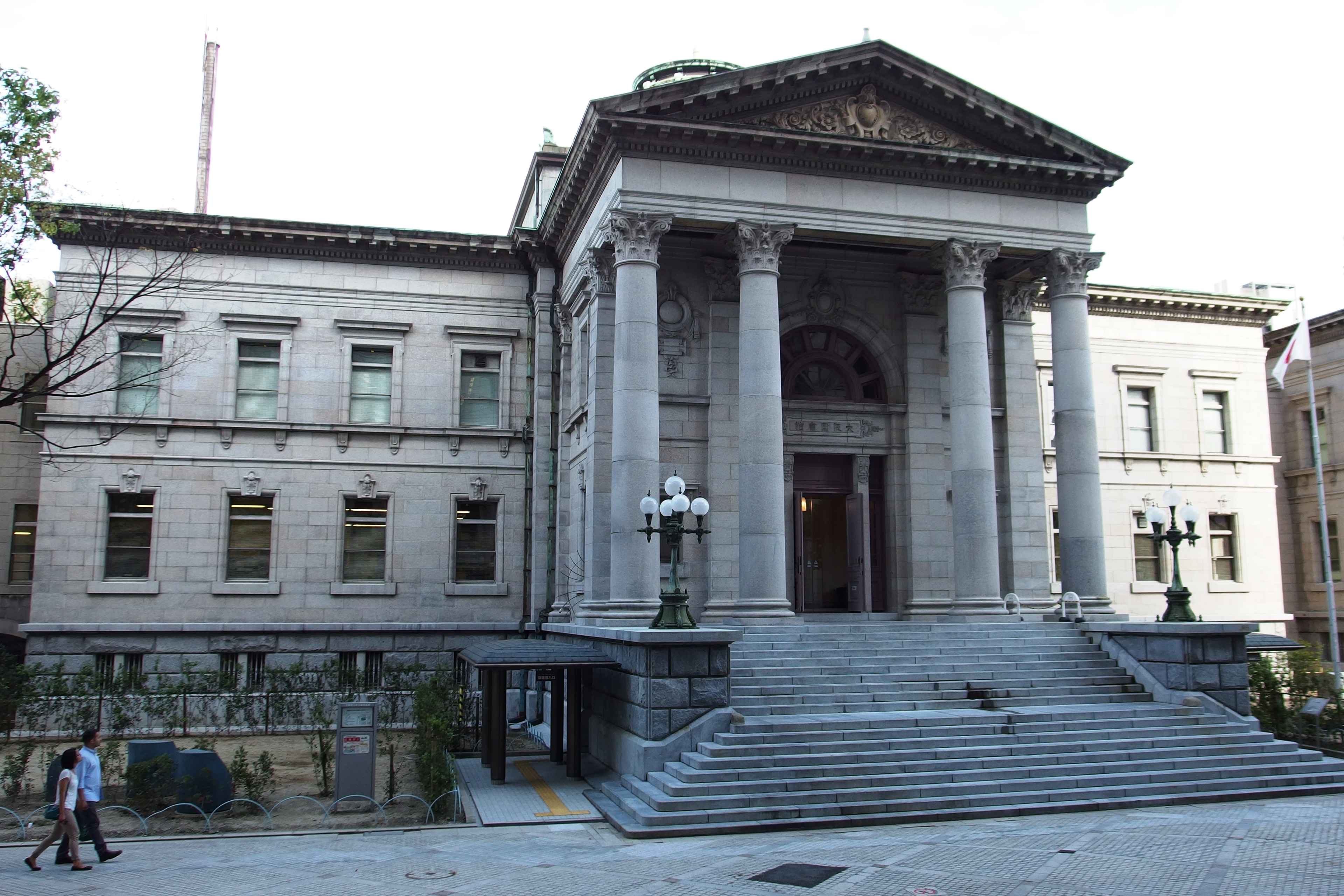
大阪府立中之島図書館

- 大阪府立中之島図書館 - 大阪の歴史関連・ビジネス関連の資料。

### 学会
- 日本家庭医療学会 - 西区に主たる事務所を置いている。
- 日本行動分析学会 - 中央区に主たる事務所を置いている。
- 日本脊髄外科学会 - 阿倍野区に主たる事務所を置いている。
- 日本がん看護学会 - 西区に主たる事務所を置いている。
- 意匠学会 - 旭区に主たる事務所を置いている。
- 日本地方自治研究学会 - 北区に主たる事務所を置いている。
- 光化学協会 - 北区に主たる事務所を置いている。

## 交通

### 鉄道

大阪圏鉄道網図

市内の鉄道網は、都心部を地下鉄（Osaka Metro）が忙しなく縦横に走り、市内交通の要となっている。地下鉄は大阪市民の最も身近な公共交通機関である。その中でもOsaka Metro御堂筋線は、市内主要部を結び都市の大動脈として機能している。大阪都心は碁盤の目状に街区が整備されているため、地下鉄も都心部では碁盤の目状に行き交っている。
一方、大阪都心から京都・神戸および郊外の都市へ向かっては、私鉄・ＪＲが放射状に発達している。「郊外に住み、都心へ通う」といった現代日本の都市生活様式は、阪急電鉄の創始者である小林一三が、19世紀後半のロンドンの都市政策をモデルに日本で初めて提唱したもので、箕面有馬電気軌道（現在の阪急宝塚線・箕面線）は、彼の描く田園都市構想を具現化したものである。のちにこの都市ライフスタイルは全国へと広まり、現代日本人の生活に多大な影響を及ぼすことになる。
市役所の最寄り駅は御堂筋線淀屋橋駅もしくは京阪中之島線大江橋駅。
下記に、地下鉄→ＪＲ→私鉄の順に市内に立地する全駅を列記する。

#### 地下鉄 Subway（Osaka Metro）
大阪市高速電気軌道 (Osaka Metro)
 御堂筋線
- - 東三国駅 - 新大阪駅 - 西中島南方駅 - 中津駅 - 梅田駅 - 淀屋橋駅 - 本町駅 - 心斎橋駅 - なんば駅 - 大国町駅 - 動物園前駅 - 天王寺駅 - 昭和町駅 - 西田辺駅 - 長居駅 - 我孫子駅 -

 谷町線
- - 太子橋今市駅 - 千林大宮駅 - 関目高殿駅 - 野江内代駅 - 都島駅 - 天神橋筋六丁目駅 - 中崎町駅 - 東梅田駅 - 南森町駅 - 天満橋駅 - 谷町四丁目駅 - 谷町六丁目駅 - 谷町九丁目駅 - 四天王寺前夕陽ヶ丘駅 - 天王寺駅 - 阿倍野駅 - 文の里駅 - 田辺駅 - 駒川中野駅 - 平野駅 - 喜連瓜破駅 - 出戸駅 - 長原駅 -

 四つ橋線
- 西梅田駅 - 肥後橋駅 - 本町駅 - 四ツ橋駅 - なんば駅 - 大国町駅 - 花園町駅 - 岸里駅 - 玉出駅 - 北加賀屋駅 - 住之江公園駅

 中央線
- 夢洲駅 - コスモスクエア駅 - 大阪港駅 - 朝潮橋駅 - 弁天町駅 - 九条駅 - 阿波座駅 - 本町駅 - 堺筋本町駅 - 谷町四丁目駅 - 森ノ宮駅 - 緑橋駅 - 深江橋駅 -

 千日前線
- 野田阪神駅 - 玉川駅 - 阿波座駅 - 西長堀駅 - 桜川駅 - なんば駅 - 日本橋駅 - 谷町九丁目駅 - 鶴橋駅 - 今里駅 - 新深江駅 - 小路駅 - 北巽駅 - 南巽駅

 堺筋線
- 天神橋筋六丁目駅 - 扇町駅 - 南森町駅 - 北浜駅 - 堺筋本町駅 - 長堀橋駅 - 日本橋駅 - 恵美須町駅 - 動物園前駅 - 天下茶屋駅

 長堀鶴見緑地線
- 大正駅 - ドーム前千代崎駅 - 西長堀駅 - 西大橋駅 - 心斎橋駅 - 長堀橋駅 - 松屋町駅 - 谷町六丁目駅 - 玉造駅 - 森ノ宮駅 - 大阪ビジネスパーク駅 - 京橋駅 - 蒲生四丁目駅 - 今福鶴見駅 - 横堤駅 - 鶴見緑地駅 -

 今里筋線
- 井高野駅 - 瑞光四丁目駅 - だいどう豊里駅 - 太子橋今市駅 - 清水駅 - 新森古市駅 - 関目成育駅 - 蒲生四丁目駅 - 鴫野駅 - 緑橋駅 - 今里駅

 南港ポートタウン線（ニュートラム）
- コスモスクエア駅 - トレードセンター前駅 - 中ふ頭駅 - ポートタウン西駅 - ポートタウン東駅 - フェリーターミナル駅 - 南港東駅 - 南港口駅 - 平林駅 - 住之江公園駅

#### ＪＲ
西日本旅客鉄道（JR西日本）
 山陽新幹線
- - 新大阪駅

 東海道本線（JR京都線・JR神戸線） 
- - 塚本駅 - 大阪駅 - 新大阪駅 - 東淀川駅 -

 おおさか東線
- 新大阪駅 |（吹田市区間）| JR淡路駅 - 城北公園通駅 - JR野江駅 - 鴫野駅 - 放出駅 |（東大阪市区間）| 新加美駅 -

 JR東西線
- - 加島駅 - 御幣島駅 - 海老江駅 - 新福島駅 - 北新地駅 - 大阪天満宮駅 - 大阪城北詰駅 - 京橋駅

 片町線（学研都市線） 
- 京橋駅 - 鴫野駅 - 放出駅 -

 大阪環状線
- - 大阪駅 - 福島駅 - 野田駅 - 西九条駅 - 弁天町駅 - 大正駅 - 芦原橋駅 - 今宮駅 - 新今宮駅 - 天王寺駅 - 寺田町駅 - 桃谷駅 - 鶴橋駅 - 玉造駅 - 森ノ宮駅 - 大阪城公園駅 - 京橋駅 - 桜ノ宮駅 - 天満駅 - 大阪駅 -

 桜島線（JRゆめ咲線） 
- 西九条駅 - 安治川口駅 - ユニバーサルシティ駅 - 桜島駅

 関西本線（大和路線） 
- JR難波駅 - 今宮駅 - 新今宮駅 - 天王寺駅 - 東部市場前駅 - 平野駅 - 加美駅 -

 阪和線
- 天王寺駅 - 美章園駅 - 南田辺駅 - 鶴ケ丘駅 - 長居駅 - 我孫子町駅 - 杉本町駅 -

東海旅客鉄道（JR東海）
 東海道新幹線
- 新大阪駅 -

#### 私鉄
阪急電鉄
 神戸線
- 大阪梅田駅 - 中津駅 - 十三駅 - 神崎川駅 -

 宝塚線
- 大阪梅田駅 - 中津駅 - 十三駅 - 三国駅 -

 京都線
- 大阪梅田駅 - 十三駅 - 南方駅 - 崇禅寺駅 - 淡路駅 - 上新庄駅 - 相川駅 -

 千里線
- 天神橋筋六丁目駅 - 柴島駅 - 淡路駅 - 下新庄駅 -

阪神電気鉄道
 阪神本線
- 大阪梅田駅 - 福島駅 - 野田駅 - 淀川駅 - 姫島駅 - 千船駅 -

 阪神なんば線
- 大阪難波駅 - 桜川駅 - ドーム前駅 - 九条駅 - 西九条駅 - 千鳥橋駅 - 伝法駅 - 福駅 - 出来島駅 -

京阪電気鉄道
 京阪本線
- 淀屋橋駅 - 北浜駅 - 天満橋駅 - 京橋駅 - 野江駅 - 関目駅 - 森小路駅 - 千林駅 -

 中之島線
- 中之島駅 - 渡辺橋駅 - 大江橋駅 - なにわ橋駅 - 天満橋駅

近畿日本鉄道
A 難波線
- 大阪上本町駅 - 近鉄日本橋駅 - 大阪難波駅

A 奈良線
- 大阪難波駅 - 近鉄日本橋駅 - 大阪上本町駅 - 鶴橋駅 - 今里駅 -

D 大阪線
- 大阪上本町駅 - 鶴橋駅 - 今里駅 -

F 南大阪線
- 大阪阿部野橋駅 - 河堀口駅 - 北田辺駅 - 今川駅 - 針中野駅 - 矢田駅 -

南海電気鉄道
 南海本線
- 難波駅 - 新今宮駅 - 天下茶屋駅 - 岸里玉出駅 - 粉浜駅 - 住吉大社駅 - 住ノ江駅 -

 高野線
- 難波駅 - 今宮戎駅 - 新今宮駅 - 萩ノ茶屋駅 - 天下茶屋駅 - 岸里玉出駅 - 帝塚山駅 - 住吉東駅 - 沢ノ町駅 - 我孫子前駅 -

 汐見橋線
- 汐見橋駅 - 芦原町駅 - 木津川駅 - 津守駅 - 西天下茶屋駅 - 岸里玉出駅

阪堺電気軌道
 阪堺線
- 恵美須町駅 - 新今宮駅前停留場 - 今池停留場 - 今船停留場 - 松田町停留場 - 北天下茶屋停留場 - 聖天坂停留場 - 天神ノ森停留場 - 東玉出停留場 - 塚西停留場 - 東粉浜停留場 - 住吉停留場 - 住吉鳥居前停留場 - 細井川停留場 - 安立町停留場 - 我孫子道停留場 -

 上町線
- 天王寺駅前駅 - 阿倍野駅 - 松虫停留場 - 東天下茶屋停留場 - 北畠停留場 - 姫松停留場 - 帝塚山三丁目停留場 - 帝塚山四丁目停留場 - 神ノ木停留場 - 住吉停留所

市内主要駅
市内の主要駅は、大阪の都心である船場からみて、北側に梅田駅・新大阪駅、南側に難波駅・天王寺駅、東側に京橋駅がある。

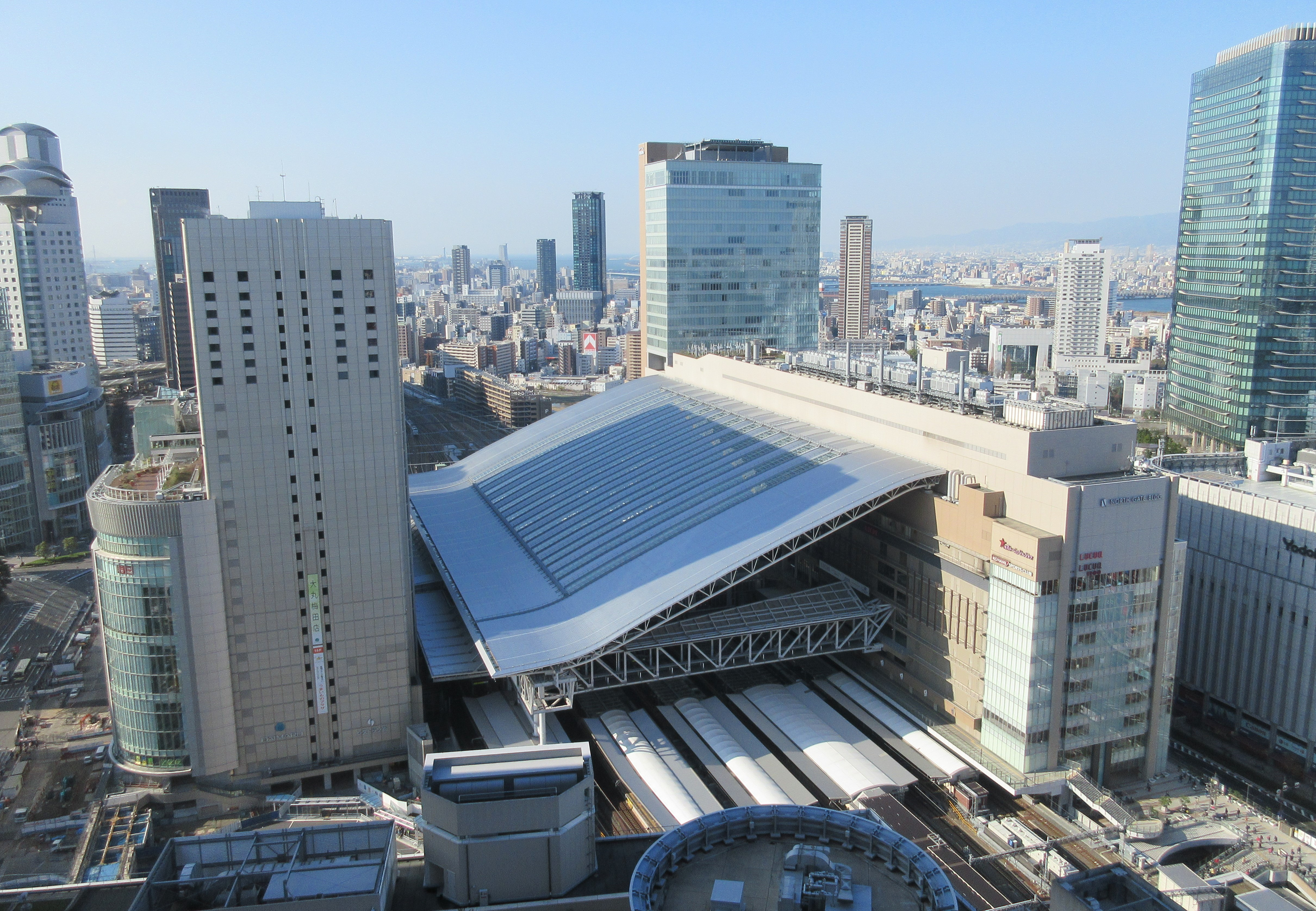
大阪駅
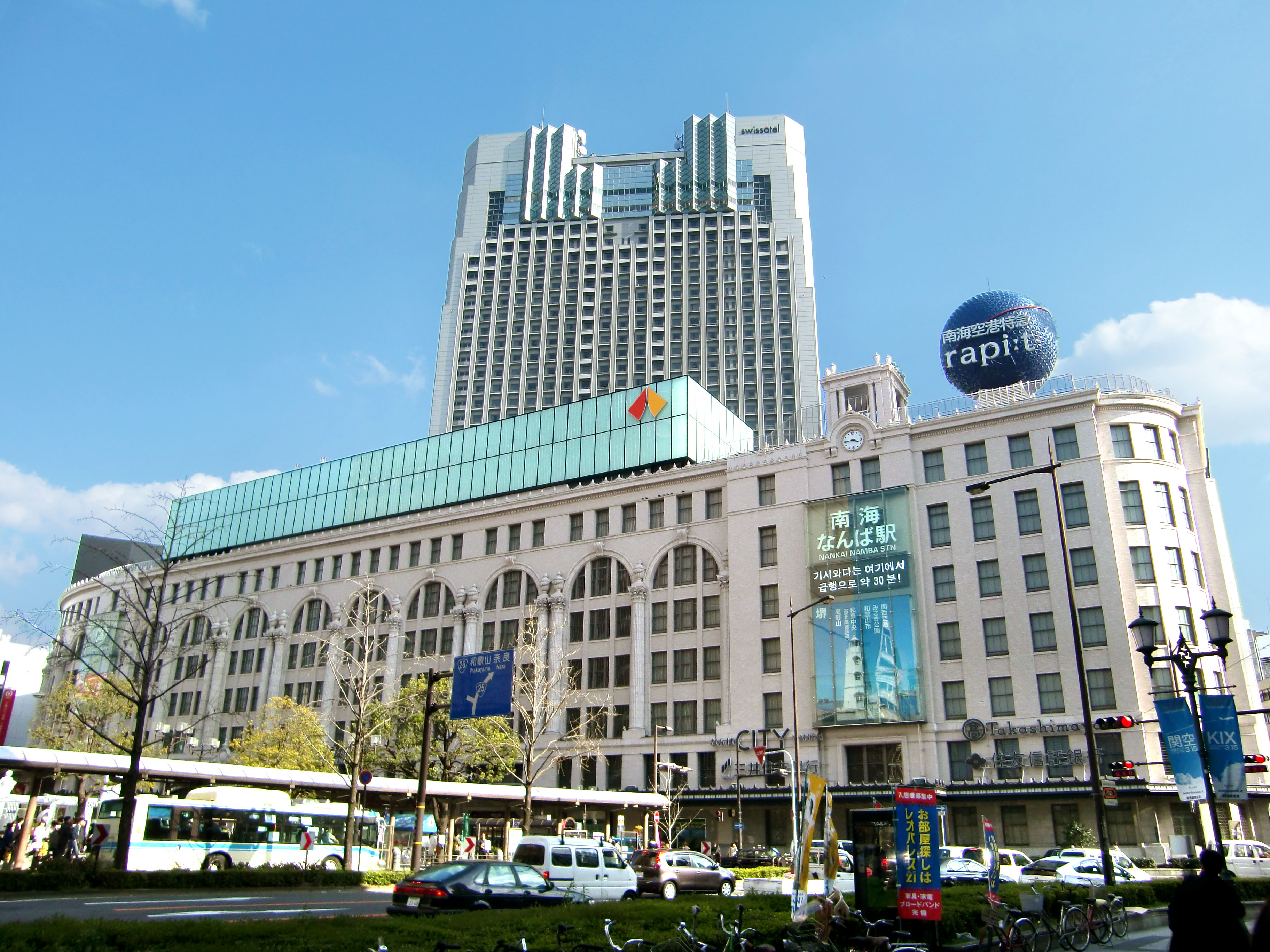
難波駅 (南海)
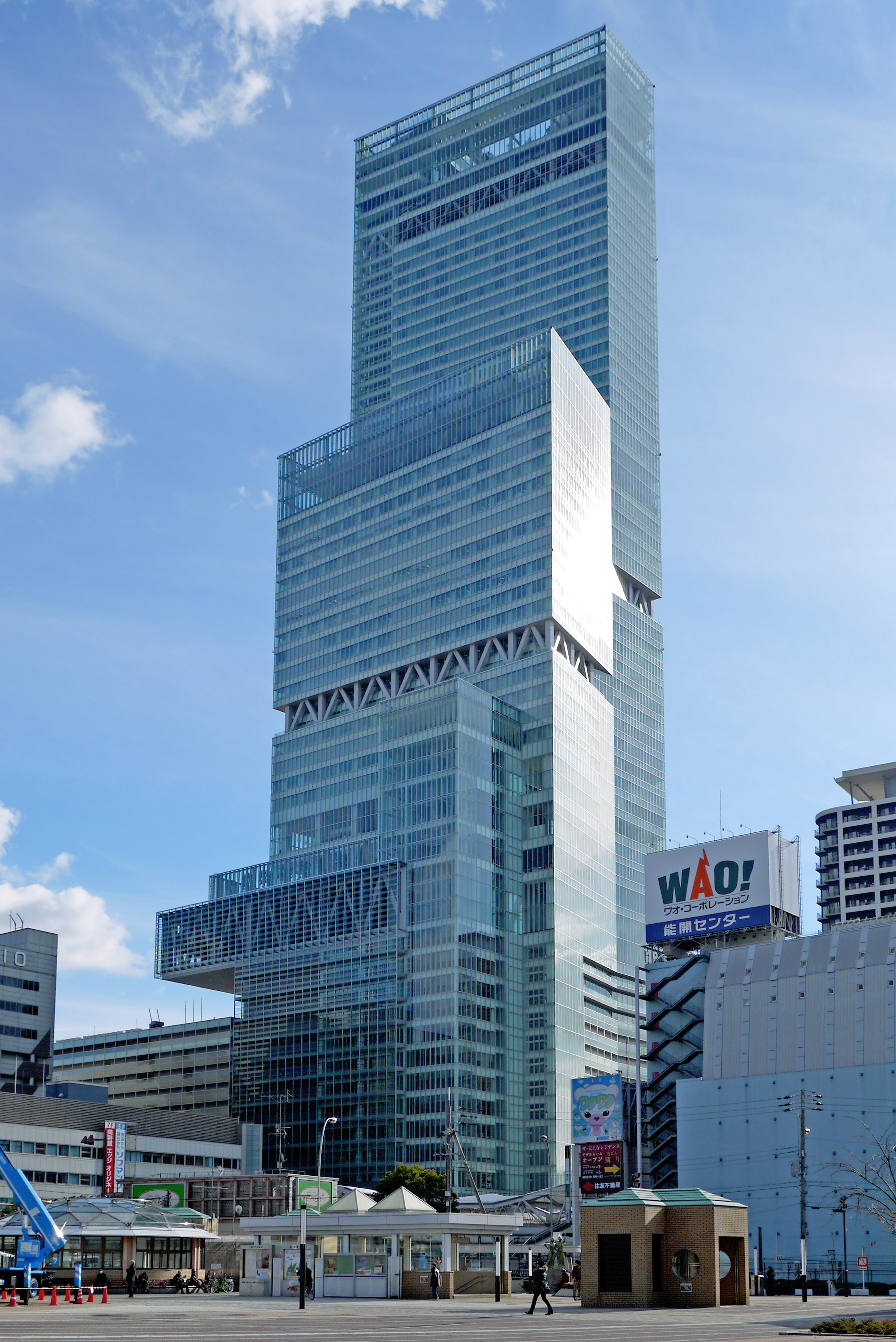
大阪阿部野橋駅

以下には2社局もしくは3路線以上が乗り入れており、かつ合計の1日平均乗降人員が20万人を越えている駅を列記する。
- 梅田駅（大阪駅・阪急大阪梅田駅・阪神大阪梅田駅・Osaka Metro梅田駅・東梅田駅・西梅田駅・北新地駅）
- 難波駅（Osaka Metroなんば駅・南海難波駅・大阪難波駅・JR難波駅）
- 天王寺駅・大阪阿部野橋駅
- 京橋駅
- 新大阪駅
- 鶴橋駅
- 新今宮駅・動物園前駅
- 淀屋橋駅
- 本町駅

### バス
- 大阪シティバス（旧：大阪市営バス）
- 阪急バス
- 京阪バス
- 近鉄バス
- 南海バス
- 北港観光バス
- 大阪バス

このほか、2013年3月に廃止された大阪市営バスの赤バスの代替として、区が民間事業者に委託し運行しているバス路線がある。
市域の大部分を大阪シティバスが運行しているが、この経緯については当該項を参照のこと。乗車方法は後乗り前降り後払いで運賃は均一制だが、一部で異なる方式を採用している事業者や路線もある。大阪シティバスの一部路線と北港観光バスを除き非接触型ICカードのPiTaPaとICOCA が利用できる。
また、広範な連絡として、大阪駅と名古屋駅を結ぶ名神ハイウェイバスや、首都圏などと大阪市内（梅田、難波地区など）を含む京阪神地区を結ぶ高速路線バス、ツアー形式の貸切バス（ツアーバス）が多数運行されている。
高速路線バスについては、市内では主に以下の地点に発着する。
- キタ地区
  - 大阪駅JR高速バスターミナル（西日本ジェイアールバス系）
  - 大阪駅前（地下鉄東梅田駅）（近鉄バス系）
  - 阪急三番街（阪急バス系）
  - ハービスOSAKA（阪神バス系）
- ミナミ地区
  - なんば高速バスターミナル（南海バス系）
  - 大阪シティエアターミナル（OCAT、湊町バスターミナル）（各社）
- 天王寺・阿倍野地区
  - あべの橋バスステーション（天王寺駅）（近鉄バス系）
- ベイエリア
  - ユニバーサル・スタジオ・ジャパン（各社）

### 道路
飛鳥時代、徒歩で人が行き交っていた大阪の道路は、現代では自動車や自転車、歩行者が慌ただしく行き交っている。豊臣政権期の安土桃山時代より中心部の道路が碁盤の目状に引かれるようになり、南北に走る路は「～筋（すじ）」、東西に走る路は「～通（とおり）」と愛称を付けて呼んだ。現代でも、市内47の幹線道路に愛称が付けられており、市民はもっぱらこの愛称で道で呼称している。
代表的な「筋」
- 新なにわ筋 - 大阪府道29号
- あみだ池筋 - 都計中津西本町線
- なにわ筋 - 大阪府道41号
- 四つ橋筋 - 大阪市道南北線
- 御堂筋 - 国道25号、国道176号
- 堺筋 - 大阪府道102号
- 松屋町筋 - 大阪市道天神橋天王寺線
- 谷町筋 - 大阪府道30号
- 上町筋 - 大阪市道赤川天王寺線

代表的な「通」
- 曽根崎通 - 国道1号、国道2号
- 土佐堀通 - 大阪府道168号

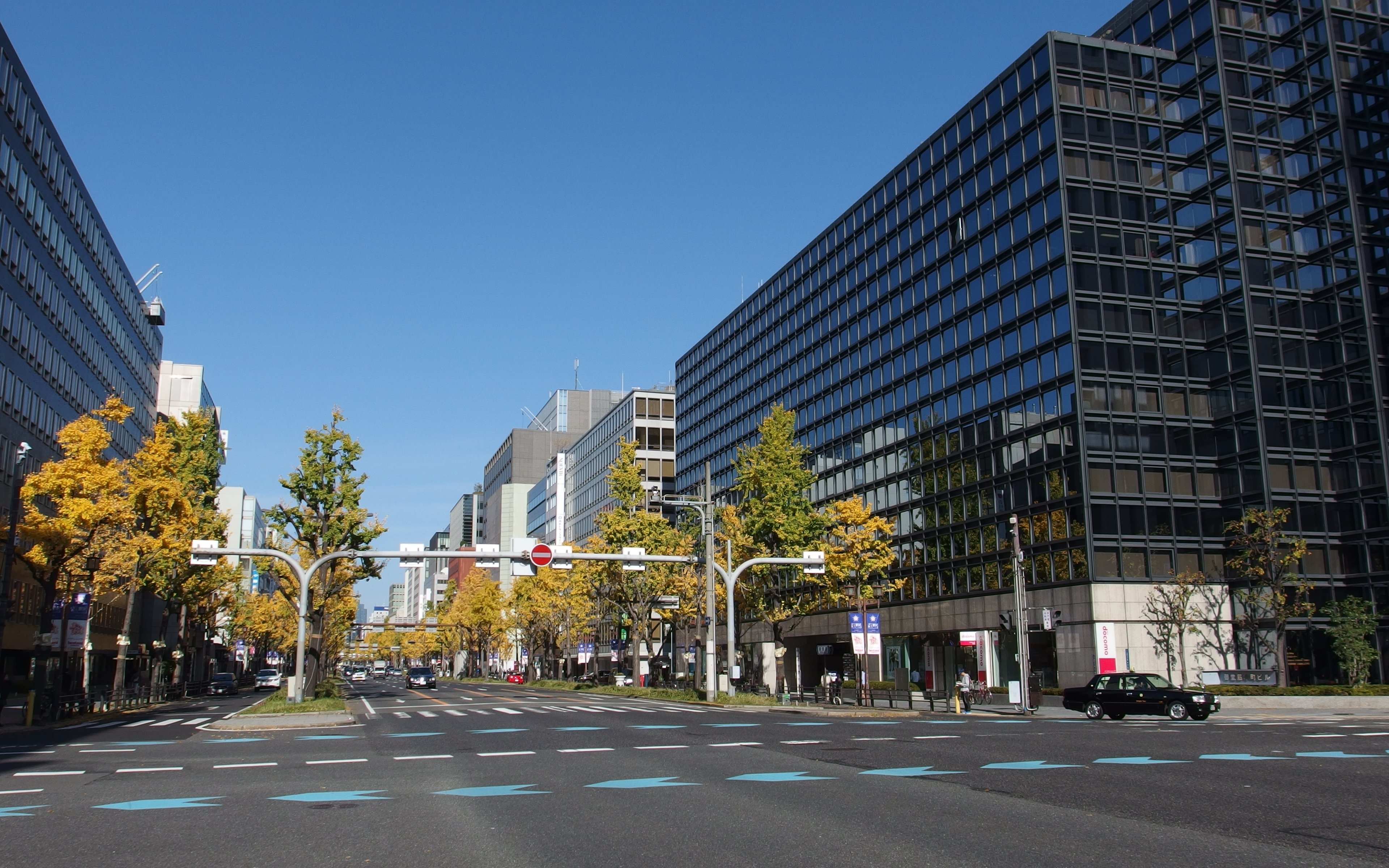
御堂筋

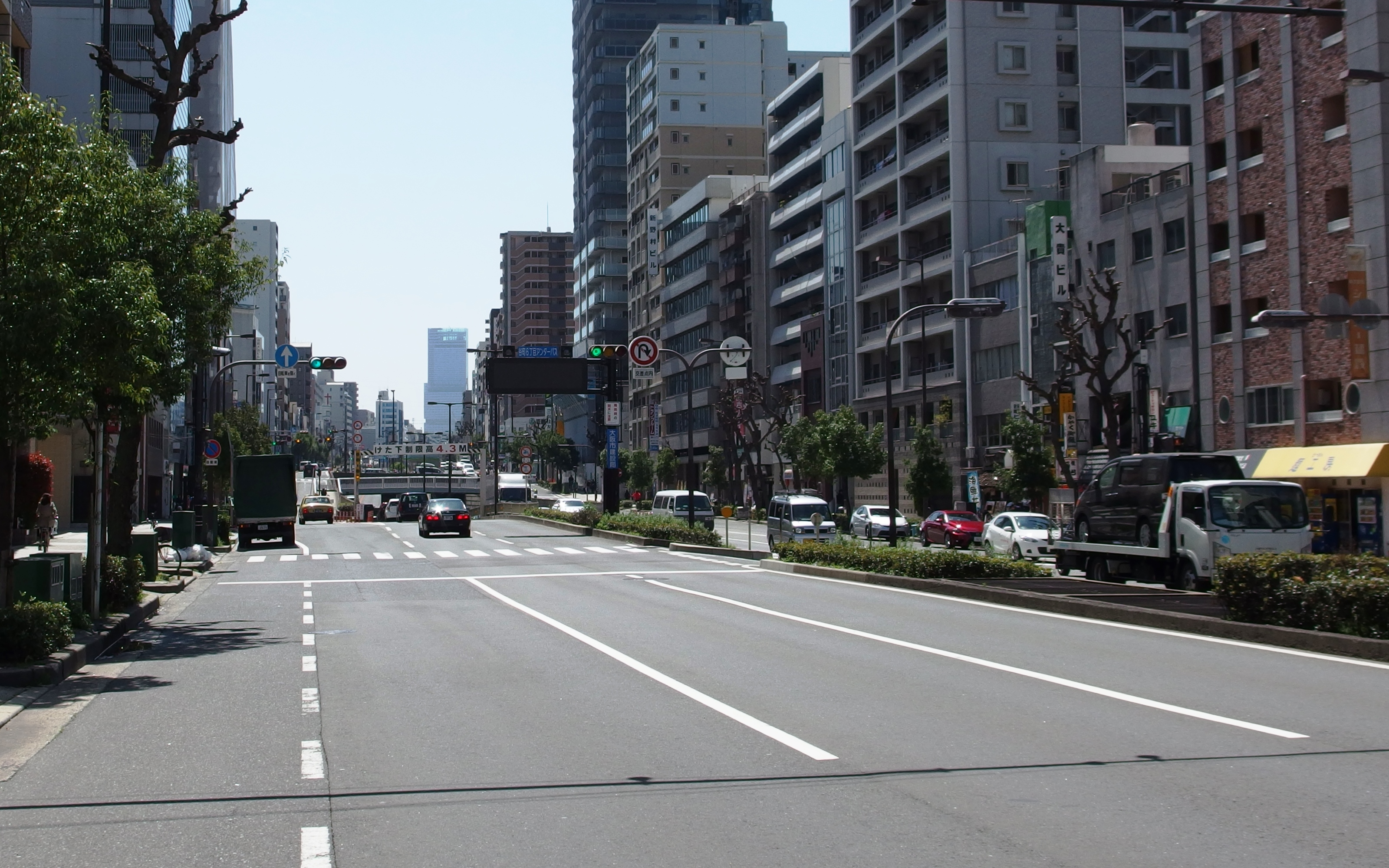
谷町筋

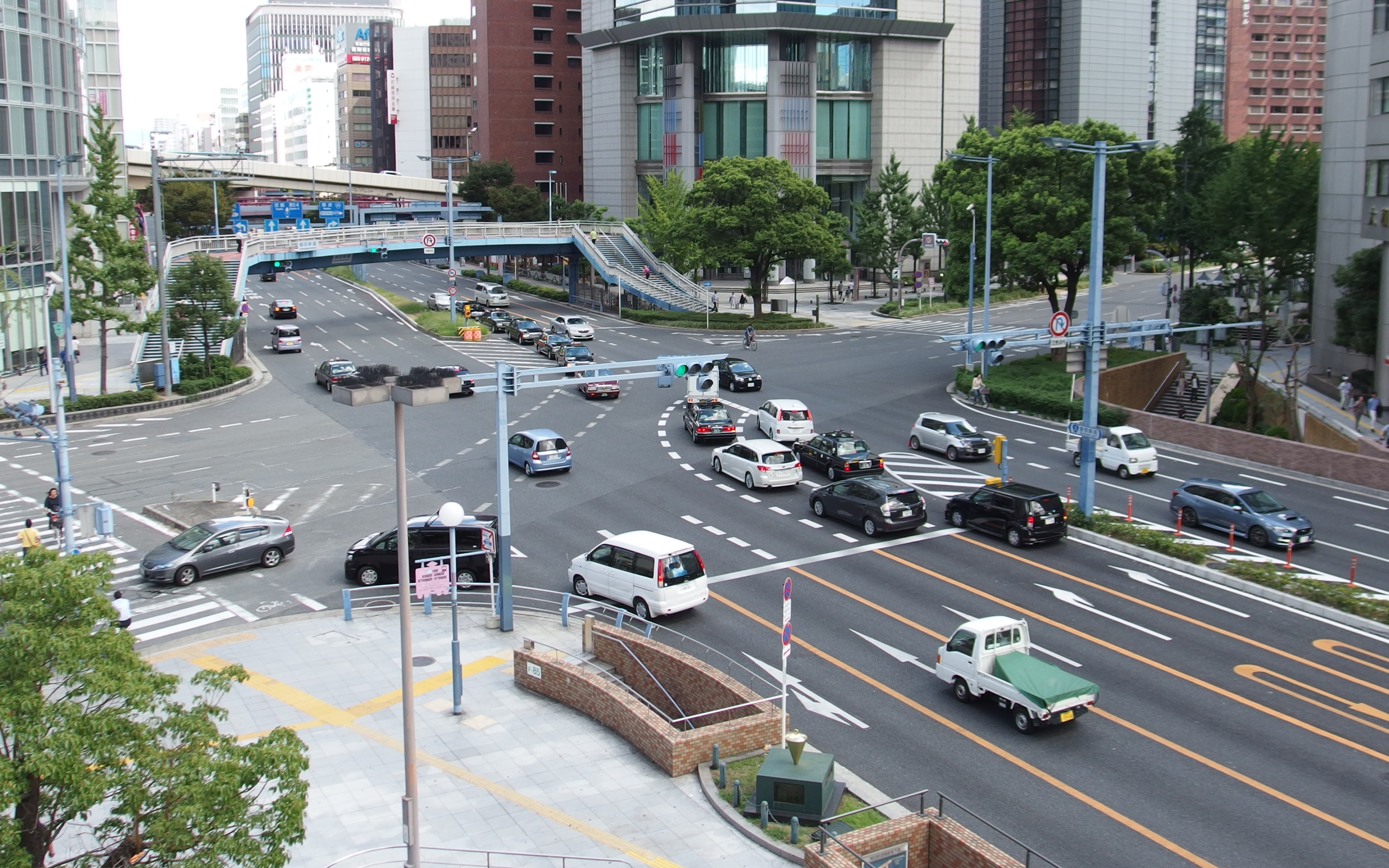
曽根崎通

- 本町通 - 大阪市道本町左専道線、国道172号
- 中央大通 - 大阪市道築港深江線
- 長堀通 - 国道308号、大阪府道173号
- 千日前通 - 大阪府道702号、国道308号
- 長居公園通 - 国道309号、国道479号、大阪府道179号

高速道路
高速自動車国道
- 近畿自動車道（大東鶴見IC - 長原IC）

都市高速道路
- 阪神高速道路

一般国道
- 国道1号
- 国道2号
- 国道25号
- 国道26号
- 国道43号
- 国道163号
- 国道165号（大阪市内は国道25号と重複）
- 国道172号
- 国道176号
- 国道308号
- 国道309号
- 国道423号（新御堂筋）
- 国道479号（大阪内環状線）

主要地方道
- 大阪府道2号大阪中央環状線
- 大阪府道5号大阪港八尾線
- 大阪府道8号大阪生駒線
- 大阪府道10号大阪池田線
- 大阪府道14号大阪高槻京都線
- 大阪府道15号八尾茨木線
- 大阪府道16号大阪高槻線
- 大阪府道24号大阪東大阪線
- 大阪府道26号大阪狭山線
- 大阪府道28号大阪高石線
- 大阪府道29号大阪臨海線
- 大阪府道30号大阪和泉泉南線
- 大阪府道41号大阪伊丹線
- 大阪市道赤川天王寺線
- 大阪市道大阪環状線
- 大阪市道上新庄生野線
- 大阪市道九条梅田線
- 大阪市道四天王寺巽線
- 大阪市道築港深江線
- 大阪市道天神橋天王寺線
- 大阪市道中津太子橋線
- 大阪市道浪速鶴町線
- 大阪市道難波境川線
- 大阪市道南北線
- 大阪市道浜口南港線
- 大阪市道福島桜島線
- 大阪市道福町浜町線

一般府道
- 大阪府道101号大和田千舟線
- 大阪府道102号恵美須南森町線
- 大阪府道159号平野守口線
- 大阪府道161号深野南寺方大阪線
- 大阪府道168号石切大阪線
- 大阪府道173号大阪八尾線
- 大阪府道186号大阪羽曳野線
- 大阪府道702号大阪枚岡奈良線

### 船舶

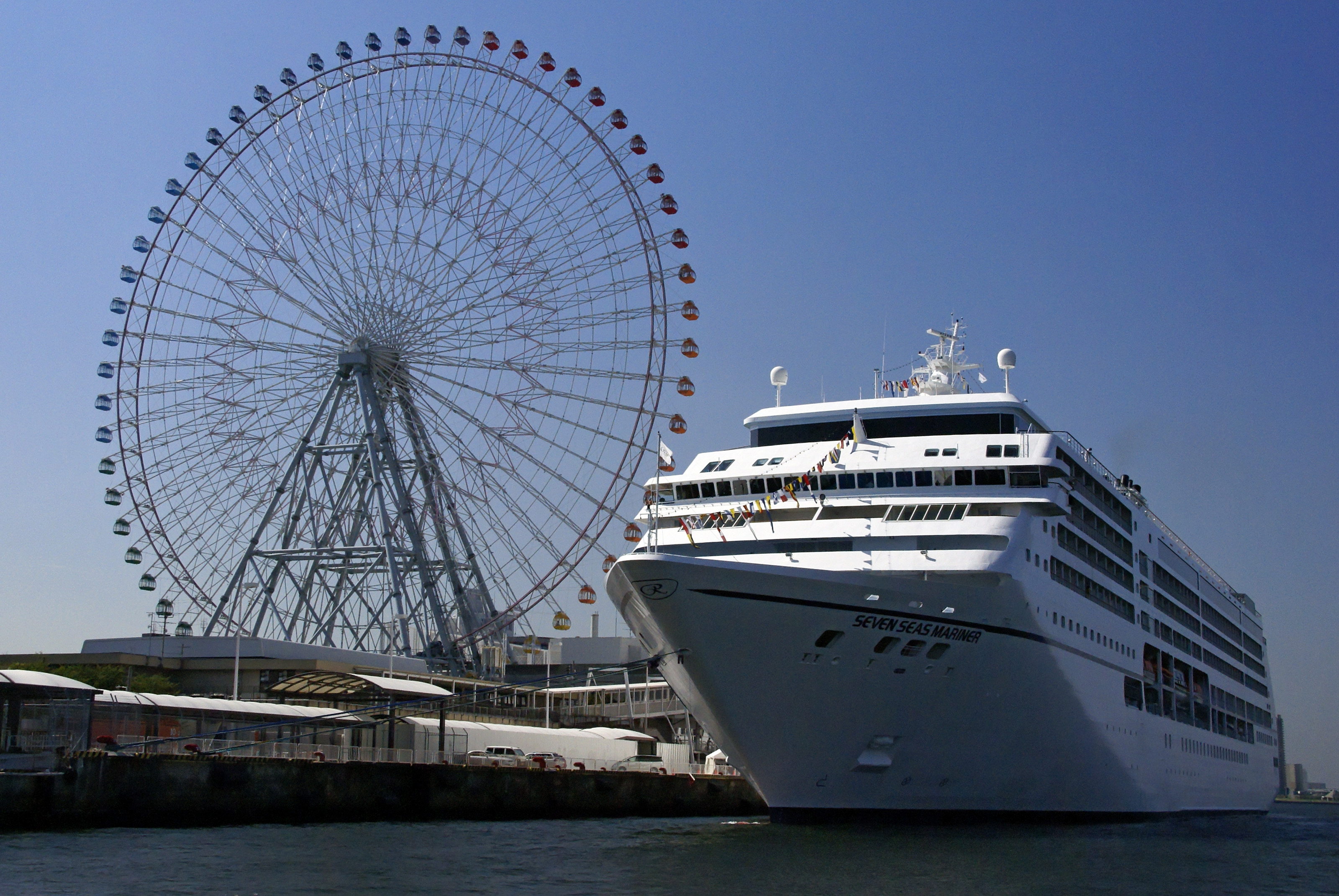
大阪港

- 大阪港 - 主に、外航クルーズ客船・帆船などが入港する築港（天保山岸壁）、コンテナ船の北港、フェリーの南港の3つがある。スーパー中枢港湾指定。
- 渡船 - 市建設局および港湾局が、市南西部で8箇所の渡船を無償で運航している。大阪市の公営渡船を参照。

### 航空
当市内に空港は存在しないものの、当市近隣に関西三空港が存在する。関西三空港のうち、最寄は北摂にある国内線専用の基幹空港の大阪国際空港（伊丹空港）である。泉州沖には国際空港である関西国際空港がある。神戸沖には神戸空港があり、国内線の一部幹線が就航している。かつては、大阪市は大阪国際空港の地元自治体の連合である大阪国際空港周辺都市対策協議会（現：10市協）に所属していたが、現在は脱退している。
- 大阪国際空港（大阪空港・伊丹空港） - 「大阪第二飛行場」として1939年に開港。府内豊中市と池田市、兵庫県伊丹市にまたがる空港。下記の関西国際空港開港後も“大阪国際空港”が正式名称だが、わずかな例外[注 4] を除いて国際線の就航はなく、国内線専用の基幹空港として利用されている。
- 関西国際空港（関西空港・関空） - 1994年に泉州沖に開港。関西三空港で唯一定期国際線が就航しており、関西における日本の空の玄関口として毎年数百万人[注 5] の外国人観光客が訪れる。国際線が主体であり、大阪国際空港に比べて便数は少ないが、国内線も充実している。なお、国内線はLCCの就航により、大幅に強化された。
- 神戸空港（マリンエア） - 2006年に神戸沖に開港。上記の両空港に比べると便数は少ないものの、主要路線の国内線が就航している。

## メディア
新聞・通信社 
- 朝日新聞大阪本社
- 産経新聞大阪本社
- 新日本海新聞社大阪本社（大阪日日新聞）
- 日本経済新聞社大阪本社
- 毎日新聞大阪本社
- 読売新聞大阪本社
- 日本工業新聞社（フジサンケイ ビジネスアイ）
- 日本農業新聞大阪支所
- スポーツニッポン新聞社大阪本社
- 日刊スポーツ新聞西日本本部・大阪本社
- 報知新聞社大阪本社
- 共同通信社大阪支社
- 時事通信社大阪支社
- ロイター通信社大阪支局
- ブルームバーグ大阪支局

放送
Dは地上デジタルテレビジョン放送＜IDはリモコンキーID＞、AM・FMはラジオ放送のことを指す。全局とも本社は大阪市内にある。民放局の社名は関西テレビとテレビ大阪を除き、全てキー局の親会社にあたる新聞社名が入った社名となっている。 
- NHK大阪放送局
  - 総合 (D24ch<ID:1>)
  - 教育 (D13ch<ID:2>)
  - ラジオ放送 (R1:666KHz・R2:828KHz・FM:88.1 MHz)
- 毎日放送 (D16ch<ID:4>)
- 朝日放送テレビ (D15ch<ID:6>)
- テレビ大阪 (D18ch<ID:7>)
- 関西テレビ (D17ch<ID:8>)
- 読売テレビ (D14ch<ID:10>)
- 朝日放送ラジオ (AM1008kHz・FM93.3 MHz）
- MBSラジオ (AM1179kHz・FM90.6 MHz)
- ラジオ大阪 (AM1314kHz・FM91.9 MHz)
- FM大阪 (FM85.1 MHz)
- FM802 (FM80.2 MHz)
- FM COCOLO (FM76.5 MHz)
- エフエムちゅうおう (FM78.1 MHz)
- FMキタ (FM78.9 MHz)

出版
- イグザミナ（総合雑誌『イグザミナ』発行）
- 和泉書院
- 解放出版社
- 京阪神エルマガジン社
- 清文堂出版
- 創元社
- 東方出版

## 姉妹都市・友好都市など
姉妹都市
- サンパウロ（ブラジル連邦共和国）
- シカゴ（アメリカ合衆国）
- 上海（中華人民共和国）
- メルボルン（オーストラリア連邦）
- サンクトペテルブルク（ロシア連邦）
- ミラノ（イタリア共和国）
- ハンブルク（ドイツ連邦共和国）

姉妹都市関係解消
- サンフランシスコ（アメリカ合衆国）

同市への慰安婦像などの寄贈の受け入れを承認したことを受け、2018年に姉妹都市関係を解消した。 
友好協力都市
- ブエノスアイレス（アルゼンチン共和国）
- ブダペスト（ハンガリー共和国）
- 釜山（大韓民国）
- ドニプロ （ウクライナ）

ビジネスパートナー都市 (BPC) 
- 香港
- シンガポール
- バンコク
- クアラルンプール
- マニラ
- ジャカルタ
- ソウル
- 上海
- ホーチミン
- ムンバイ
- メルボルン
- 天津
- オークランド
- ハンブルク

姉妹港
- サンフランシスコ港（英語版）
- メルボルン港
- ル・アーヴル港（英語版）
- バルパライソ港（スペイン語版）
- 釜山港
- サイゴン港

友好港
- 上海港

市民交流姉妹都市
- 飯山市（日本 長野県） - 当初はスポーツ交流スキー姉妹都市だったが、2016年から市民交流姉妹都市となった[81]。

## 都市景観

ギャラリー
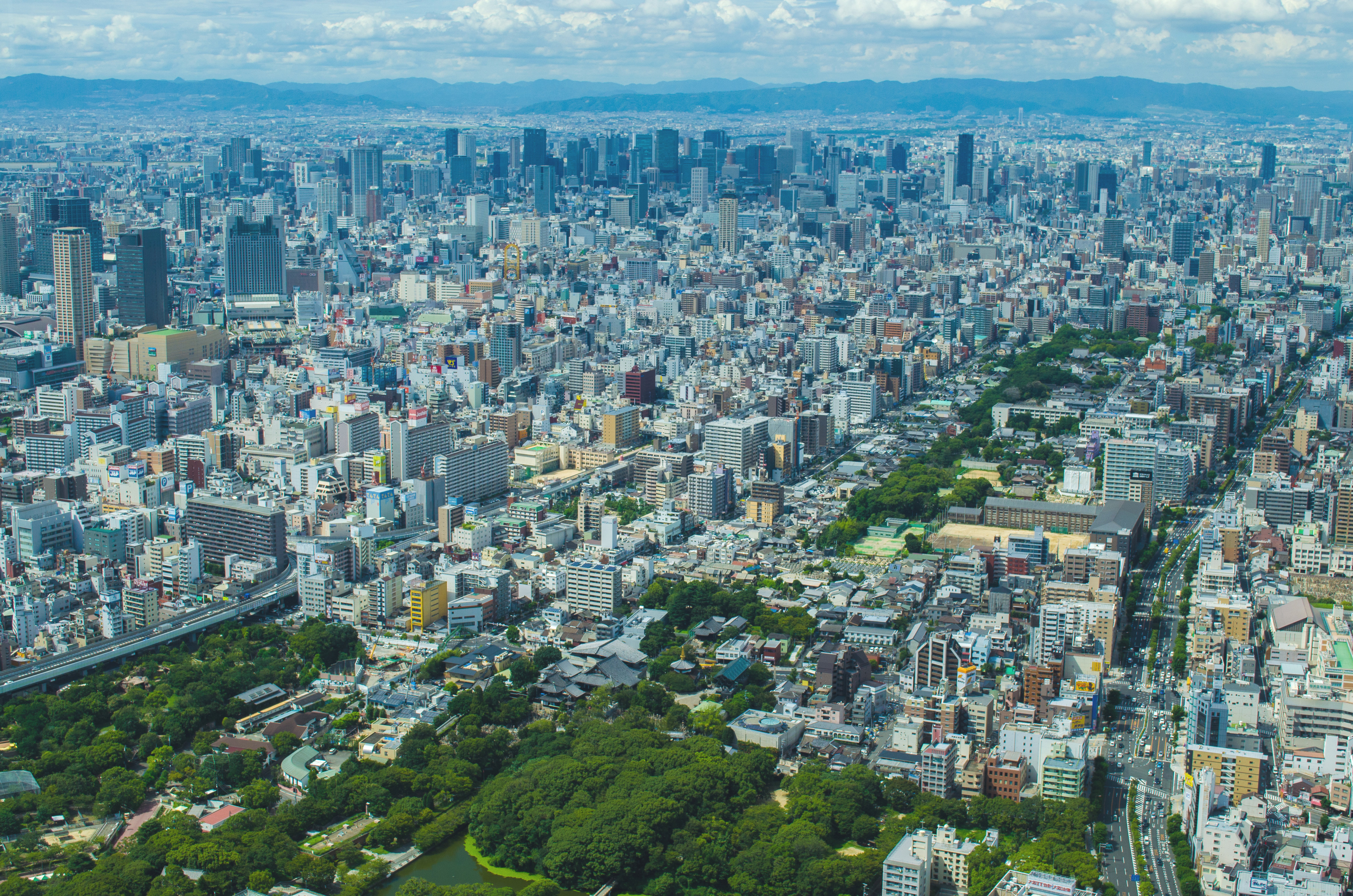
あべのハルカスから望む都心部（2014年）
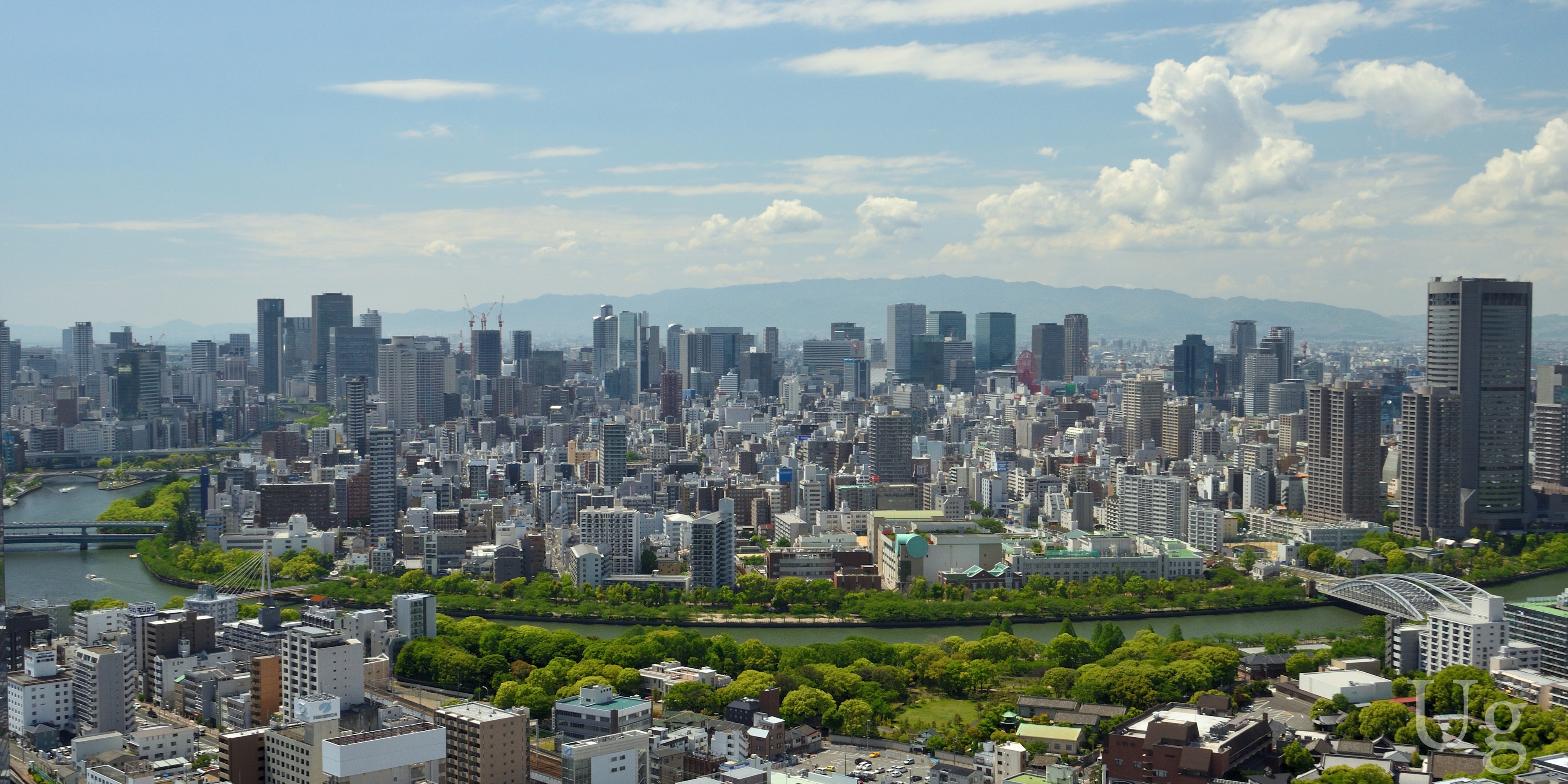
梅田を中心とした大阪市北区の高層ビル群（2014年5月）

## 電話番号
市外局番
原則06だが、大和川以南に位置する地区のうち東住吉区矢田7丁目と平野区長吉川辺4丁目は072となる（平野区瓜破南1 - 2丁目は06）。
市内局番急激な電話加入者の増加で、従来の3桁の局番では対応しきれなくなったことを考慮し、日本では東京都区部（市外局番03地域）に次いで2番目の市内局番4桁化を、1999年1月1日午前2時より行った（携帯電話・PHS番号の11桁化と同時）。その際、CMでは桂三枝（現：六代桂文枝）などの吉本興業所属芸人が「あたまに『6』を付けまして」や「アタマに6やでー!!」などという周知キャンペーンを行った。
市内局番では新規加入のものは4ないしは7で始まる4桁、既存分は6で始まる4桁が割り当てられている。

## 博物館施設
博物館
- イトーキ史料館
- 江崎記念館
- エル・シティ館
- 大阪科学技術館
- 大阪企業家ミュージアム

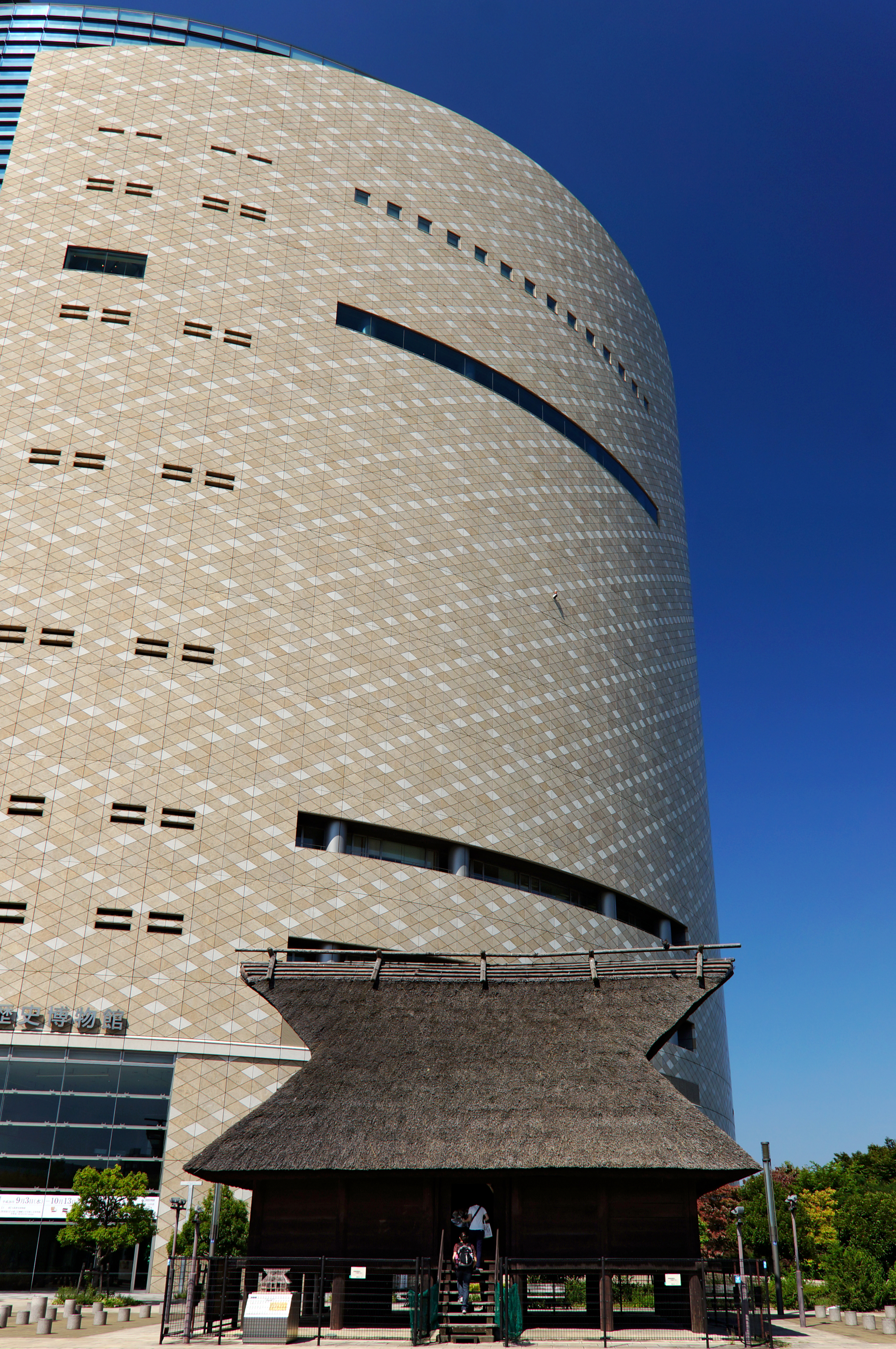
大阪歴史博物館

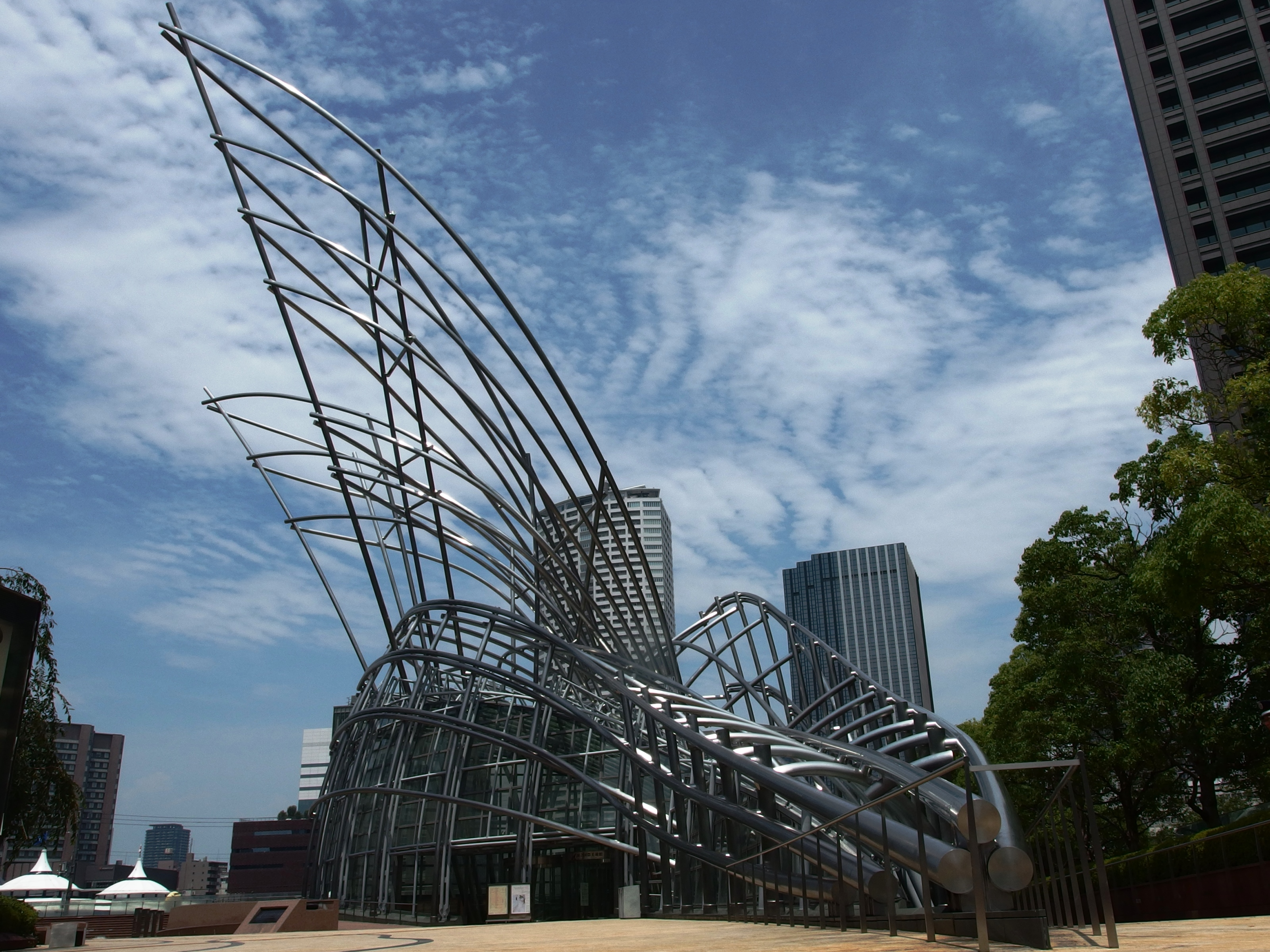
国立国際美術館

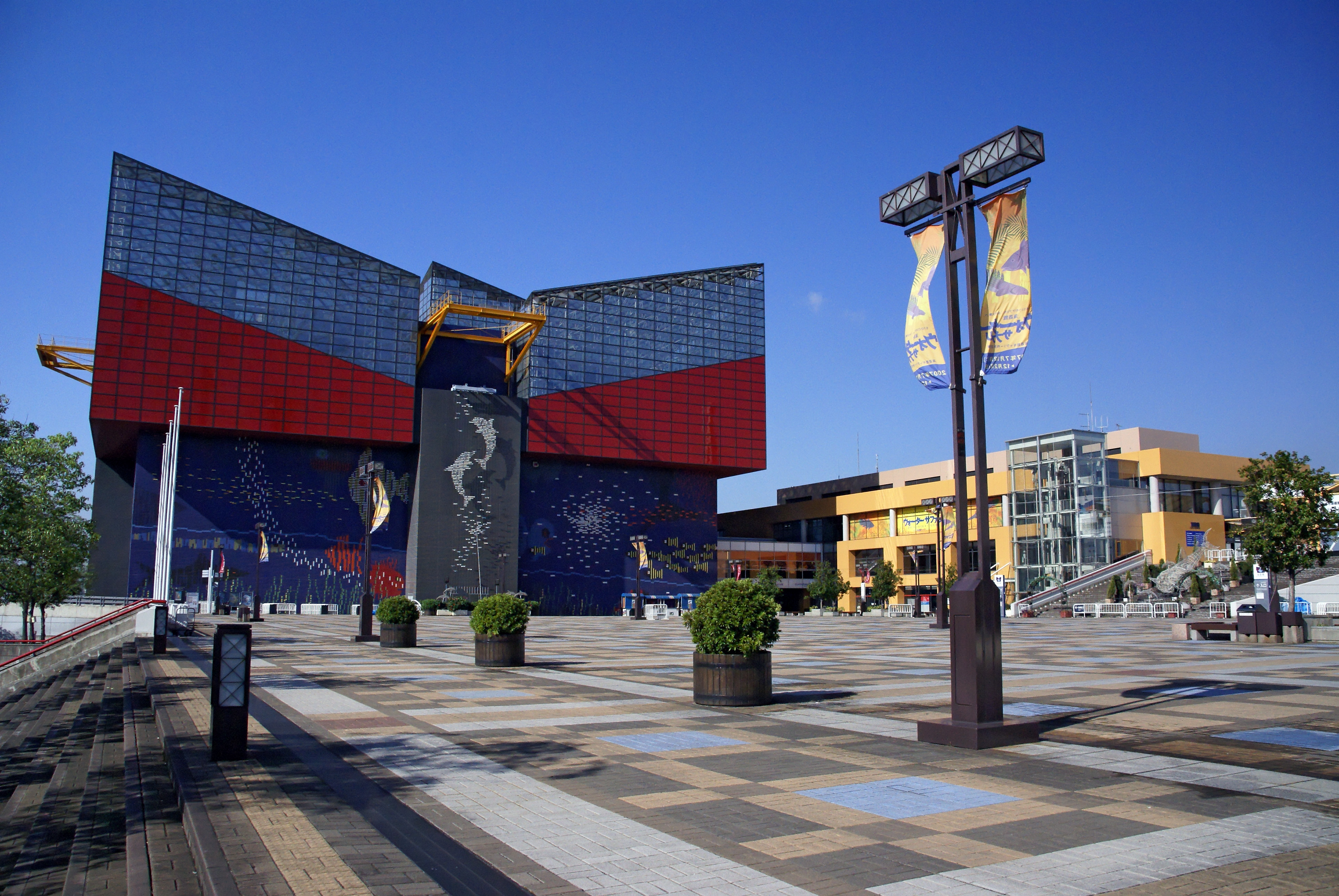
海遊館

- 大阪くらしの今昔館（住まいのミュージアム）
- 大阪国際平和センター（ピース大阪）
- 大阪市下水道科学館
- 大阪市立科学館（夢宙ときめき館）
- 大阪市立自然史博物館
- 大阪城天守閣
- 大阪人権博物館（リバティ大阪）
- 大阪府立上方演芸資料館（ワッハ上方）
- 大阪歴史博物館
- 大林組歴史館
- キッズプラザ大阪
- くすりの道修町資料館
- 造幣博物館（造幣局）
- 髙島屋史料館
- 適塾（重要文化財）
- 直木三十五記念館
- はりきゅうミュージアム

美術館
- あべのハルカス美術館
- 大阪市立美術館
- 大阪市立東洋陶磁美術館
- 大阪中之島美術館
- 大阪府立江之子島文化芸術創造センター
- 大阪文化館・天保山
- 上方浮世絵館
- 国立国際美術館
- コヤノ美術館
- 日本工芸館
- 藤田美術館
- 湯木美術館

動物園・植物園・水族館
- 大阪市立長居植物園
- 咲くやこの花館
- 海遊館
- 大阪市天王寺動物園
- 花と緑と自然の情報センター

## 施設
施設名の後の「重要文化財」は国指定の重要文化財を示す。

### レジャー施設・高層建築物

ユニバーサル・スタジオ・ジャパン

- 大阪アメニティパーク
- オオサカガーデンシティ
- 大阪ビジネスパーク
- インテックス大阪
- 天保山ハーバービレッジ
- なんばパークス
- ユニバーサル・スタジオ・ジャパン
- アジア太平洋トレードセンター
  - ATCオズ岸壁：帆船あこがれ専用岸壁
- 大阪府咲洲庁舎
- 梅田スカイビル
- あべのハルカス
- 通天閣（登録有形文化財）

### 史跡
- 大坂城
- 旧川口居留地
- 適塾（重要文化財）
- 難波宮跡
- 平野郷
- 堀城

### 公園・庭園

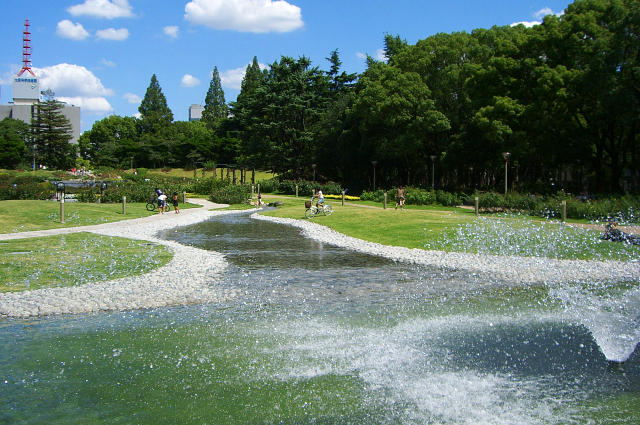
靱公園
- 扇町公園
- 中之島公園
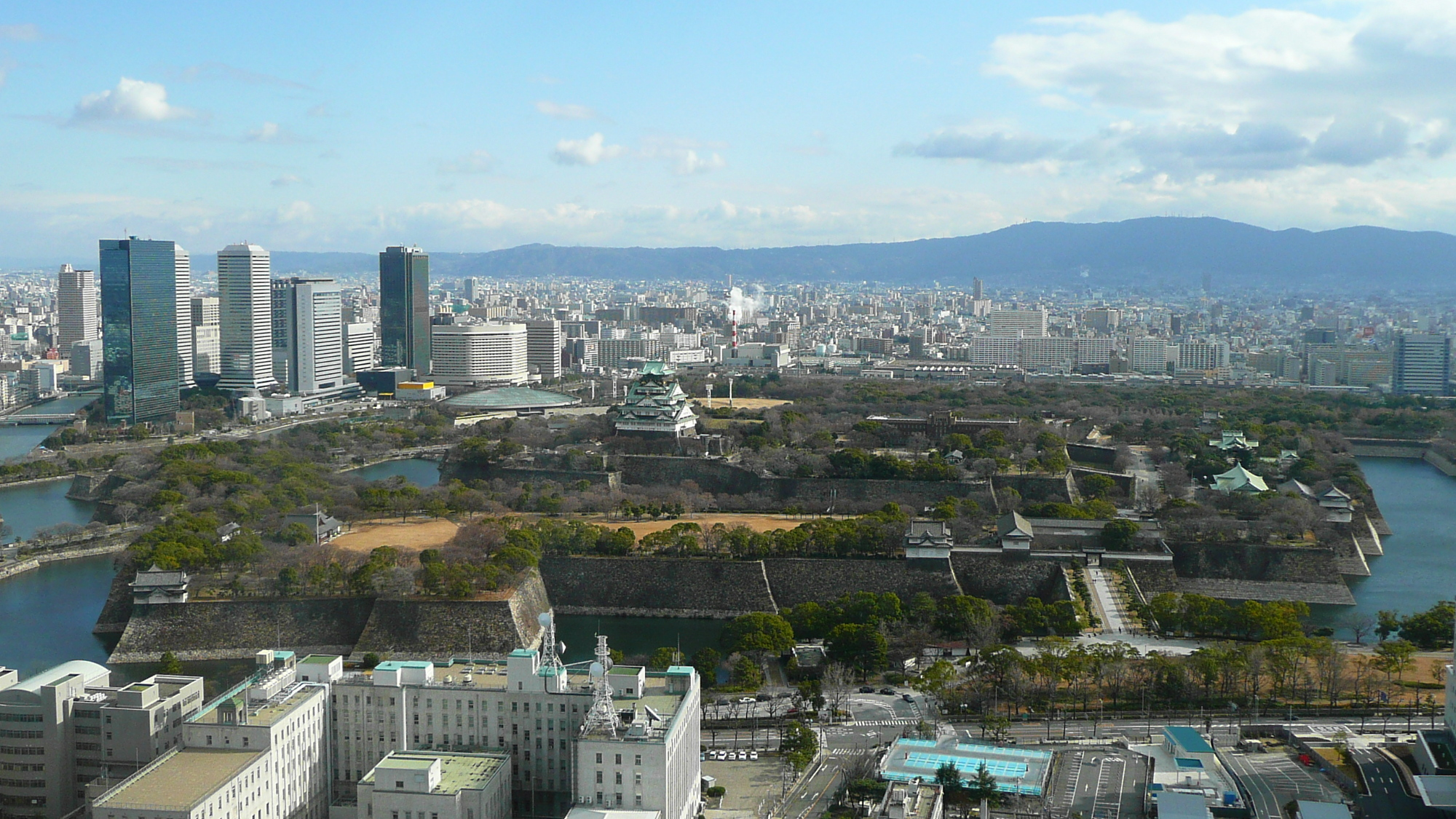
大阪城公園
- 城北公園
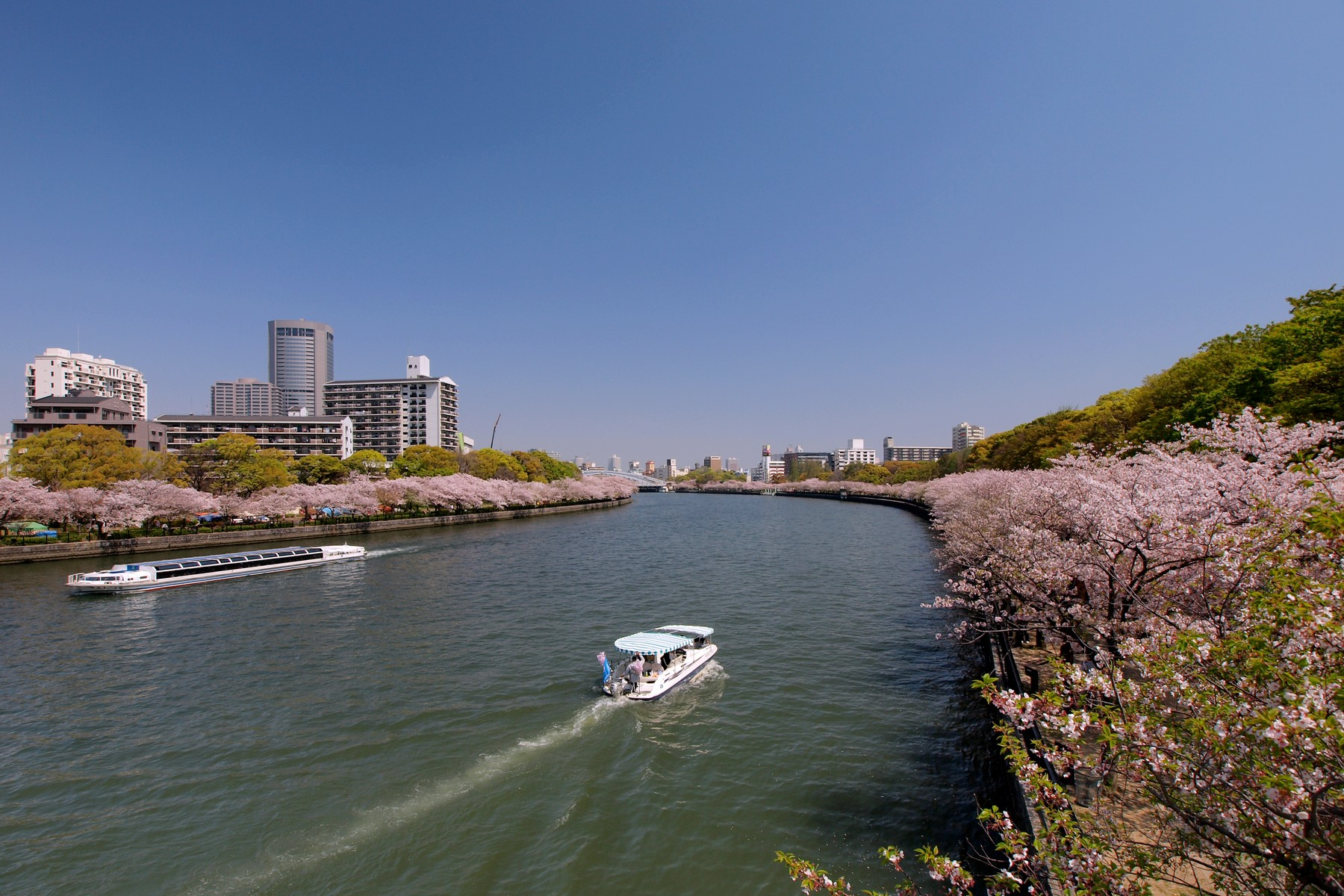
桜之宮公園
- 淀川河川公園
- 花博記念公園鶴見緑地
- 天王寺公園
- 長居公園
- 住吉公園
- 住之江公園
- 大阪南港野鳥園
- 慶沢園

- 靱公園
- 大阪城公園
- 桜之宮公園

### 古代建築
- 住吉大社本殿（国宝）

### 近代建築
- 梅田周辺
  - 大阪中央郵便局 - 中央電気倶楽部 - 大江ビルヂング - 大阪市交通局曽根崎変電所
- 中之島
  - 大阪市中央公会堂（重要文化財）- 大阪府立中之島図書館（重要文化財）- 日本銀行大阪支店旧館 - 朝日ビル - ダイビル本館（大阪ビルヂィング）
- 大坂城周辺
  - 旧造幣寮鋳造所正面玄関（旧：ユースアートギャラリー）（重要文化財）- 泉布観（重要文化財）- 旧大阪砲兵工廠化学分析所 - 大坂城天守閣（登録有形文化財）- 旧大阪市立博物館（旧：第四師団・中部軍管区司令部庁舎）- 大阪市水道局大手前排水場 - 大阪府庁舎
- 北船場、南船場
  - 北浜レトロビルヂング（登録有形文化財）- 大阪取引所 - 住友ビルディング（三井住友銀行大阪本店）- 新井ビル（登録有形文化財）- 中村健法律事務所 - 大阪市立愛珠幼稚園（重要文化財）- 日本生命保険本社ビル - 八木通商大阪本社（旧大阪農工銀行）- 大阪倶楽部（登録有形文化財）- 今橋ビルヂング（旧大阪市中央消防署今橋出張所）（登録有形文化財）- 三井住友銀行大阪中央支店 - 高麗橋野村ビル - シェ・ワダ高麗橋本店（高麗橋ビルディング）- 日本基督教団浪花教会 - 青山ビル（登録有形文化財）- 伏見ビル（登録有形文化財）- 芝川ビルディング（登録有形文化財）- 旧小西儀助商店社屋（重要文化財）- イトーキクレビオビル - 武田薬品工業道修町ビル（旧武田長兵衛商店本館）- 大阪瓦斯ビルヂング（登録有形文化財）- 生駒ビルヂング（登録有形文化財）- 旧東京貯蓄銀行大阪支店 - 小川香料 - 船場ビルディング（登録有形文化財）- 清水猛商店 - 岸本瓦町邸（登録有形文化財）- 綿業会館（重要文化財）- 明治屋ビル - 三木楽器本店開成館（登録有形文化財）- 堺筋倶楽部（旧：川崎貯蓄銀行大阪支店）- 原田産業
- 下船場（西船場）
  - 日本基督教団大阪教会（登録有形文化財）- 山内ビルヂング（登録有形文化財）- 江戸堀コダマビル（登録有形文化財）
- 心斎橋・難波
  - 大丸心斎橋店 - 髙島屋大阪店（南海難波） - 高島屋東別館（旧：松坂屋大阪店）- 三木楽器本店開成館（登録有形文化財）
- 大阪港・川口
  - 築港赤レンガ倉庫 - 住友倉庫築港支店 - 商船三井築港ビル（大阪商船）- 天満屋回漕店 - 住友倉庫川口支店川口町倉庫 - 日本聖公会川口基督教会（登録有形文化財）- 三井倉庫 - 岩出建設大阪支店 - 旧鴻池組本店本宅（旧：三菱銀行九条支店）- 大阪市交通局（大阪市電気局庁舎）- 郵全倉庫

### 劇場・ホール
- 梅田芸術劇場

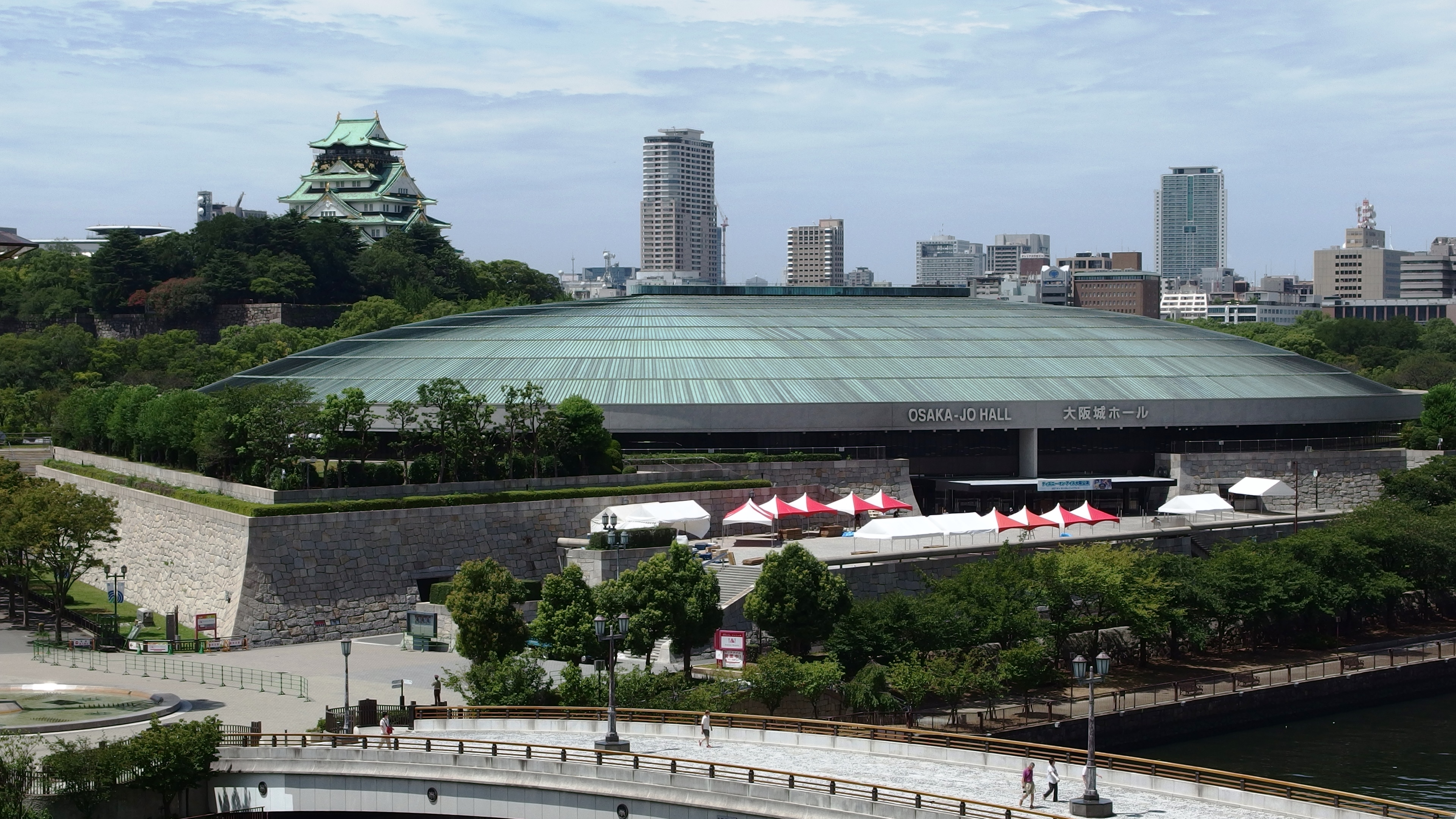
NHK大阪ホール
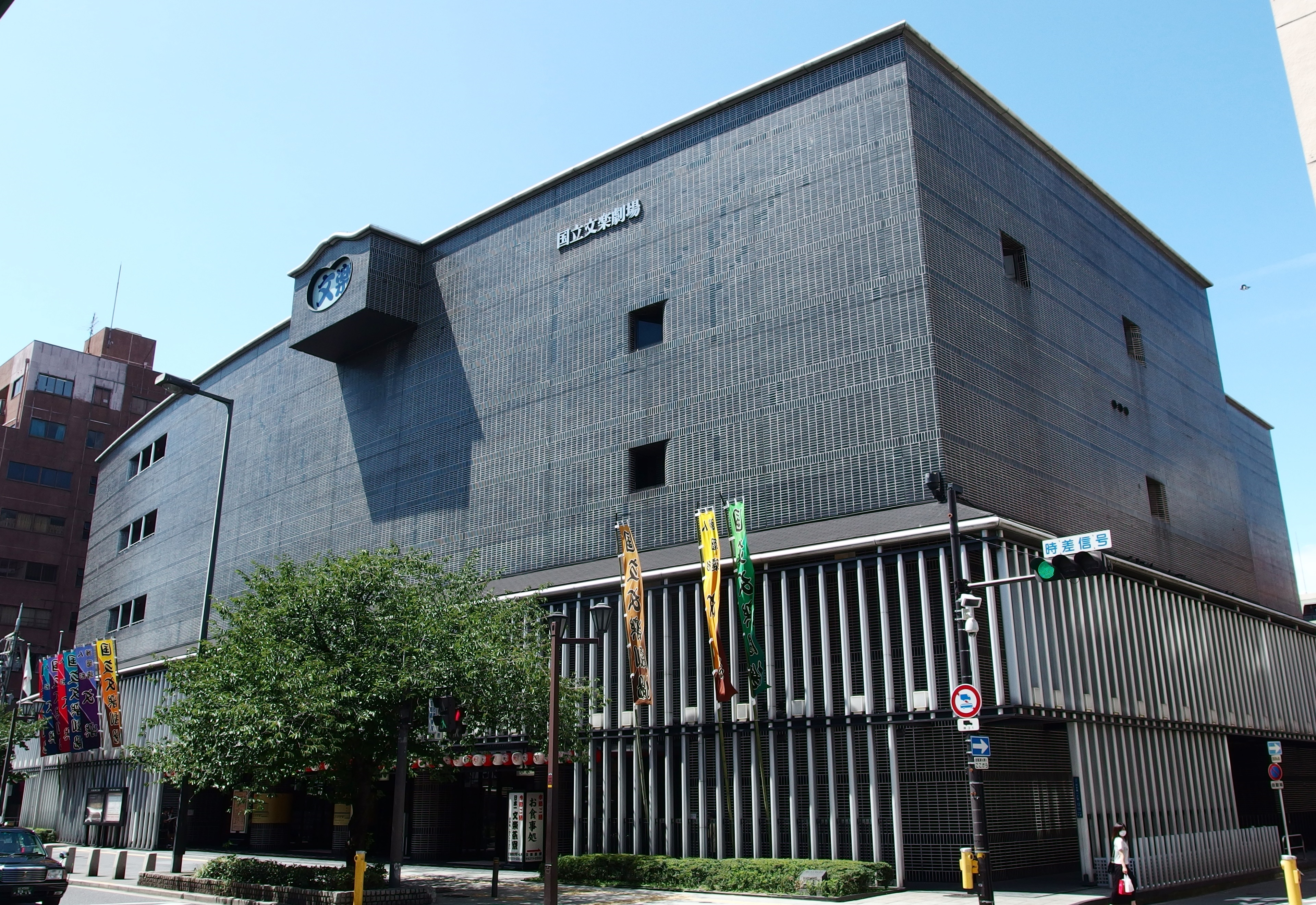
大阪府立国際会議場
- 大阪国際交流センター
- 大阪四季劇場
- 大阪松竹座
- 大阪城音楽堂
- 大阪城ホール
- オリックス劇場
- 国立文楽劇場
- ザ・シンフォニーホール
- 新歌舞伎座
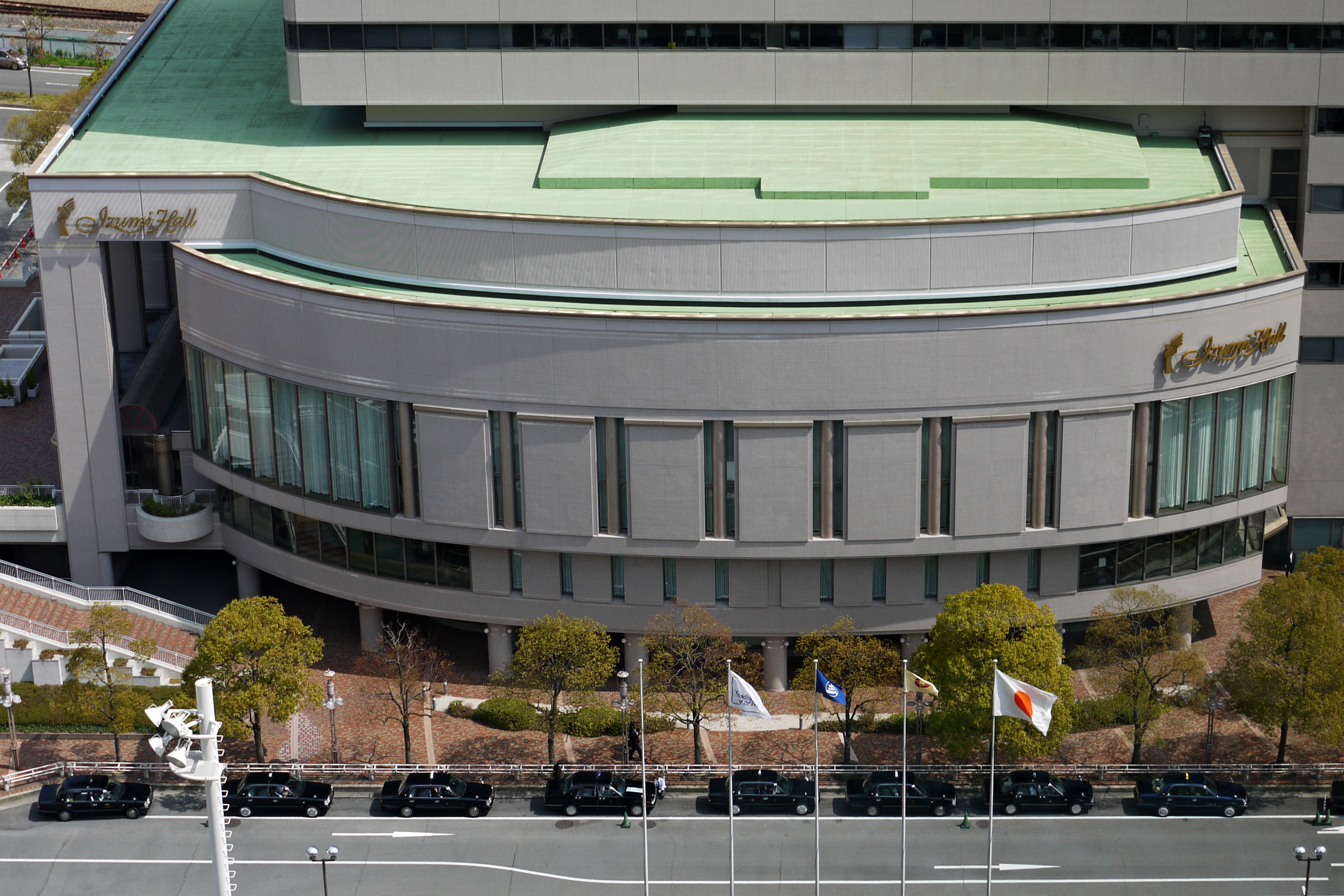
住友生命いずみホール
- Zepp Osaka
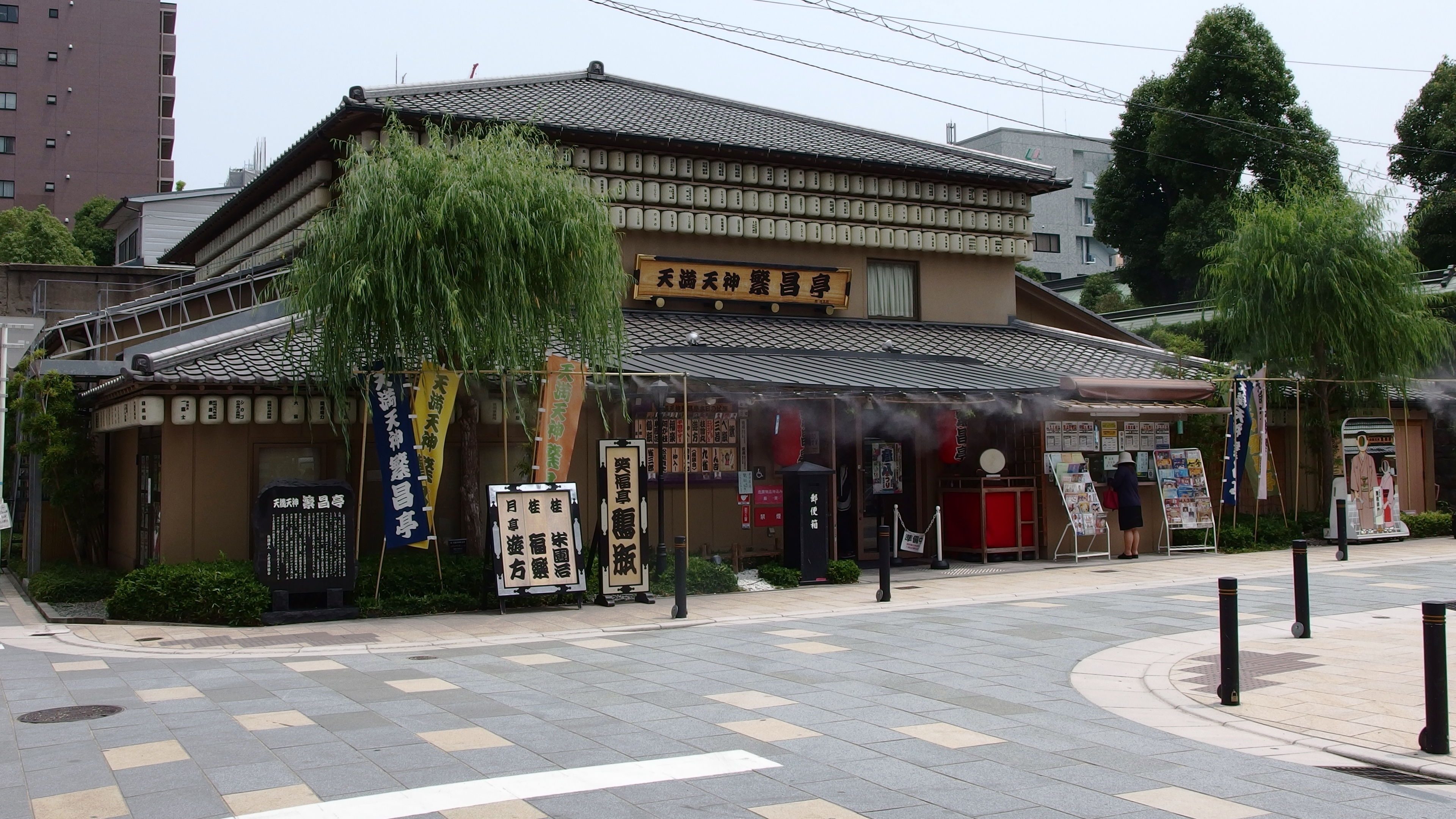
天満天神繁昌亭
- なんばグランド花月
- フェスティバルホール
- 森ノ宮ピロティホール

- 大阪城ホール
- 国立文楽劇場
- 住友生命いずみホール
- 天満天神繁昌亭

### 体育施設・スタジアム
- 扇町プール
- 大阪市中央体育館
- エディオンアリーナ（大阪府立体育会館）
- 大阪プール
- 京セラドーム大阪（大阪ドーム）
- 長居公園内

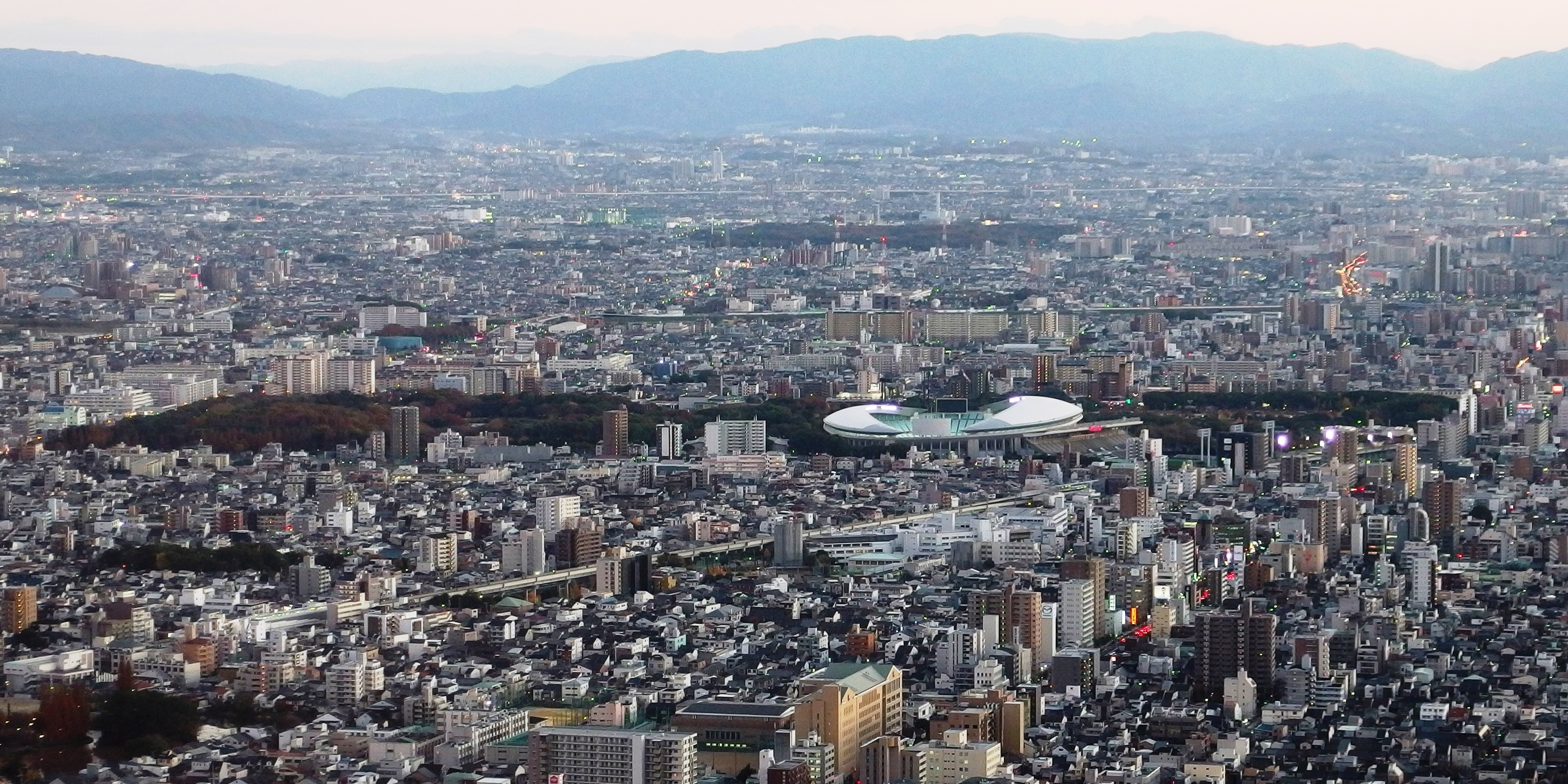
長居公園の外観

  - ヤンマースタジアム長居（長居陸上競技場）
  - ヤンマーフィールド長居（長居第2陸上競技場）
  - ヨドコウ桜スタジアム（長居球技場）
- 舞洲スポーツアイランド

### 宗教施設
神社
- 住吉大社（官幣大社・二十二社・摂津国一宮）
- 大阪天満宮
- 御霊神社
- 坐摩神社（官幣中社・摂津国一宮）
- 難波神社
- 生國魂神社（官幣大社）
- 阿部野神社（別格官幣社）
- 玉造稲荷神社
- 高津宮
- 御津宮
- 難波八阪神社
- 神明神社（日中神明社）
- 今宮戎神社
- 阿倍王子神社
  - 安倍晴明神社
- 杭全神社
- 露天神社
- 綱敷天神社
- 朝日神明社

寺院
- 四天王寺
  - 四天王寺本坊庭園（極楽浄土の庭）
- 愛染堂（勝鬘院）
- 大念仏寺
- 大聖観音寺（あびこ観音）
- 一心寺
- 太融寺
- 法善寺
- 本願寺津村別院（北御堂）
- 真宗大谷派難波別院（南御堂）
- 専念寺

教会
- 日本基督教団大阪教会
- 大阪カテドラル聖マリア大聖堂
- 日本聖公会川口基督教会
- 日本基督教団大阪福島教会
- 日本基督教団浪花教会
- 日本福音ルーテル大阪教会

## 祭事・イベント
- 愛染まつり
- 聖霊会
- 住吉祭
- 天神祭
- 十日戎
- 大阪国際女子マラソン
- 大阪マラソン
- 大阪ヨーロッパ映画祭
- 御堂筋パレード
- OSAKA光のルネサンス
- こいや祭り

## 文化・芸術活動

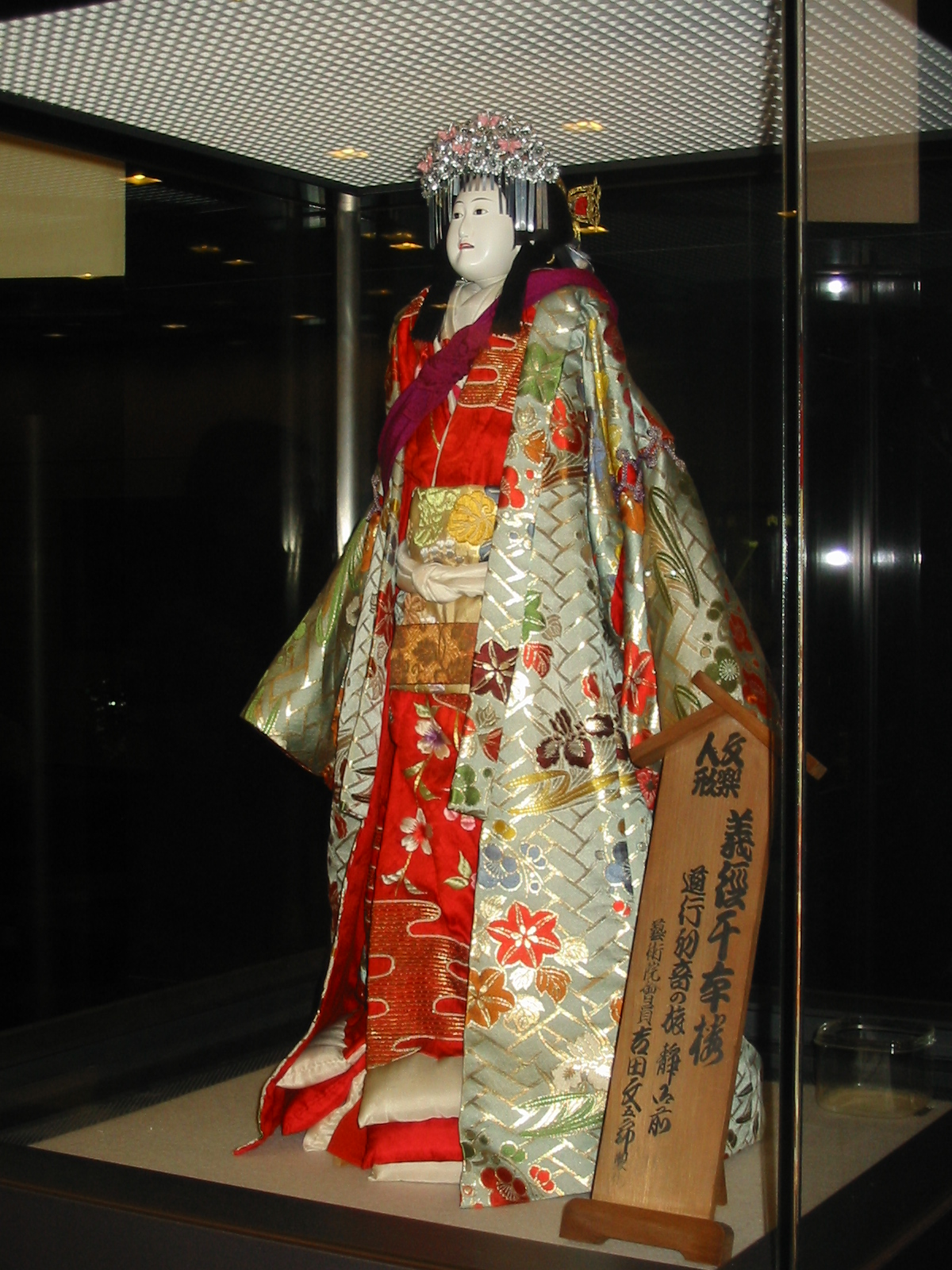
文楽人形（国立文楽劇場）

井原西鶴像（生國魂神社）

芸能
近世以来の伝統芸能としては、人形浄瑠璃（文楽）、歌舞伎、能楽、それに上方落語が有名である。
このうち、人形浄瑠璃は戦後に一時衰亡の危機を迎えたが、文楽協会の努力や行政の支援もあり、国立文楽劇場を中心に現在まで公演が続けられてきた。2003年には、「人形浄瑠璃文楽」としてユネスコの無形文化遺産に指定されている。
歌舞伎は、現在道頓堀の松竹座が中心の舞台である。
能楽の舞台としては、大阪能楽会館、大槻能楽堂、山本能楽堂がある。
上方落語は、戦後に一時廃れたが、桂米朝をはじめとする「四天王」の活躍が実って復活した。2006年には、市民の寄付によって60年ぶりの定席となる天満天神繁昌亭が開場し、話題を集めている。
戦後は、落語に代わって漫才や新喜劇が大きな人気を得た。現在でも吉本興業や松竹芸能出身の多くの芸人が全国区で活躍している。
演劇
大阪には、扇町ミュージアムスクエアや近鉄小劇場をはじめ、小劇場が多く存在し、多数の個性的な劇団が生まれた。近年では、それらの閉館による劇場文化の衰退が問題視されているが、精華小劇場などの新たな舞台も生まれている。また、近年誕生した梅田芸術劇場や大阪四季劇場などの大規模な劇場では、宝塚歌劇団や劇団四季などの有名劇団の公演が行われている。
音楽
大阪市内またはその周辺には複数の楽団が本拠を置き、市内にはザ・シンフォニーホールをはじめとする有名な音楽ホールが存在する。近年では、市民へのクラシック音楽の浸透を目指した動きが活発であり、「大阪クラシック」（大阪フィルハーモニー交響楽団）などのイベントが成功を収めている。
- 大阪フィルハーモニー交響楽団
- 関西フィルハーモニー管弦楽団
- Osaka Shion Wind Orchestra
- いずみシンフォニエッタ大阪
- コレギウム・ムジクム・テレマン（日本テレマン協会）

文芸
近世では、井原西鶴が有名。近代以降も、庶民の生活や大阪の街の風景を生き生きと描いた織田作之助や直木賞の由来となる直木三十五をはじめ、多数の作家を輩出している。戦後では、特に司馬遼太郎が有名。また、大阪文学学校からは、田辺聖子や玄月らが輩出された。
- 雑誌『関西文学』（関西文学会）

美術
近世には、文人木村兼葭堂の周辺で大坂画壇と呼ばれる画家たちが活躍し、戦前まで引き継がれた。近代の洋画家としては、佐伯祐三が大阪出身者として有名であり、大阪市がコレクションを所蔵している。現代美術の分野では、前衛画家吉原治良らの具体美術協会が、中之島に本拠を置いていた。主な美術館は、大阪市立美術館、国立国際美術館、大阪府立現代美術センターなどである。
活動支援施設
- 大阪市立芸術創造館

顕彰事業
- 大阪文化賞
- 大阪文化祭賞
- 咲くやこの花賞
- 三好達治賞
- 織田作之助賞

大阪文化関連雑誌
- 大阪人（財団法人大阪市都市工学情報センター）
- 大阪春秋（新風書房）
- 上方芸能（『上方芸能』出版部）

## スポーツチーム

### 野球
- オリックス・バファローズ (NPB)
- 大阪ロマンズ（プロ野球マスターズリーグ）
- NTT西日本硬式野球部（日本野球連盟） - 社会人野球の企業チーム
- 大阪ガス硬式野球部（日本野球連盟） - 社会人野球の企業チーム
- 日本生命硬式野球部（日本野球連盟） - 社会人野球の企業チーム
- NSBベースボールクラブ（日本野球連盟） - 社会人野球のクラブチーム。旧：中山製鋼硬式野球部。
- エアロマスター硬式野球部（日本野球連盟） - 社会人野球の企業チーム。1974年に解散。
- デュプロ硬式野球部（日本野球連盟） - 社会人野球の企業チーム。2008年に解散。
- 住友金属野球団（日本野球連盟） - 社会人野球の企業チーム。1965年に本拠地を和歌山県和歌山市へ移転し、1999年に解散。

### サッカー
- セレッソ大阪（Jリーグ）
- セレッソ大阪堺レディース（なでしこリーグ）

### その他
- シュライカー大阪（Fリーグ）
- 大阪エヴェッサ（B.LEAGUE）
- NTTドコモレッドハリケーンズ大阪 (ジャパンラグビーリーグワン)
- 大阪ラヴィッツ - 女子ハンドボールチーム

## 大阪市を舞台とした作品
小説
- 『スイス時計の謎』（有栖川有栖）
- 『マジックミラー』（有栖川有栖）
- 『幻坂』（有栖川有栖）
- 『清二郎 夢見る子』（宇野浩二）
- 『夫婦善哉』（織田作之助）
- 『木の都』（織田作之助）
- 『日本三文オペラ』（開高健）
- 『反橋』（川端康成）
- 『その街の今は』（柴崎友香）
- 『井原西鶴』（武田麟太郎）
- 『私の大阪八景』（田辺聖子）
- 『道頓堀の雨に別れて以来なり』（田辺聖子）
- 『春琴抄』（谷崎潤一郎）
- 『細雪』（谷崎潤一郎）
- 『真空地帯』（野間宏）
- 『めし』（林芙美子）
- 『白夜行』（東野圭吾）
- 『砂の器』（松本清張）
- 『道頓堀川』（宮本輝）
- 『泥の河』（宮本輝）
- 『白い巨塔』（山崎豊子）
- 『花のれん』（山崎豊子）
- 『ぼんち』（山崎豊子）
- 『しぶちん』（山崎豊子）
- 『蝶々殺人事件』（横溝正史）
- 『りゅうおうのおしごと!』（白鳥士郎）

文楽
- 『曾根崎心中』（近松門左衛門）
- 『心中天網島』（近松門左衛門）

映画
- 『夫婦善哉』
- 『ゴジラの逆襲』（1955年）
- 『大阪物語』（1957年）
- 『道頓堀川』
- 『大怪獣決闘 ガメラ対バルゴン』（1966年）
- 『春琴抄』（1976年）
- 『野獣刑事』
- 『どついたるねん』
- 『ブラック・レイン』
- 『ゴジラvsビオランテ』（1989年）
- 『大阪物語』（1999年）
- 『名探偵コナン 世紀末の魔術師』（1999年）
- 『ゴジラ×メガギラス G消滅作戦』（2000年）
- 『名探偵コナン 天空の難破船』（2010年）

漫画
- 『ナニワ金融道』（青木雄二）
- 『どついたれ』（手塚治虫）
- 『紙の砦』（手塚治虫）
- 『ミナミの帝王』（原作・天王寺大/作画・郷力也）
- 『じゃりン子チエ』（はるき悦巳、西成区）
- 『大阪豆ゴハン』（サラ・イイネス）
- 『アベノ橋魔法☆商店街』
- 『クッキングパパ』
- 『ケムリクサ』
- 『りゅうおうのおしごと!』
- 『CLANNAD』
- 『ハンドシェイカー』
- 『W'z《ウィズ》』
- 『ななついろ★ドロップス』
- 『黄昏乙女×アムネジア』
- 『ブラック★ロックシューター』
- 『うちの師匠はしっぽがない』

唱歌
- 『鉄道唱歌』（第一集東海道篇、作詞：大和田建樹・作曲：多梅稚、1900年5月）
  - 作詞者の大和田建樹は全66番の東海道篇において、三府の一つに数えられた大阪市には、京都市や近江八景程ではないが力を入れ、4番を割いて歌った。豊臣秀吉のことのみでなく、奈良時代以前の難波京や四天王寺についても記している。
56.送り迎（むこ）うる程もなく 茨木吹田うちすぎて はや大阪につきにけり 梅田は我をむかえたり
57.三府の一に位して 商業繁華の大阪市 豊太閤のきずきたる 城に師団はおかれたり
58.ここぞ昔の難波の津 ここぞ高津の宮のあと 安治川口に入る舟の 煙は日夜たえまなし
59.鳥も翔（かげ）らぬ大空に かすむ五重の塔の影 仏法最初の寺と聞く 四天王寺はあれかとよ
- 『大阪市街電車唱歌』（作詞：大和田建樹・作曲：田村虎蔵、1908年7月）
  - 大阪市電を用いて、梅田から天保山までその市街を全21番で歌っている。

歌謡曲
- 「道頓堀行進曲」（作詞：日比繁次郎・作曲：塩尻精八、1928年）
- 「月の法善寺横町」（作詞：十二村哲・作曲：飯田景応、1960年）
- 「大阪の女」（作詞：橋本淳・作曲：中村泰士、1970年）
- 「雨の御堂筋」（作詞：林春生・作曲：ザ・ベンチャーズ、1971年）
- 「大阪ラプソディ」（作詞：山上路夫・作曲：猪俣公章、1976年）
- 「大阪で生まれた女」（作詞・作曲：岡山準三&BORO、1979年）
- 「大阪しぐれ」（作詞：吉岡治・作曲：市川昭介、1980年）

ほか多数
アニメ
- 『DEVIL SURVIVOR 2 the ANIMATION』
- 『ハンドシェイカー』
- 『ケムリクサ』
- 『りゅうおうのおしごと!』
- 『CLANNAD 』
- 『W'z《ウィズ》』
- 『ななついろ★ドロップス』
- 『黄昏乙女×アムネジア』
- 『ブラック★ロックシューター』
- 『咲-Saki-阿知賀編episode of side-A          』
- 『名探偵コナン』
- 『おジャ魔女どれみ』
- 『ジョゼと虎と魚たち』

## テレビ番組
- 日経スペシャル ガイアの夜明け 公務員を減らせ！ ～ムダと闘う　お役所改革～（2005年11月22日、テレビ東京）[82]。- 職員厚遇問題の「改革」を取材。